# Luwr

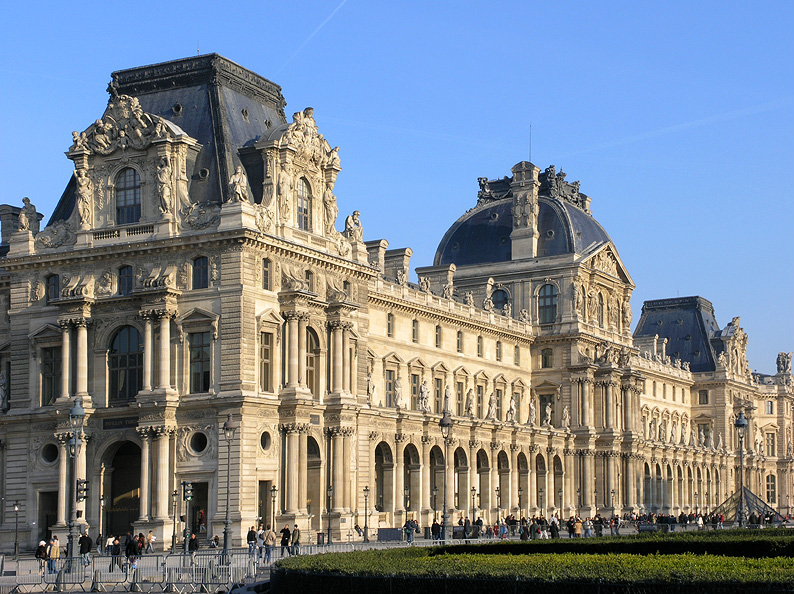
Skrzydło Richelieu

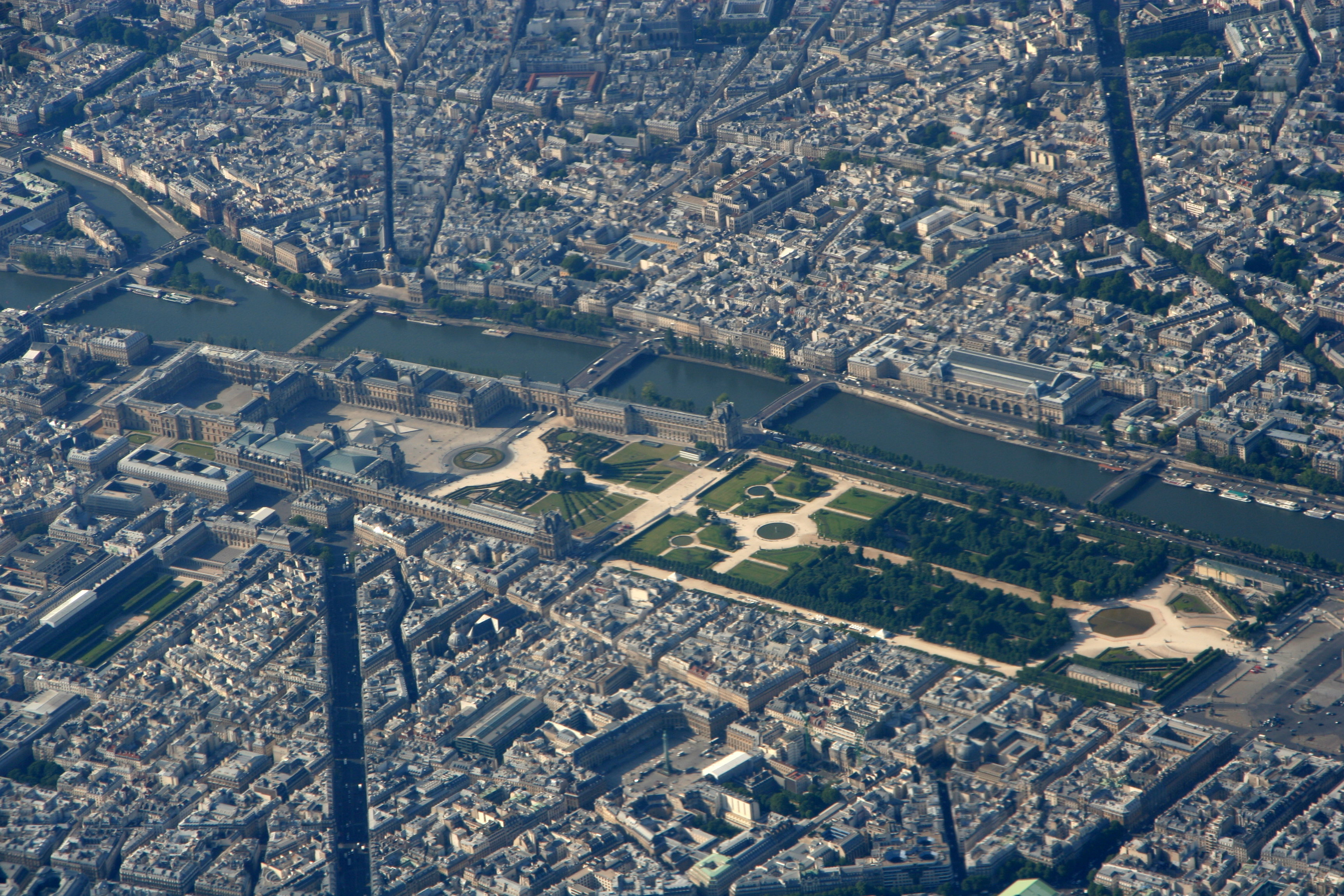
Widok z lotu ptaka

Plan Luwru

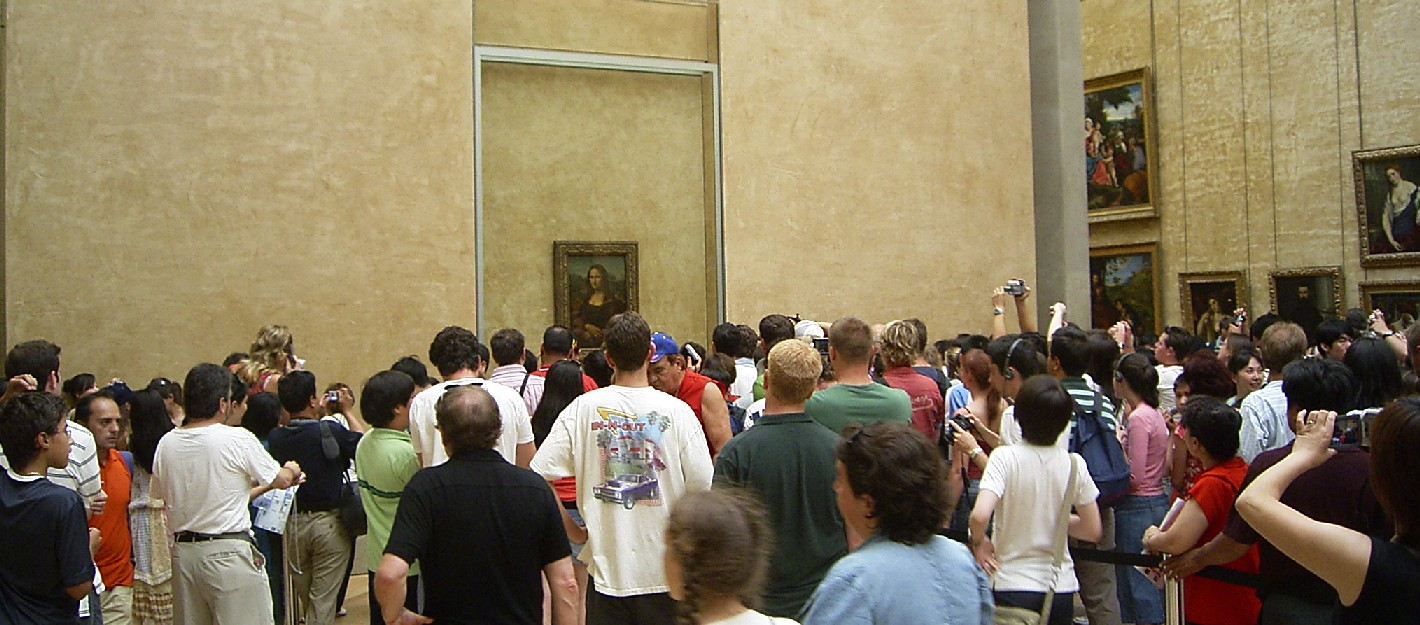
Tłum zwiedzających wokół Mona Lisy Leonarda da Vinci

Luwr (fr. Louvre, Musée du Louvre [myze dy luvʁ]) – dawny pałac królewski w Paryżu, obecnie muzeum sztuki. 
Jedno z największych muzeów na świecie, jest też najczęściej odwiedzaną placówką tego typu na świecie. Stanowi jeden z ważniejszych punktów orientacyjnych stolicy Francji. Luwr położony jest między rue de Rivoli i prawym brzegiem Sekwany oraz ogrodami Tuileries i Rue du Louvre w obrębie 1. dzielnicy. W kompleksie budynków o całkowitej powierzchni wynoszącej 60 600 m² mieszczą się zbiory liczące około 350 000 dzieł sztuki od czasów najdawniejszych po połowę wieku XIX, dzieła światowego dziedzictwa o największej sławie, takie jak np. stela z kodeksem Hammurabiego, Nike z Samotraki, Wenus z Milo, Mona Lisa Leonarda da Vinci.

## Wiadomości wstępne
Muzeum znajduje się w Pałacu Luwru (Palais du Louvre) znanym już w średniowieczu. U schyłku XII wieku król Filip II August wzniósł w tym miejscu zamek warowny. W drugiej połowie XIV wieku Karol V Mądry uczynił z zamku rezydencję królewską. W XVI wieku Franciszek I zamienił tę budowlę w monumentalny renesansowy pałac. Autorem barokowej przebudowy pałacu był Jacques Lemercier. W 1672 Ludwik XIV przeprowadził się do Wersalu, natomiast w Luwrze zostawił bogatą kolekcję dzieł sztuki antycznej. W 1692 gmach został siedzibą Académie des Inscriptions et Belles Lettres oraz Académie Royale de Peinture et de Sculpture, w roku 1699 Akademia zorganizowała pierwszy Salon wystawowy. Podczas rewolucji francuskiej 8 września 1793 r. Konwent Narodowy wydał dekret o zamienieniu pałacu w muzeum.
Muzeum zostało otwarte 10 sierpnia 1793 r. Ekspozycja liczyła 537 obrazów. Znaczną część stanowiły konfiskaty dóbr kościelnych i królewskich. Ze względu na problemy związane ze stanem budynku muzeum zamknięto na lata 1796–1801. Kampania napoleońska wpłynęła na duży wzrost kolekcji, przy czym większość stanowiły łupy ze zbiorów na terenach podbitych przez Napoleona I Bonaparte, po porażce wojsk dyktatora pod Waterloo dzieła zwrócono prawowitym właścicielom. Za czasów panowania Ludwika XVIII i Karola X oraz Drugiego Cesarstwa nastąpił wzrost kolekcji, która przekroczyła 20 tysięcy dzieł. Kolejny wzrost kolekcji to owoc licznych nabytków muzeum i darów prywatnych kolekcjonerów dzieł sztuki. W 2008 roku zbiory Luwru podzielono na osiem kategorii, każdej z nich przypada odrębny dział. Są to Działy: Starożytnego Egiptu, Starożytnego Bliskiego Wschodu, Starożytnej Grecji, Starożytnego Rzymu, Sztuki Islamu, Rzeźby, Malarstwa, Rzemiosła Artystycznego, Rysunku i Grafiki.

## Położenie
Luwr to jedno z najstarszych i największych muzeów na świecie. Położony w centrum historycznym Paryża – między prawym brzegiem Sekwany a ulicą Rivoli oraz ogrodami Tuilerie a kościołem Saint Germain l’Auxerrois. Luwr położony jest na jednej linii z Champs-Élysées, wchodząc w skład tzw. osi historycznej Paryża. Po zniszczeniu podczas Komuny Paryskiej, a następnie zburzeniu Pałacu Tuileries, oś uległa wydłużeniu.

## Dzieje Luwru

### Rys historyczny

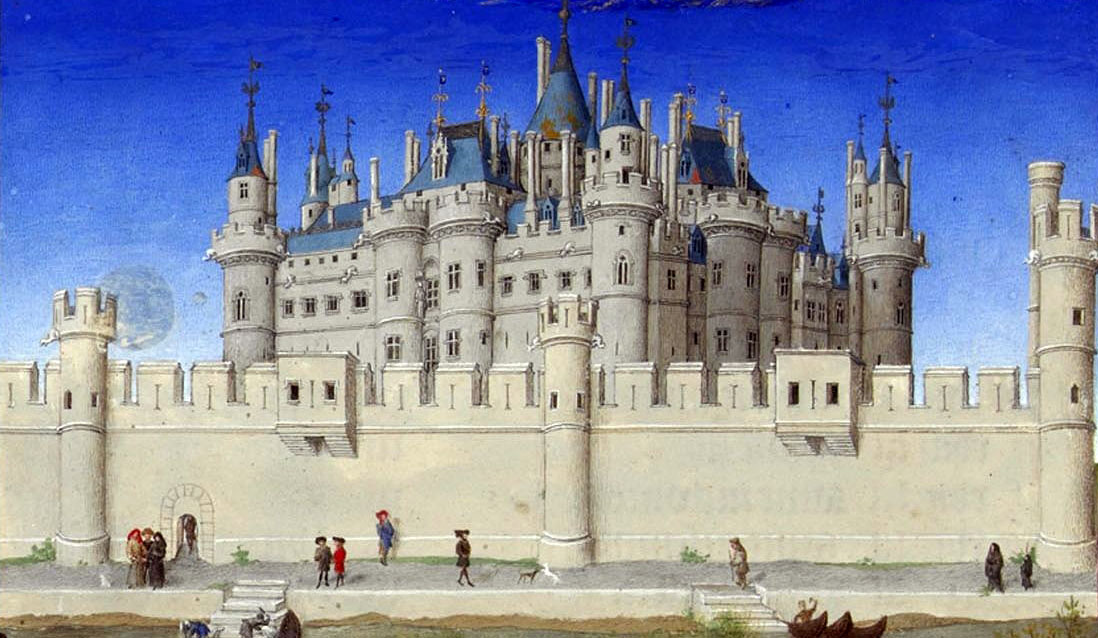
Widok Luwru gotyckiego według miniatury w Bardzo bogatych godzinkach księcia de Berry

Dzieje Luwru jako budowli i muzeum nie stanowią w pełni integralnej całości. Jednakże świadomość artystyczna królów francuskich w kontekście Luwru ma początki już w dobie gotyku, kiedy Karol V Mądry kontynuował zapoczątkowaną na szeroką skalę przez Ludwika IX tradycję sztuki dworskiej, znany był z licznych fundacji artystycznych, z których część stanowi zbiory Luwru. Mecenat królewski w sztuce francuskiej odgrywał priorytetową rolę, podobnie jak kolekcjonerstwo dawnych dzieł, preferowane niemalże przez wszystkich Walezjuszów i Burbonów, z Franciszkiem I i Ludwikiem XIV na czele. Zbiory królewskie stanowiły asumpt do otworzenia dla odbiorców sztuki przestrzeni muzealnej z dziełami sztuki dawnej, co ostatecznie dokonano podczas Rewolucji Francuskiej. Następnie liczba dzieł wzrosła dzięki francuskim ekspedycjom na terenach starożytnych cywilizacji, a także dzięki docenieniu Luwru przez prywatnych kolekcjonerów itp.

#### Luwr w czasach Kapetyngów, Walezjuszów i Burbonów

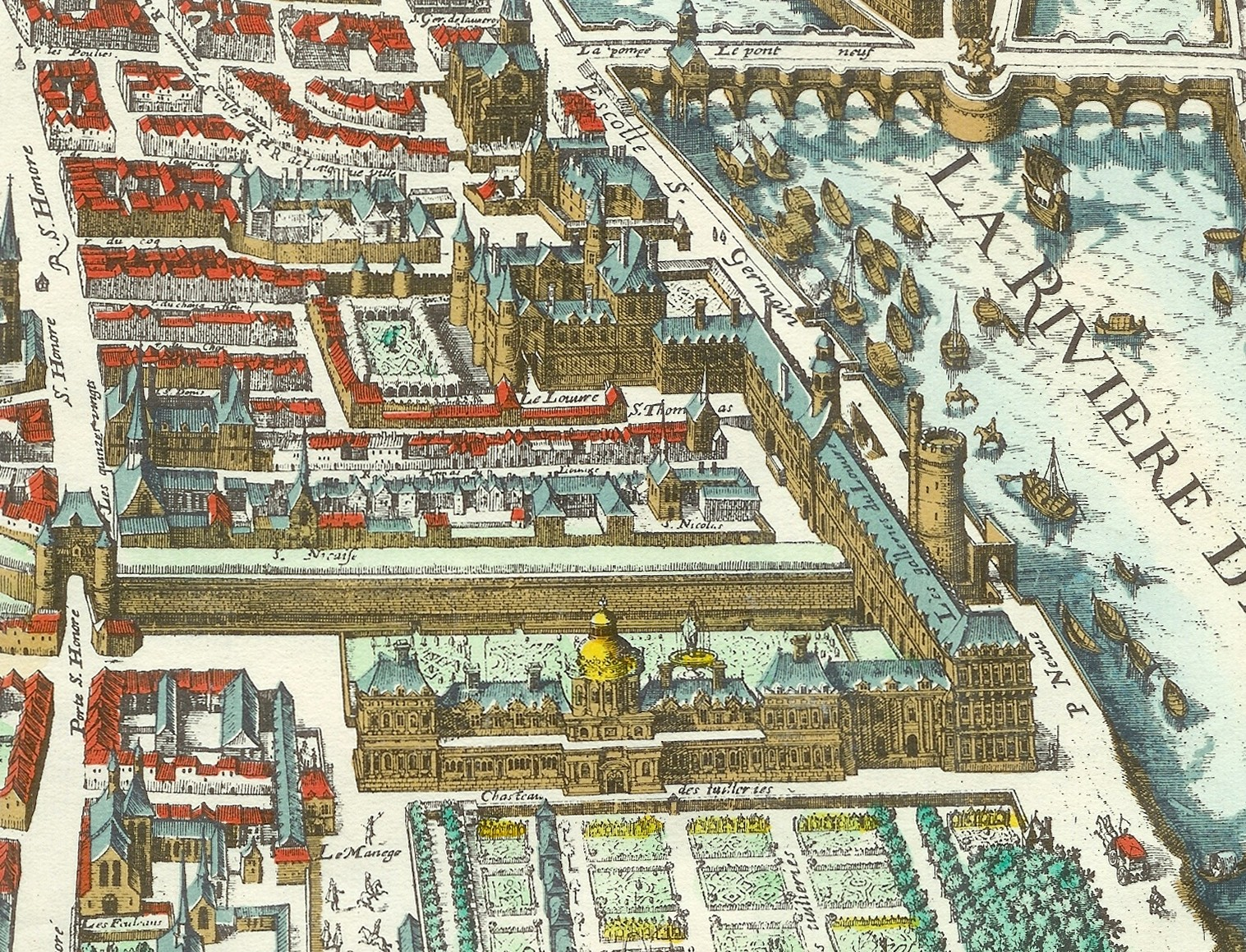
Luwr w XVII wieku

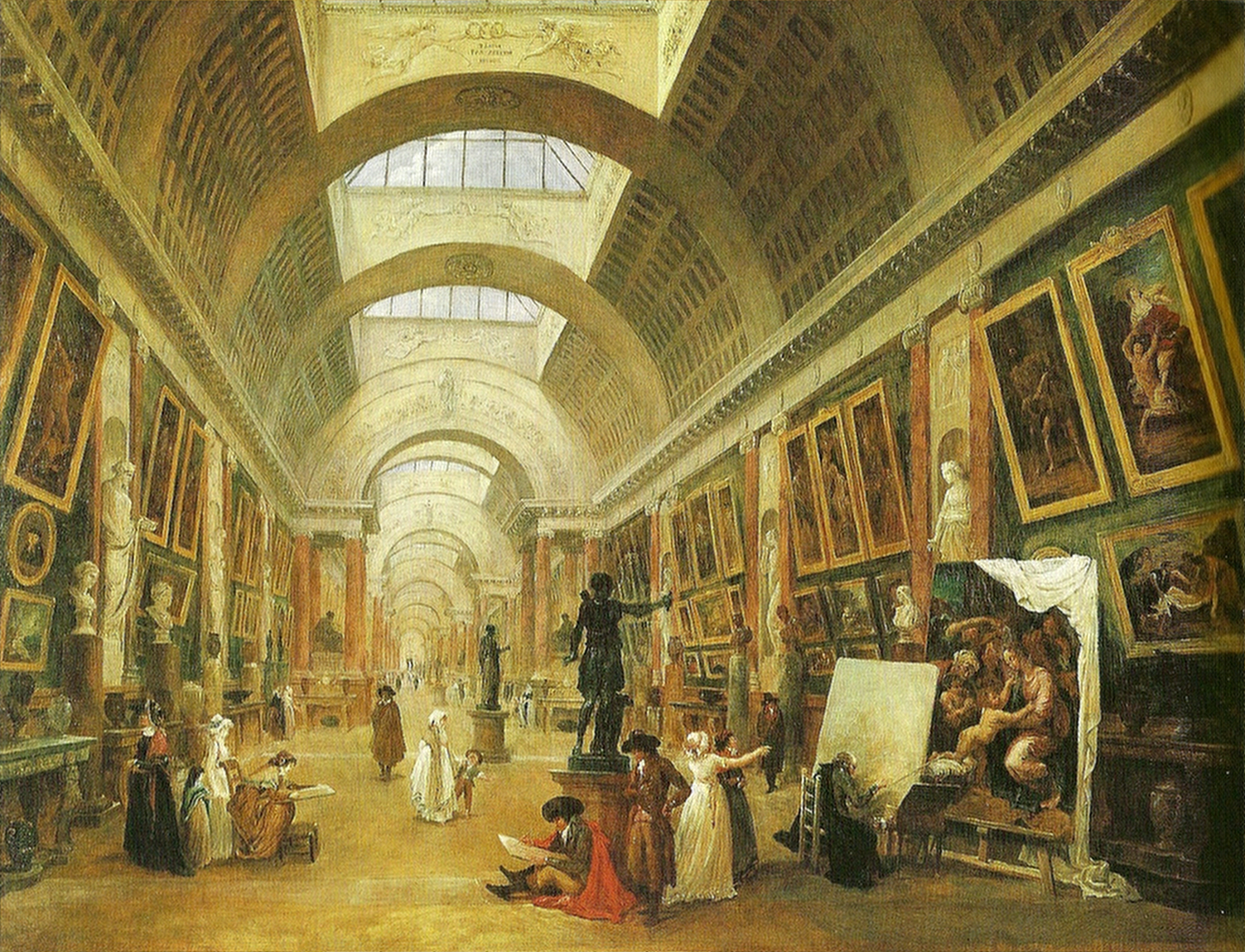
Wielka Galeria Luwru w przeddzień rewolucji francuskiej (mal. Hubert Robert)

Pałac Luwru (Palais du Louvre), który jest siedzibą muzeum ma metrykę sięgającą XII wieku. Za panowania Filipa II Augusta wzniesiono zamek warowny z centralnym donżonem w celu zabezpieczenia Paryża od północnego zachodu, gdzie spodziewano się ataku wojsk rywalizujących z Kapetyngami Plantagenetami, którzy wówczas zajmowali większość zachodniej Francji, w tym Normandię. Fragmenty zamku widoczne są w podziemiach, które stanowią dziś rezerwat archeologiczny stanowiący część ekspozycji poświęconej historii Luwru. Nie jest wykluczone, iż król wzniósł zamek na zrębie wcześniejszej budowli obronnej.
W XIV wieku, po włączeniu Luwru w obręb miasta, Karol V Mądry rozbudował zamek, przemieniając go w rezydencję, która jest znana z miniatury w Bardzo bogatych godzinkach księcia de Berry (miniatura miesiąca października). Pamiątką po fundacjach króla są m.in. figury pary królewskiej zdobiącej wejście do zamku. Za panowania Franciszka I do 1546 r. przebudowano zamek w stylu francuskiego renesansu. Franciszek nabył szereg dzieł sztuki, które stały się rdzeniem muzeum, ponadto nabył dzieła Leonarda w tym La Giocondę. Tenże artysta był malarzem nadwornym Franciszka I. Jego następca Henryk II otrzymał od papieża Pawła IV rzymską kopię Artemidy z jeleniem wzorowanej na greckim dziele Leocharesa. Dla wystawienia tej figury monarcha polecił wznieść tzw. Salę Kariatyd. Za rządów Ludwika XIV Luwr przestał pełnić funkcję rezydencji królewskiej, którą został od 1682 pałac w Wersalu, i został przekazany artystom.
Około połowy XVIII wieku postulowano i proponowano monarchom utworzyć galerię publiczną. W roku 1750 Ludwik XV zaakceptował i zaprezentował publiczności ekspozycję złożoną z części królewskich zbiorów. Sala została otworzona dla publicznego oglądania w środy i soboty. Prezentowano w niej dzieła antyczne i nowożytne, w tym dzieła Andrea del Sarto i Rafaela. Utworzenie królewskiego muzeum stanowiło część programu politycznego Ludwika XVI. Charles-Claude Flahaut rozszerzył kolekcję, ponadto w 1776 proponował zaadaptowanie Grande Galerie na salę ekspozycyjną będącą główną częścią Muzeum Francji. Ponadto zaoferowano liczne propozycje adaptacji części pałacu na muzeum ze stałą ekspozycją, jednakże żadna nie spotkała się z aprobatą królewską.

### Rewolucja francuska
Podczas Rewolucji Francuskiej dawny pałac królewski oddano społeczeństwu, odtąd Luwr stał się muzeum. W maju 1791, Zgromadzenie Narodowe zadeklarowało, iż Luwr zostanie „miejscem przynoszącym razem świadectwa wszystkich nauk i sztuk”. Dnia 10 sierpnia 1792, Ludwik XVI został uwięziony, natomiast królewskie zbiory stały się własnością narodową. Z powodu obaw przed rosnącymi aktami wandalizmu albo kradzieży z rąk rewolucjonistów, dnia 19 sierpnia Zgromadzenie Narodowe ogłosiło nakaz zabezpieczenia zbiorów przed wszelkim zaprzepaszczeniem francuskiego dziedzictwa. Po ustaniu społecznych rewolt w październiku, w celu „zachowania narodowej pamięci” komitet nakazał udostępnienie zbiorów narodowi i urządzenie ekspozycji.

#### Otwarcie muzeum
Inauguracja otwarcia muzeum które otrzymało nazwę Museum Central des Arts (Centralne Muzeum Sztuk Pięknych) przypadła na dzień 10 sierpnia 1793, z okazji pierwszej rocznicy końca monarchii francuskiej. Publiczności dano wolny wstęp przez trzy dni w tygodniu, który był „spostrzeżony jako główne osiągnięcie i ogólnie zostały doceniony”. Zbiory początkowo liczyły 537 obrazy i 184 dzieła rzeźby i rzemiosła artystycznego. Trzy czwarte zbiorów stanowiły skonfiskowane przez rewolucjonistów dobra królewskie i kościelne. W celu rozwoju i organizacji muzeum władze nowo ustanowionej Republiki ofiarowały 100,000 liwrów rocznie. W 1794 r. rewolucyjne armie Francji zaczęły sprowadzać do Luwru dzieła z Europy często metodą rabunków i konfiskat, w ten sposób sprowadzono m.in. Grupę Laokoona i Apolla Belwederskiego, w celu założenia Luwru jako muzeum i jako „znak społecznej suwerenności”.
Pierwsze dni otwarcia muzeum były gorące; to wielkie wydarzenie wykorzystali artyści żyjący w pozostałych pomieszczeniach, prezentując nawet nieobramione dzieła „od ściany do ściany, od podłogi po sufit”. Ze względu na zły stan budowli w maju 1796 r. nakazano zamknąć muzeum aż do odwołania. W dwunastą rocznicę zdobycia Bastylii dnia 14 lipca 1801, otwarto ponownie Luwr, którego zbiory ułożono w porządku chronologicznym, ponadto zaaranżowano nowe oświetlenie sal ekspozycyjnych ściśle zaadaptowanych na potrzeby muzealne.

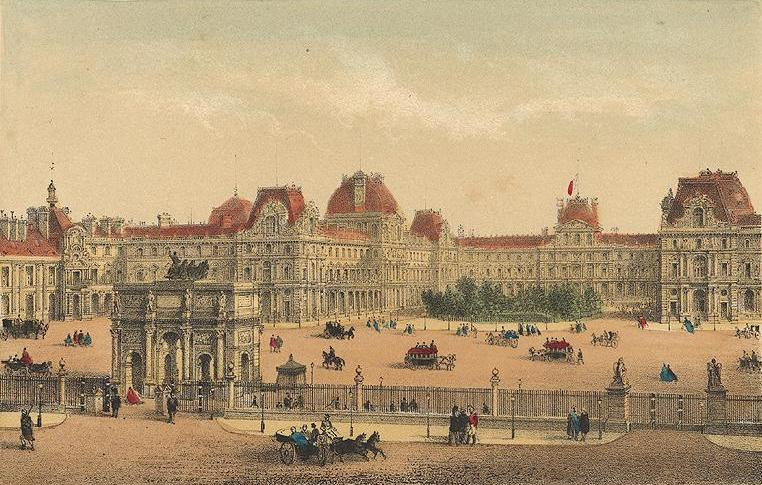
Luwr w 1805 r. według P. Philiberta

#### Luwr za Napoleona I

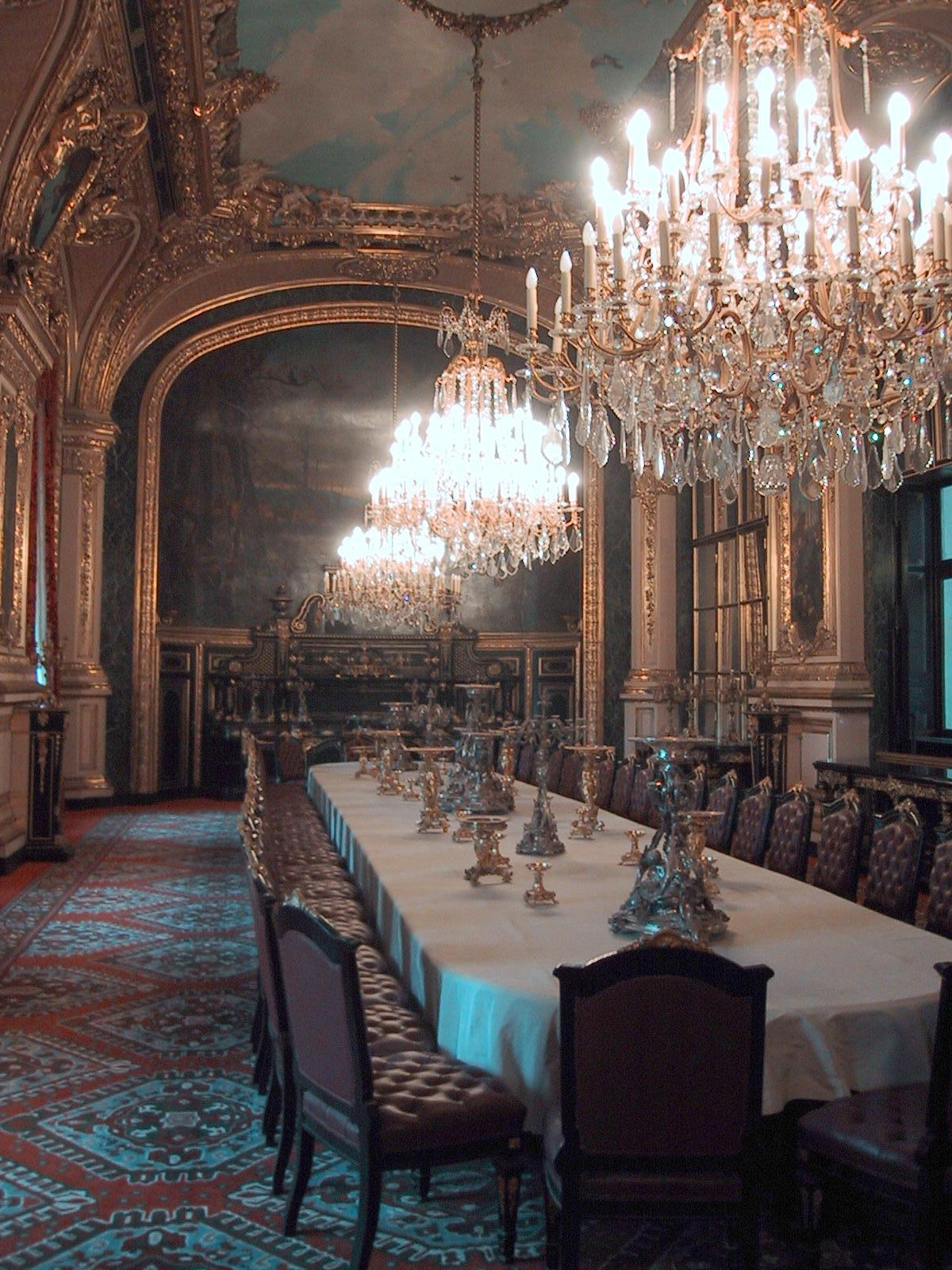
Jadalnia w tzw. Apartamentach Napoleona III

Za panowania Napoleona I, północne skrzydło budynku równoległe do Grande Galerie zaczęto wyposażać w zbiory dzieł pochodzących ze splądrowanych przez wojska francuskie muzeów i zbiorów prywatnych. W wyniku kampanii egipskiej w latach 1798–1801, Napoleon wyznaczył na dyrektora muzeum Dominique Vivant Denona. W hołdzie dla Pierwszego Konsula Denon zaproponował w 1803 nazwę „Musée Napoléon”, a do sal muzeum sprowadzano również dzieła malarstwa hiszpańskiego, austriackiego, holenderskiego i włoskiego. Część tych zbiorów pochodziła z kontrybucji wojennych, część (np. Kolekcja Borghese) została zakupiona przez samego Napoleona. Po francuskiej porażce pod Waterloo dawni właściciele dzieł ubiegali się o ich odzyskanie. Administracja Luwru negatywnie przyjmowała żądania, część zbiorów została ewakuowana i ukryta w zbiorach prywatnych władz muzeum i urzędników. W odpowiedzi na to poszkodowane przez kampanię napoleońską państwa posłały swoich emisariuszy do Londynu w celu ich wsparcia oraz ewentualnej interwencji brytyjskiej we Francji. Ostatecznie Luwr przyjął prawa obcych państw i większość łupów powróciła na swoje miejsce, lecz nie wszystkie. Wśród dzieł, które podarował Napoleon I była Psyche budzona przez pocałunek Kupidyna, z 1787 r. dłuta Antonio Canovy.

#### Restauracja Burbonów i Drugie Cesarstwo
W okresie Restauracji (1814–30), Ludwik XVIII i Karol X wzbogacili Luwr o kolejne 135 dzieł o ówczesnej wartości 720,000 franków. Spektakularnym wydarzeniem było nabycie przez Luwr Wenus z Milo. Jednakże mecenat królewski skupił się przede wszystkim na restauracji pałacu w Wersalu, przez co Luwr ucierpiał w stosunku do innych paryskich inwestycji. Po utworzeniu Drugiej Republiki w 1848, nowy rząd zainwestował dwa miliony franków na konserwację zbiorów i gmachu, zlecił ukończenie prac nad Galerią Apollina, Salonu Carré, oraz Wielką Galerią. Dnia 2 grudnia 1851, prezydent Napoleon III dokonał w 1851 coup d’état, ustanawiając II Cesarstwo Francuskie. W latach 1852–1870 w wyniku wzrostu gospodarczego Francji; muzeum wzbogaciło się o kolejne 20,000 dzieł, oraz Pavillon de Flore. Grande Galerie została przekształcona według projektu architektów Louisa Viscontiego i Hectora Lefuel.

#### Luwr w okresie Trzeciej Republiki
W dobie Trzeciej Republiki pomimo osłabienia państwa w wyniku konsekwencji przegranej wojny francusko-pruskiej, a następnie walk w czasie Komuny Paryskiej (planowano zniszczyć Luwr) zbiory Luwru rozrastały się dzięki zakupom i darom. Działające przy muzeum Towarzystwo Miłośników Luwru (Société des Amis du Louvre) ofiarowało gotycki obraz Mistrza Piety z Avignon znany jako Pietà z Villeneuve-les-Avignon. Francuska ekspedycja działająca w rejonie Morza Egejskiego odkryła w 1846 r. słynną Nike z Samotraki, którą wystawiono w Luwrze po konserwacji dopiero w roku 1884. Ze spektakularnych zdarzeń należy zanotować nabycie ponad 7,000 dzieł z wielkich zbiorów prywatnych, takich jak kolekcje Campany, Duranda, Salta, i Drovettiego. Ponadto nabyto 389 dzieł sztuki z Kolekcji Lacaze, z dziełami m.in. Batszeba w kąpieli Rembrandta. W 1881 r. powstała Ecole du Louvre kształcąca pracowników muzealnych.
21 sierpnia 1911 miała miejsce głośna kradzież Mona Lisy, której dokonał pracownik Luwru, Vincenzo Peruggia, dzieło ukrył pod płaszczem, wynosząc je po zamknięciu muzeum. Złodziej został aresztowany po usiłowaniu sprzedaży Mona Lisy do florenckiej Uffizi. Zanim dzieło powróciło do Luwru w 1913 miał miejsce cykl wystaw w kilku włoskich muzeach.
Pomimo zwycięstwa w I wojnie światowej Luwr zanotował spadek w nabywaniu zbiorów, jednakże na okres międzywojenny przypada podarowanie w spadku po Baronie Edmondzie de Rothschild (1845–1934) 4,000 miedziorytów, 3,000 rysunków oraz 500 ksiąg ilustrowanych. Miało to miejsce w 1935 r. Z dzieł malarstwa przybyły m.in. Święty Tomasz pędzla Georges’a de La Tour.
Wcześniej, w 1931 r. przy Luwrze powstał Institut Mainini, jednostka naukowa, skupiająca badaczy z różnych dziedzin; w 1932 r. muzeum zmodernizowano i podzielono na sześć działów: Sztuki Starożytnego Wschodu, Sztuki Starożytnego Egiptu, Sztuki Starożytnej Grecji i Rzymu, Rzemiosła Artystycznego (której podlegało Musée de Cluny), Rzeźby oraz Malarstwa.
Dnia 27 sierpnia 1939 po dwóch dniach pakowania wywieziono najważniejsze zbiory z Paryża. Generalna ewakuacja Luwru trwała do 28 grudnia 1939 r. Aż do wyzwolenia Francji spod okupacji hitlerowskiej Luwr był niemalże pusty.

#### Czasy współczesne
Po wyzwoleniu Paryża i zakończeniu II wojny światowej zbiory stopniowo przywracano według obowiązującego z 1932 r. podziału, przy czym w dziale Sztuki Starożytnego Wschodu w 1945 r. wyodrębniono sekcję sztuki islamskiej, zaś w Dziale Sztuki Starożytnej Grecji i Rzymu w 1945 r. wyodrębniono sekcję sztuki starochrześcijańskiej. Musée de Cluny stało się niezależną od Luwru jednostką muzealną.
W 1983 prezydent François Mitterrand przedstawił projekt renowacji pałacu oraz stworzenia podziemnego kompleksu pod głównym dziedzińcem w celu usprawnienia ruchu turystycznego. Realizacja trwała do 15 października 1988 – kiedy to uroczyście otwarto nowe wejście, które przykrywa budząca kontrowersje szklana Piramida Luwru. Szybko stała się jednak kolejną osobliwością Luwru.
Obecnie paryskie Musée du Louvre gromadzi ponad 380 000 dzieł, z których 35 000  tworzą stałe ekspozycje zajmujące sale o łącznej powierzchni 60 600 metrów kwadratowych. Muzeum mieści znaleziska archeologiczne, detale architektoniczne, dzieła wszystkich sztuk plastycznych (rzeźba, malarstwo, rysunek, grafika, rzemiosło artystyczne). Ponadto Luwr mieści wielką bibliotekę, archiwum, pracownie konserwatorskie, instytucje naukowe o charakterze badawczym i dydaktycznym.
Luwr jest najczęściej odwiedzanym muzeum na świecie; około 15 000 zwiedzających dziennie, 65 procent z nich stanowią turyści.
Muzeum jest częstym tematem w literaturze i kinematografii, zarówno w zakresie sztuki, jak popkultury. Przed 2006 roku filmowano sale Luwru do filmu Kod da Vinci opartego na bestsellerze Dana Browna. Za kręcenie kadrów w Luwrze muzeum zarobiło 2,5 miliona $.
W 2008 roku dokonano kolejnych zmian administracyjno-kuratorskich, kolekcję Luwru podzielono na osiem działów: Sztuki starożytnego Egiptu, Bliskiego Wschodu (mieszczący sztukę Mezopotamii, Persji oraz sztukę akadyjską i syryjską), Starożytnej Grecji i Rzymu (w tym sztuka etruska i starochrześcijańska), Sztuki Islamu, Rzeźby, Malarstwa, Rzemiosła Artystycznego, Rysunku i Grafiki.
Nowoczesna filia Luwru powstała w niewielkim mieście Lens w dawnym regionie górniczym Nord-Pas-de-Calais na północy Francji.
W grudniu 2009 uroczystej inauguracji budowy dokonał minister kultury Frederic Mitterrand.
Nowe muzeum nosi nazwę Louvre-Lens i składa się z kompleksu sześciu czworokątnych budynków zwieńczonych szklanym dachem. Autorami projektu są japońscy architekci z agencji Sanaa. Koszt muzeum wyniósł 150 milionów euro, a jego otwarcie nastąpiło 4 grudnia 2012. W 2013 roku przyciągnęło 700 tysięcy odwiedzających.
Budowę innego oddziału Luwru rozpoczęto w 2007 w Abu Zabi w Zjednoczonych Emiratach Arabskich według projektu słynnego architekta Jeana Nouvela. Muzeum zostało otwarte w 2017.

### Chronologia

#### Historia budynku
- 1190 – założenie przez króla Francji Filipa II pierwszego zamku jako fortecy obronnej przeciwko najazdom wikingów
- 1546 – król Francji Franciszek I rozpoczyna przebudowę zamku w pałac, ze względu na rozbudowę miasta zamek stracił swoją funkcję obronną. Średniowieczne zachodnie skrzydło zostało wyburzone i zastąpione renesansowymi budynkami zaprojektowanymi przez Pierre Lescot i wykończonymi przez Jean Goujon. Przebudowa była kontynuowana również przez jego następcę Henryka II (panował w latach 1547–1559)
- 1566 – Karol IX buduje pierwszy poziom małej galerii (Petite Galerie)
- 1595 – Henryk IV rozpoczyna budowę wielkiej galerii (Grande Galerie). Budowa została zakończona w roku 1608[31].
- 1625 – Ludwik XIII podejmuje dalsza rozbudowę Luwru zgodnie z planami powstałymi za panowania Henryka IV.
- 1672 – Ludwik XIV przenosi siedzibę królewska z Luwru do Wersalu
- 1692 – Ludwik XIV wydaje decyzję utworzenia galerii rzeźb starożytnych w Salle des Caryatides.
- 1791 – Zgromadzenie Narodowe rewolucji francuskiej podejmuje decyzję o przekształceniu Luwru w muzeum.

#### Historia muzeum
- 10 sierpnia 1793 – pierwsza ekspozycja udostępniona dla zwiedzających (Museum Central des Arts)
- 1798 – zbiory powiększają się o zasoby watykańskie i Republiki Weneckiej
- 1803 – Muzeum zmienia nazwę na Musée Napoléon
- 1 maja 1847- pierwsza w Europie ekspozycja sztuki asyryjskiej utworzona w północnym skrzydle Cour Carrée.
- maj 1871 – w ostatnich dniach Komuny Paryskiej rewolucjoniści planowali zniszczenie Luwru. Zbiory zostały uratowane dzięki akcji kierowanej przez Floriana Trawińskiego, zarządzającego w tym czasie resortem kultury i sztuki Komuny Paryskiej – wraz z zaufanymi pracownikami muzeum opróżnił beczki z naftą rozstawione w salach muzealnych i napełnił je wodą. Rewolucjoniści doprowadzili jednak do zniszczenia części pałacu Tuileries.
- 1983 – prezydent François Mitterrand przedstawia projekt renowacji pałacu, przeniesienia Ministerstwa Finansów oraz stworzenia podziemnego kompleksu pod głównym dziedzińcem.
- 15 października 1988 – otwarcie nowego wejścia na dziedzińcu głównym, które przykrywa Piramida Luwru.
- 1993 – ukończenie drugiej fazy projektu – podziemnego pasażu handlowego, w którego głównym węźle znajduje się Odwrócona piramida.

## Etymologia nazwy
Luwr jest spolszczoną wersją oryginalnej nazwy Louvre której źródło jest niepewne; istnieje kilka hipotez, pierwsza z nich odwołuje się do wielkości i bogactwa XII-wiecznego zamku (z francuskiego L’Ouvre, arcydzieło), druga wiąże się z położeniem zamku na terenie dawnej dębiny (z francuskiego rouvre – dąb); trzecia, według Larousse’a, oznacza wilczy dół (z łacińskiego: lupus, galijskiego: lupara-wilk).

## Struktura muzeum
Obecnie Luwr podzielony jest na trzy sekcje odpowiadające trójdzielnemu układowi przestrzennemu budowli. Punktem wyjścia jest Hall Napoleona położony poniżej szklanej piramidy. Mieszczą się tam informacja, kasy biletowe, kawiarnie, butiki z pamiątkami oraz wejścia do trzech pawilonów którymi są:
- Sully, która obejmuje najstarsze zachowane zabudowania pałacu skupione wokół Cour Caree – dziedzińca wewnętrznego.
- Denon, południowe skrzydło pałacu położone przy brzegu Sekwany.
- Richelieu, północne skrzydło pałacu położone przy ulicy Rivoli.

Pawilon Sully, dedykowany Maximilienowi de Béthune de Sully (1560–1641) – mieści ekspozycję otwierającą poświęconą historii Luwru, następnie rezerwat archeologiczny z resztkami średniowiecznego zamku Karola V i przejście do parteru otwierające ekspozycję sztuki egipskiej, która mieści się w obrębie parteru. Ponadto na parterze ekspozycje Działów Sztuki Starożytnego Bliskiego Wschodu (Sztuka Iranu i Lewantu) oraz Sztuki Starożytnej Grecji, Etrurii i Rzymu (sztuka grecka). Na pierwszym piętrze dalszy ciąg zbiorów egipskich oraz greckich (okres przedklasyczny, oraz kolekcje ceramiki i terakoty). Ponadto ekspozycje Działu Rzemiosła Artystycznego. Na drugim piętrze mieści się część Działu Malarstwa – kolekcja malarstwa francuskiego od XVII do XIX stulecia.
Pawilon Denon, dedykowany Dominique Vivantowi, baronowi Denon (1747–1825) – w przyziemiach mieści zbiory egipskie z okresu rzymskiego i sztukę grecką przedklasyczną oraz rzeźbę europejską XI-XVI w. z dziełami niemieckimi, hiszpańskimi i włoskimi na czele. Na parterze rzeźba europejska XVII-XIX wieku, zbiory sztuki etruskiej i rzymskiej. W zachodniej części powstaje ekspozycja dzieł sztuki Azji, Afryki, Oceanii oraz obu Ameryk. Na pierwszym piętrze Galeria Apollina z insygniami koronacyjnymi Burbonów, obok klatka schodowa z Nike z Samotraki. Pozostałą część Denon zajmują galerie malarstwa włoskiego, hiszpańskiego oraz francuskiego (dzieła wielkoformatowe). Drugie piętro Denon nie mieści żadnych stałych ekspozycji.
Pawilon Richelieu, dedykowany Armandowi Jeanowi Richelieu (1585–1642) – mieści w przyziemiu ekspozycję rzeźby francuskiej, której główna część mieści się powyżej na parterze. Wschodnie pomieszczenia zajmuje Dział Sztuki Starożytnego Bliskiego Wschodu (sztuka Mezopotamii i Lewantu). Pierwsze piętro pawilonu Richelieu jest w całości użytkowane przez Dział Rzemiosła Artystycznego (dzieła francuskie i europejskie od średniowiecza do XIX w.). Na drugim piętrze ekspozycje Działu Malarstwa; malarstwo Francji i Niemiec XIV–XVI w., Niderlandów XV–XVI w., XVII-wieczne malarstwo flamandzkie i holenderskie, ponadto malarstwo europejskie XIX stulecia (gł. Niemcy).

## Zbiory

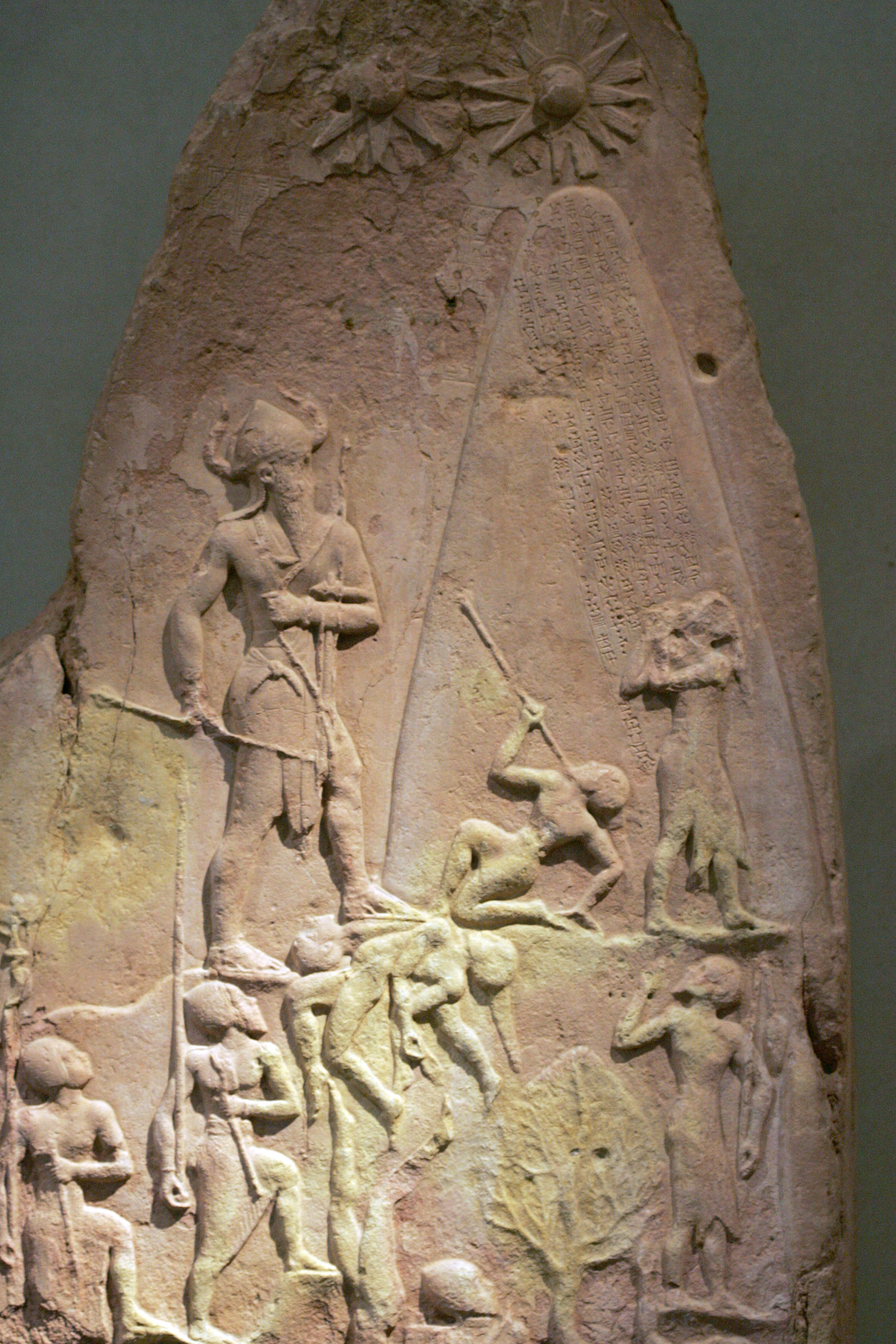
Stela Naramsina
2254–2218 r. p.n.e.

Musée du Louvre zawiera ponad 380 000 , z których prezentowane jest około 35 000 dzieł sztuki. Zbiory podzielono na osiem sekcji.

### Dział Sztuki Bliskiego Wschodu

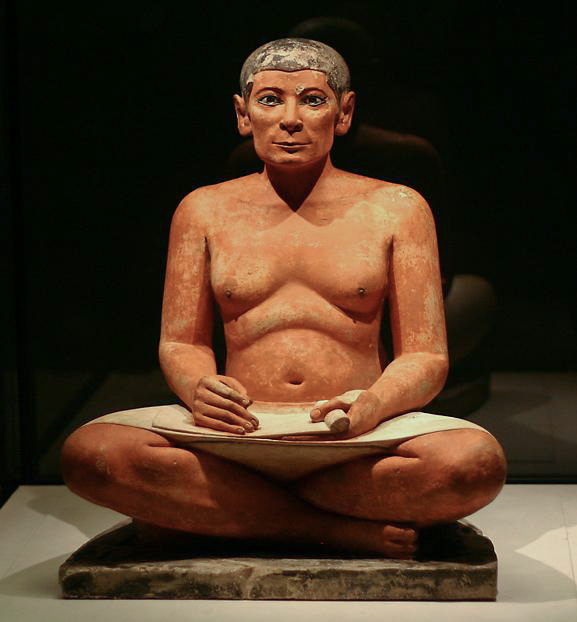
Siedzący skryba z Sakkary (piaskowiec i alabaster), Egipt, ok. 2600 a 2350 r. p.n.e.

Dział Sztuki Bliskiego Wschodu jest drugą najnowszą po Dziale Sztuki Islamu sekcją Luwru, pierwsze zbiory zaczęto gromadzić od 1881, a kolekcja poszerza się do dziś. Zbiory stanowią szeroki przegląd świadectwa starożytnych cywilizacji Bliskiego Wschodu, od najstarszych cywilizacji po ostatni okres przed ekspansją islamu na obszarach Lewantu, Mezopotamii i Iranu. Rozwój zbiorów sztuki bliskowschodniej zawdzięcza się intensywnym ekspedycjom i badaniom archeologicznym, działali tacy odkrywcy i badacze jak Paul-Émile Botta, który w 1843 odkrył zabytki z czasów panowania Sargona II, przede wszystkim pozostałości z rezydencji królewskiej w Khorsabad, takie jak brama z rzeźbionymi hybrydami, czy reliefy z przedstawieniami orszaku królewskiego. Znaleziska stały się asumptem do utworzenia Muzeum Kultury Asyryjskiej, które było zalążkiem obecnego Działu.
Muzeum prezentuje bogatą kolekcję dzieł związanych z Sumerami, zabytki z miasta Akkad, wśród nich dzieła takie jak Stela sępów Eanatuma władcy miasta Lagasz z 2450 r. p.n.e., czy też Stela zwycięstwa króla Naramsina fundowana przez Naram-Sina, króla akadyjskiego, na cześć zwycięstwa nad Lulubejami z gór Zagros. Odkryta w 1901, wynosząca wysokość 2,25 m stela z kodeksem Hammurabiego jest najcenniejszym zabytkiem historii prawa babilońskiego. Z zabytków irańskich wyróżniają się m.in. Głowa pogrzebowa z okresu archaicznego oraz zabytki perskie m.in. malowany fryz z przedstawieniem Łuczników Dariusza I.

### Dział Sztuki Starożytnego Egiptu

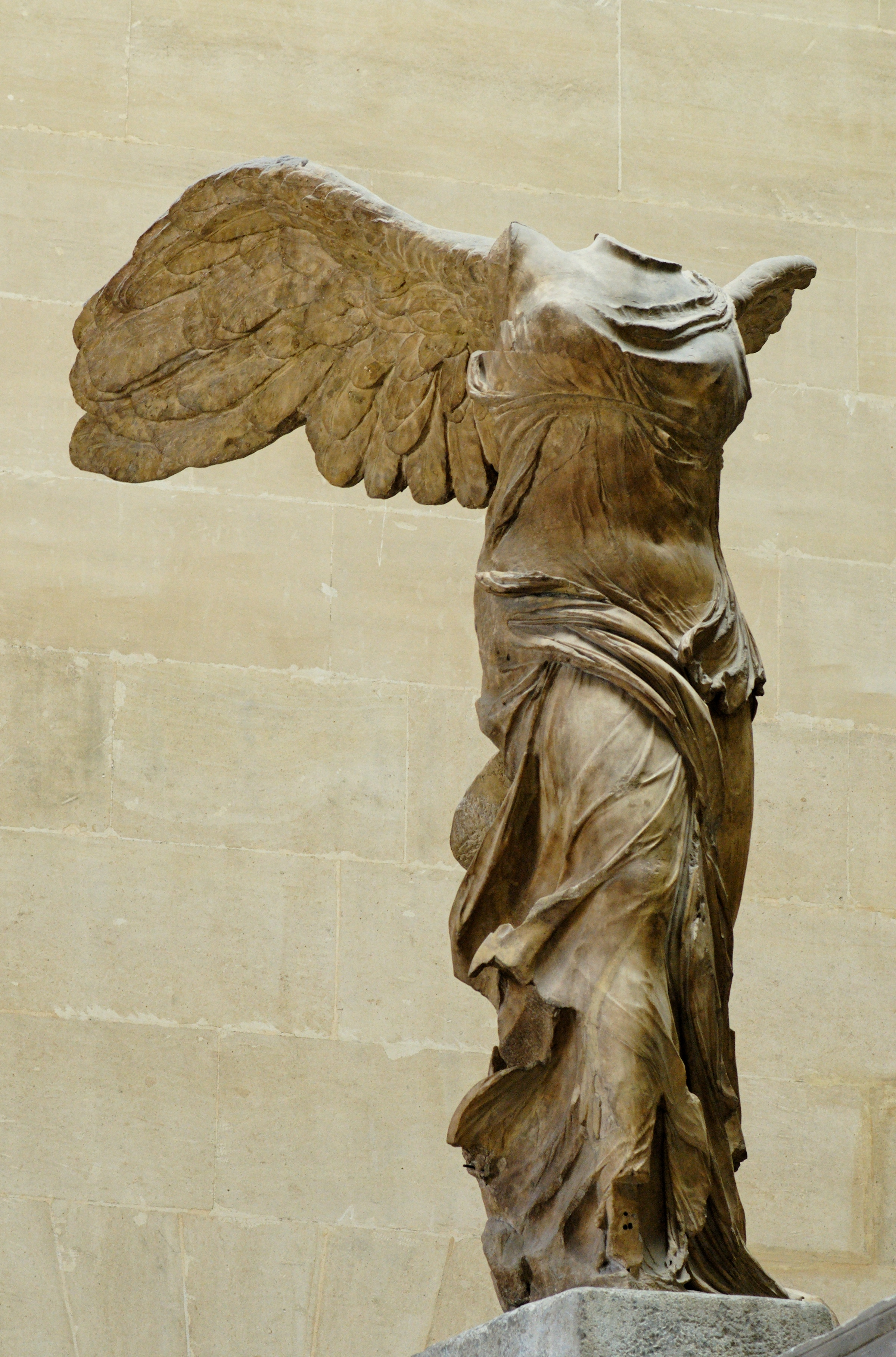
Nike z Samotraki (skrzydlata Wiktoria), marmur, ok 190 r. p.n.e.

Dział zawiera ponad 50 000 dzieł datowanych od 4000 p.n.e. do IV w. n.e., stanowiących dziedzictwo cywilizacji zamieszkujących deltę i dolinę dolnego Nilu.
Kolekcja dzieł sztuki egipskiej w Luwrze wyróżnia się oprócz największej tego typu kolekcji na świecie swoim przeglądowym charakterem, obejmuje ona wszystkie epoki historyczne Starożytnego Egiptu; Starego Państwa, Średniego Królestwa, Nowego Państwa, Ptolemeuszy, Egiptu rzymskiego Koptów i Bizancjum.
Punktem wyjścia dla rozwoju zbiorów była kolekcja królewska, aczkolwiek już w okresie napoleońskim kolekcja gwałtownie wzrosła, dzięki wyprawie ekspedycyjnej Napoleona wraz z Dominique Vivant, późniejszym dyrektorem Luwru.
Odtąd dzięki szeroko zakrojonym badaniom i odkryciom archeologicznym zbiory egipskie wzrastały. Jean-François Champollion, egiptolog, odkrywca m.in. kamienia Rosetty, zainicjował kampanię nabywania dzieł sztuki, w tym trzech wielkich kolekcji: Duranda, Salta i Drovettiego; liczących ponad 7000 wyrobów artystycznych. Król Karol X zarządził dekret o utworzeniu specjalnego działu obejmującego zbiory egipskie, które wciąż wzrastały m.in. przez nabytki Augusta Mariettego, założyciela Muzeum Egipskiego w Kairze. Mariette, przeprowadził liczne odkrycia na terenie Memphis i Sakkary, co zaowocowało m.in. odkryciem Siedzącego skryby.
„Strzeżona” przez Wielkiego Sfinksa z ok. 2000 p.n.e., kolekcja zbiorów sztuki egipskiej mieści się w 20 salach ekspozycyjnych. Są to dzieła malarstwa na papirusie, mumie, malowane stele nagrobne, narzędzia, odzież, biżuterię, gry, instrumenty muzyczne oraz militaria.
Przykładami okresu archaicznego i Starego Państwa są m.in. Nóż z Dżebel el-Arak z ok. 3400 r. p.n.e., Siedzący Skryba, oraz Głowa króla Djedefre. Sztukę Średniego Państwa, „znaną z jej złotych dzieł i posągów”, charakteryzującą się pewną idealizacją egzemplifikują łupkowa figura Amenemhatankh oraz drewniany Ofiarujący. Sztukę Nowego Państwa i sztukę koptyjską reprezentują m.in. figura bogini Neftydy i piaskowcowe przedstawienie bogini Hathor, które są świadectwem prosperity i bogactwa Nowego Państwa.

### Dział Sztuki Starożytnej Grecji, Etrurii i Rzymu
Dział Sztuki Starożytnej Grecji, Etrurii i Rzymu prezentuje dzieła sztuki z basenu Morza Śródziemnego datowane od neolitu do VI wieku n.e. Zakres zbiorów obejmuje zabytki z okresu cykladzkiego do upadku Imperium rzymskiego. Część ta należy do najstarszych zbiorów, wchodziła w skład kolekcji królewskiej, część z nich została nabyta przez Franciszka I.
Początkowo, zakres zbioru oscylował wokół rzeźb z marmuru, z „Wenus z Milo” na czele. Wiele dzieł takie jak „Apollo Belwederski” przybyły w okresie kampanii napoleońskiej, lecz po Kongresie Wiedeńskim większość zdobyczy została zwrócona prawowitym właścicielom i muzeom. W XIX wieku, nabyto greckie dzieła z Kolekcji Duranda czy Francuskiej Biblioteki Narodowej, głównie dzieła malarstwa wazowego – naczynia ceramiczne i brązy m.in. „Waza Borghese”.
Okres archaiczny reprezentują dzieła jubilerskie i rzeźba m.in. wapienna Dama z Auxerre, z 640 r. p.n.e.; oraz Hera z Samos, ok. 570–560 p.n.e. Liczne rzeźby figuralne w tym Szermierz Borghese są przykładami wzrostu zainteresowania ludzką anatomią proporcjami i pięknem, nacisk na to miał miejsce po IV wieku p.n.e. Bogaty zbiór sztuki doby hellenistycznej, egzemplifikują słynne Nike z Samotraki (190 r. p.n.e.) oraz Wenus z Milo.
Starożytność zamyka bogata kolekcja sztuki etruskiej i rzymskiej. Przykładem sztuki etruskiej jest m.in. sarkofag pary małżeńskiej z III w. p.n.e. Świadectwem grecko-rzymskich relacji artystycznych są liczne rzymskie kopie dzieł greckich głównie z okresu klasycznego. Sztukę rzymską reprezentuje bogaty zbiór rzeźby portretowej; popiersia władców i dostojników rzymskich m.in. Augusta, Tyberiusza oraz Agryppy i Anniusza Verusa; oprócz marmurów wyroby z brązu takie jak Apollo z Piombino.

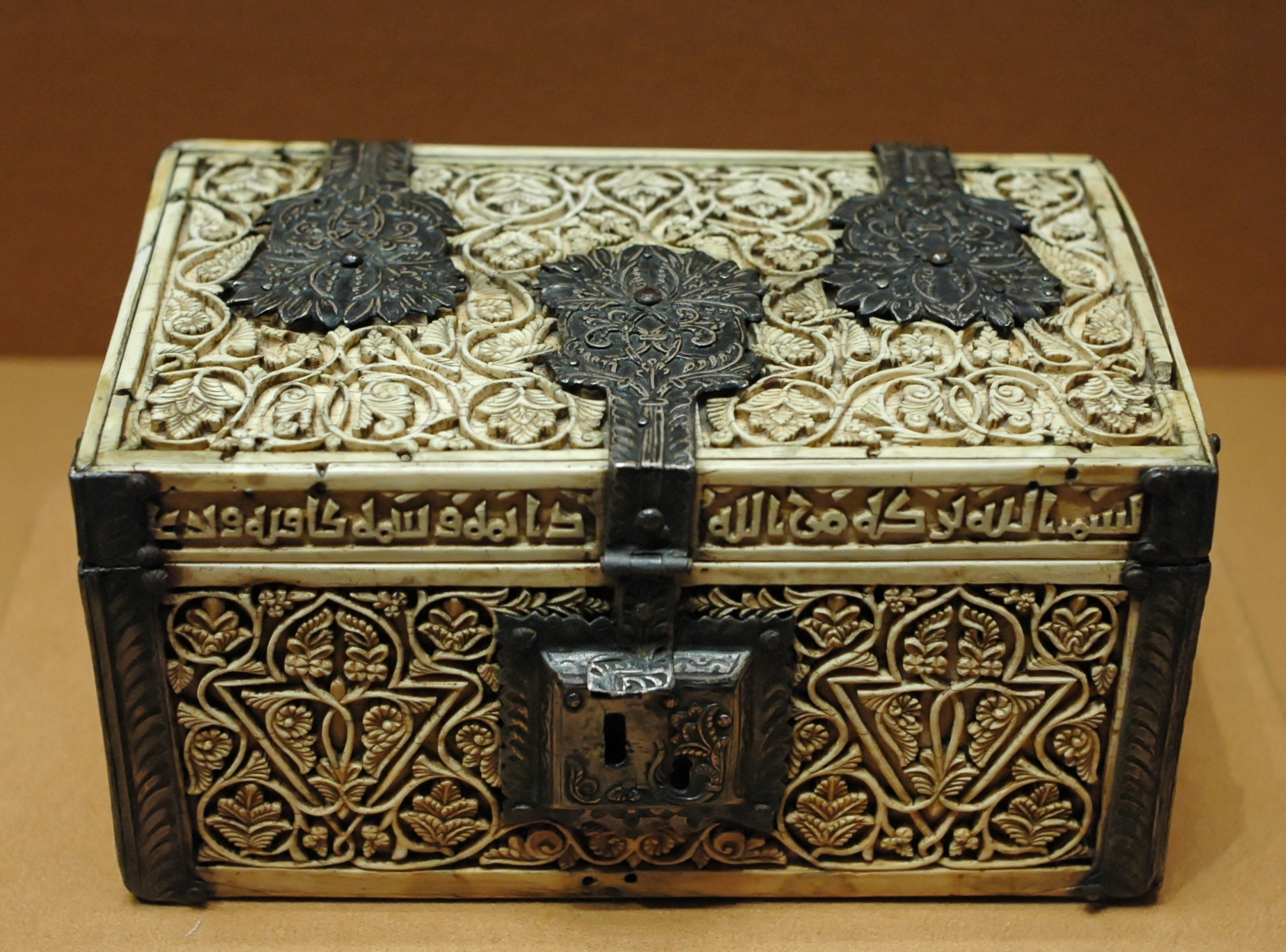
Kufer, kość słoniowa, srebro, Hiszpania, 966 r.

### Dział Sztuki Islamu

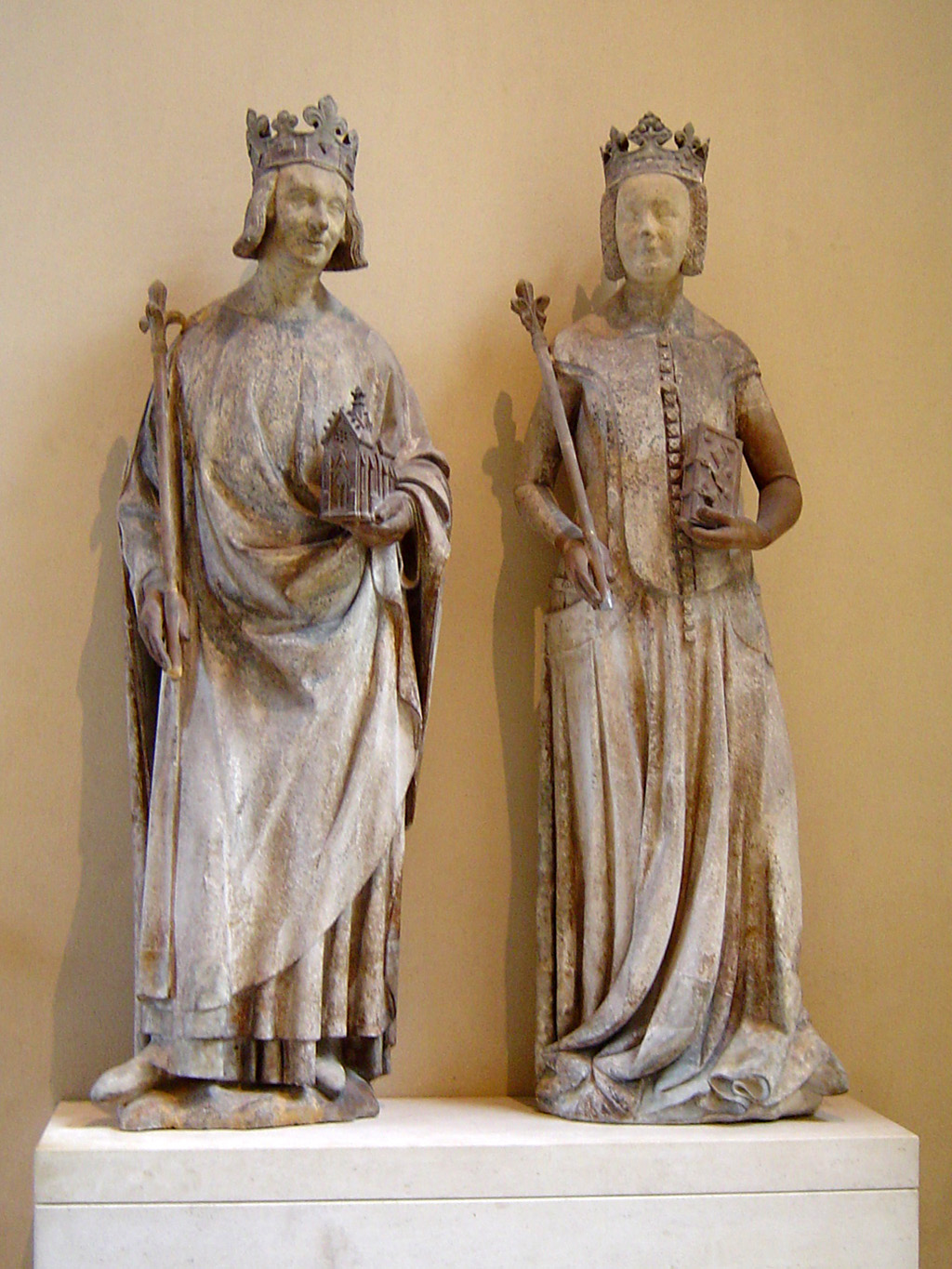
Anonimowy artysta francuski, Karol V i Joanna de Burbon, piaskowiec, XIV w. (dawniej dekoracja elewacji gotyckiego Luwru)

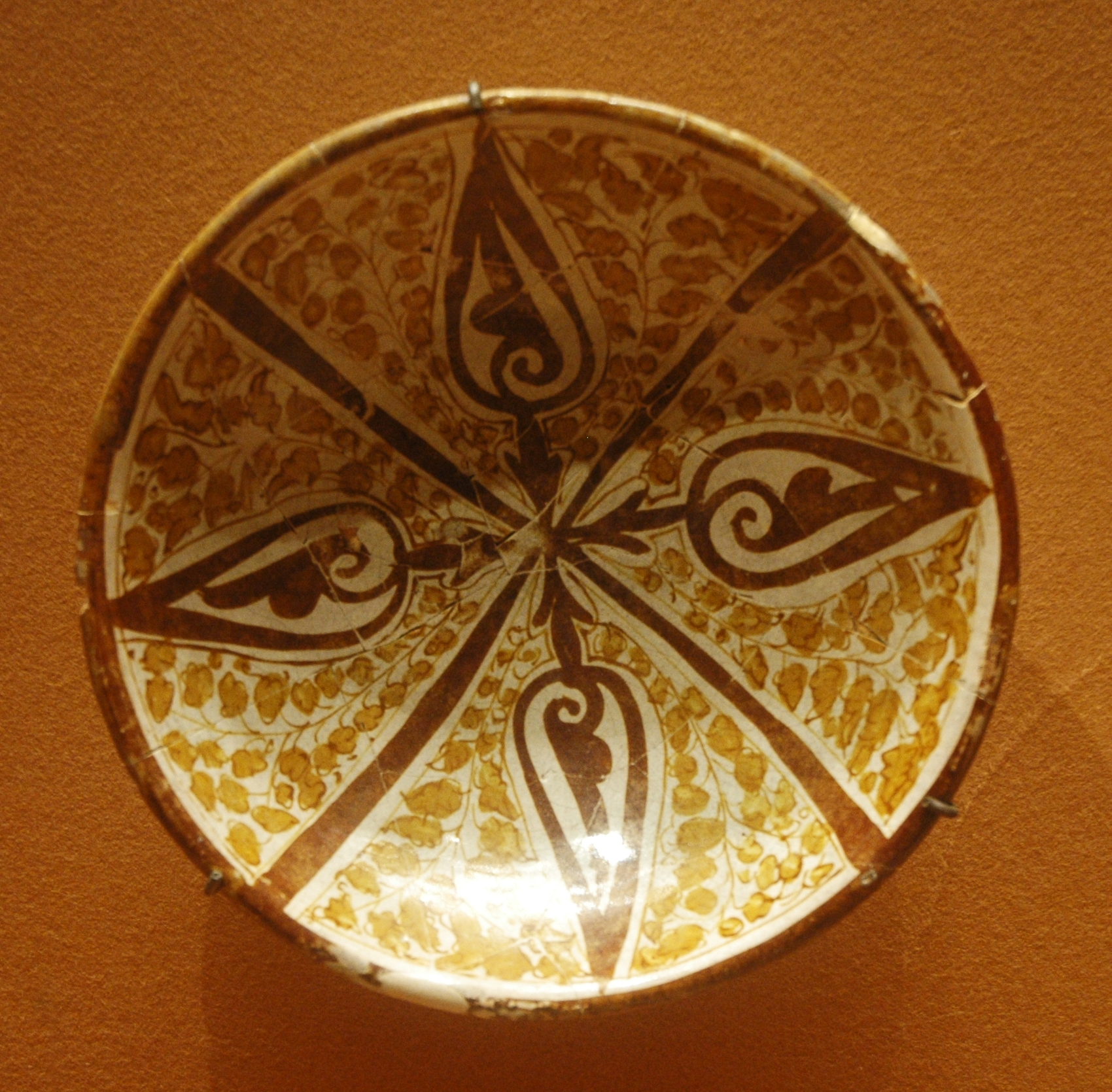
Misa z ornamentem palmetowym Irak, IX w.
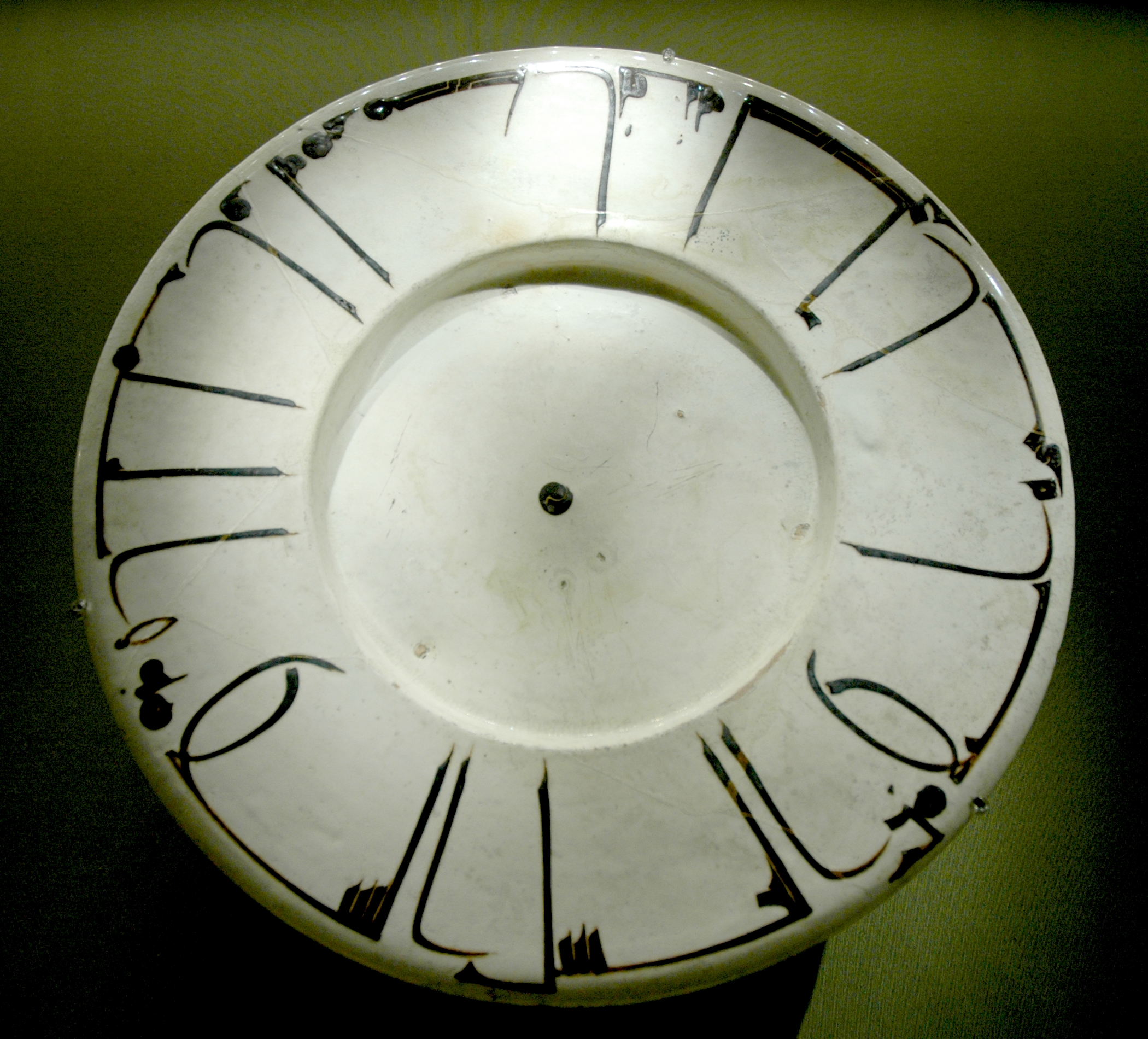
Talerzyk epigraficzny z kuficzną inskrypcją Chorasan (Iran), XI–XII w.
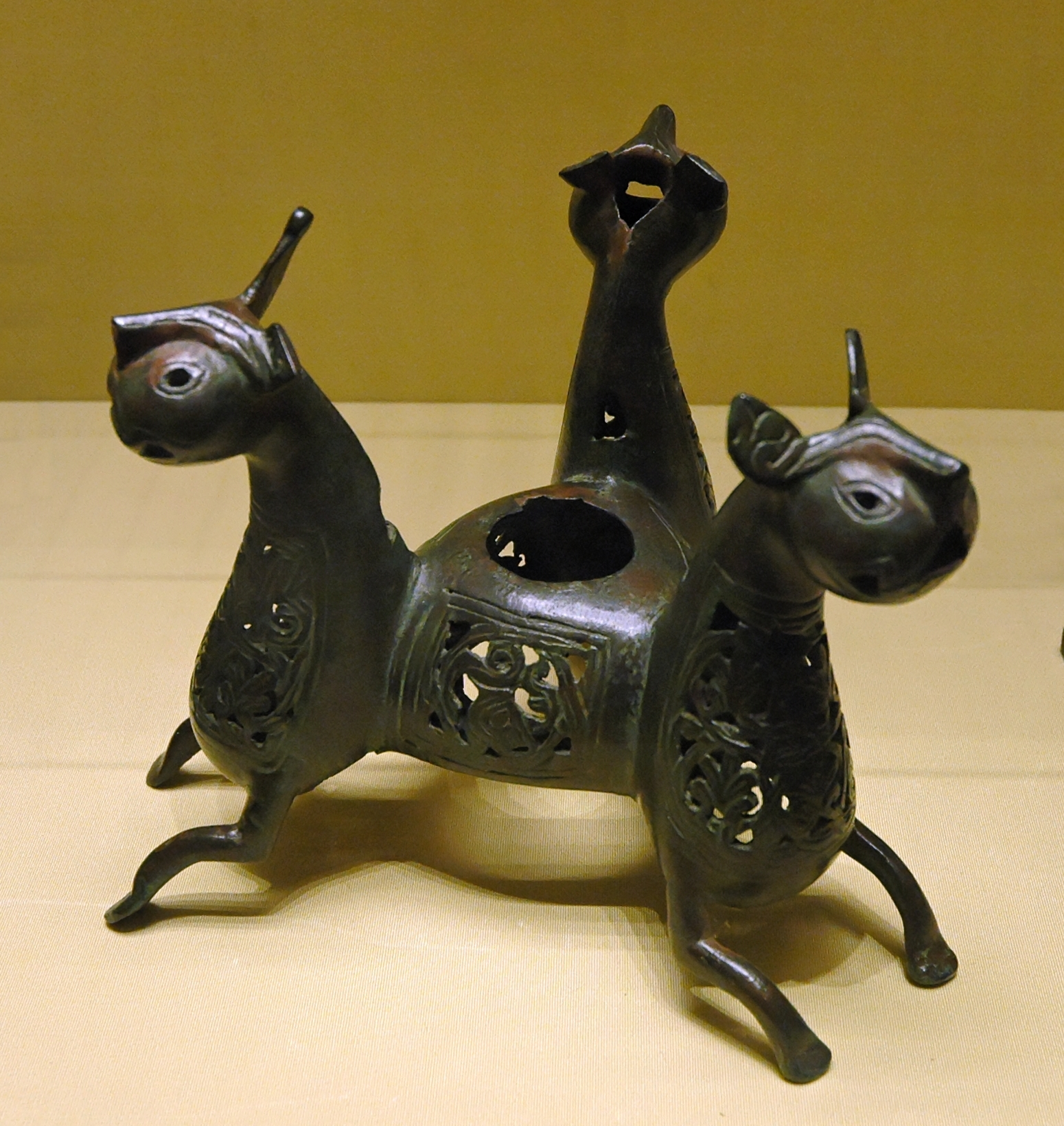
Brązowy świecznik z lwimi głowami Chorasan, Iran, XII w.
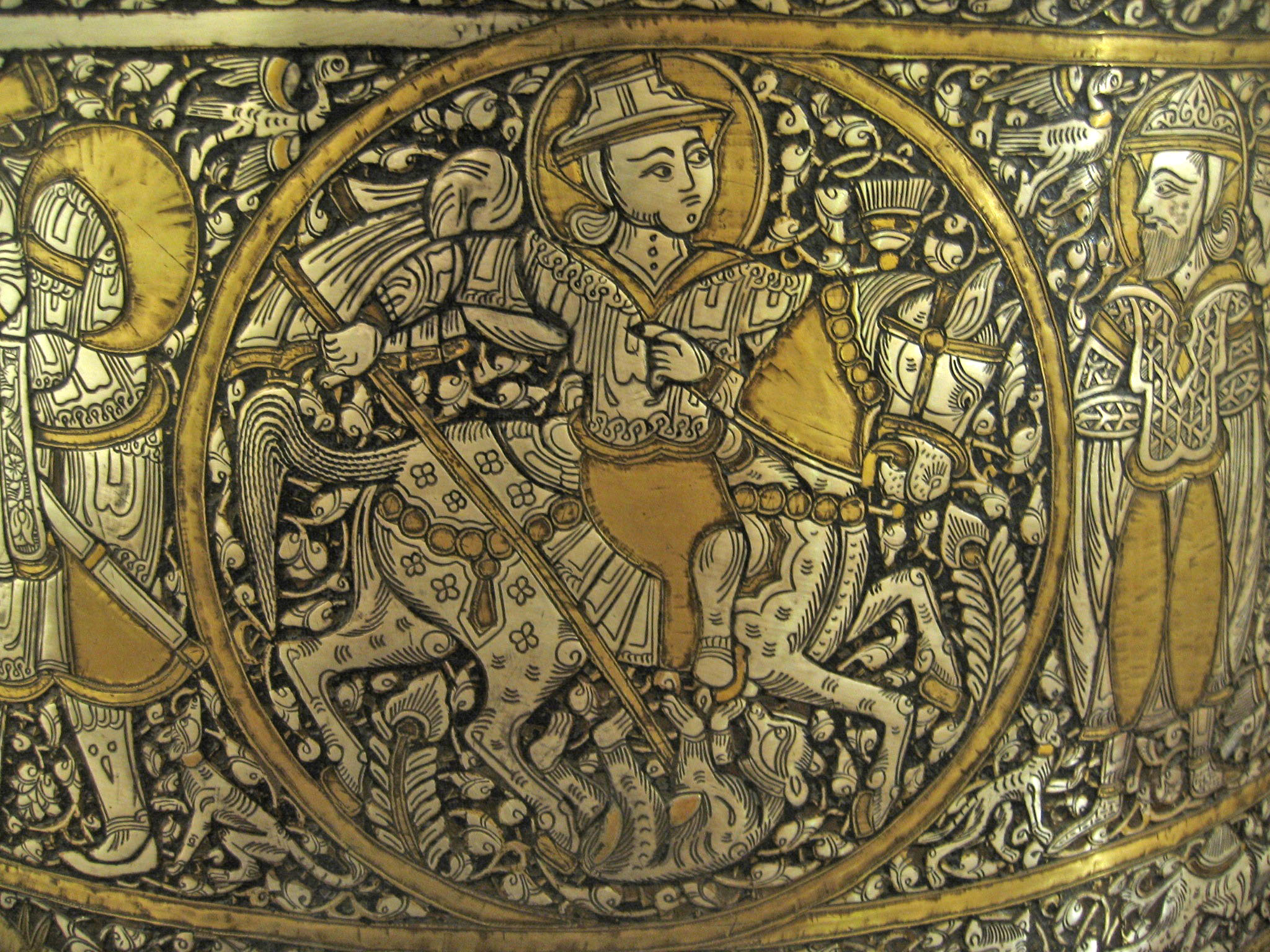
Fragment tzw. Misy Św. Ludwika Egipt, lub Syria XII w.-1320-40 r.
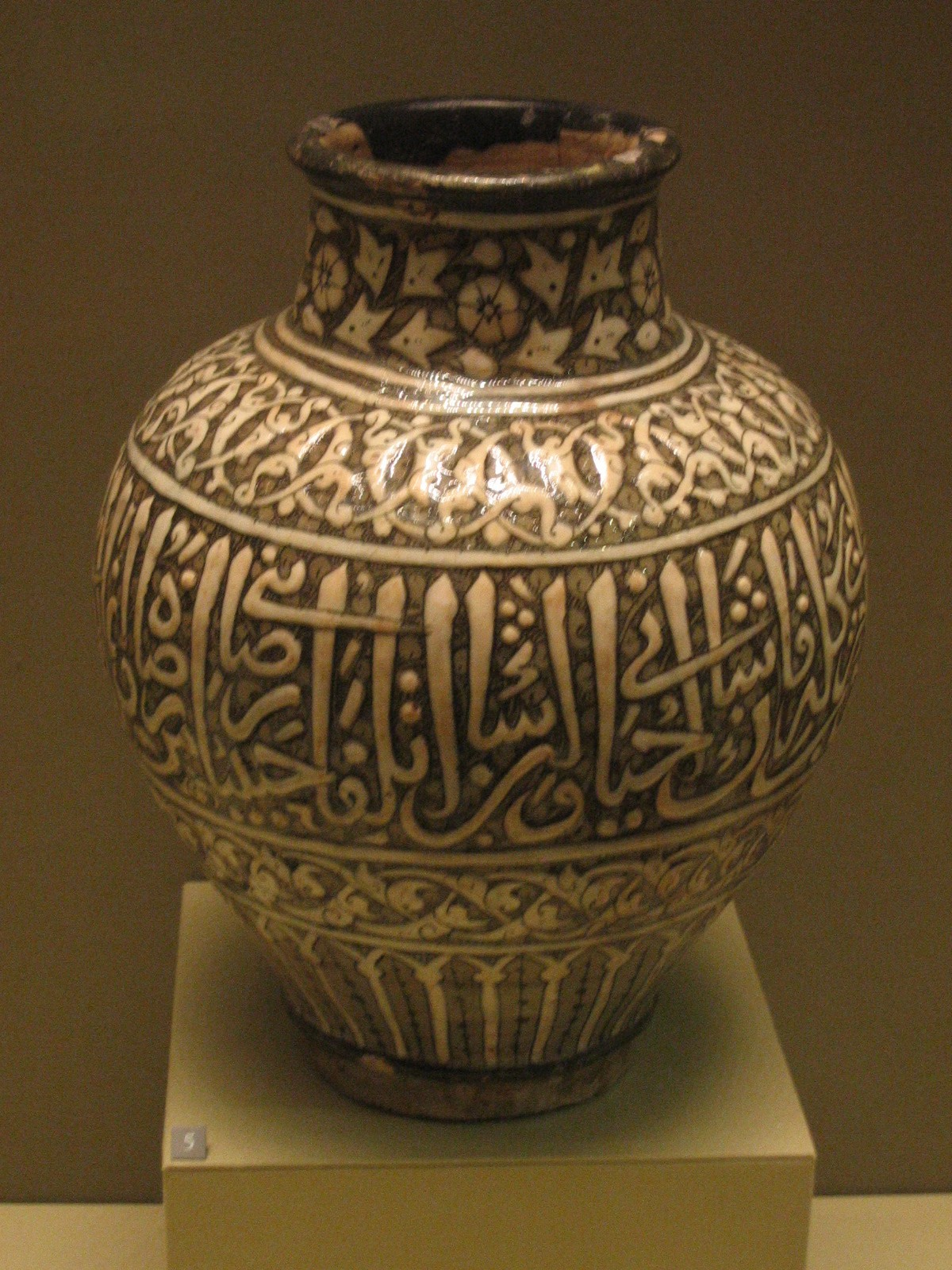
Egipski wazon inskrypcyjny Egipt, XIV w.
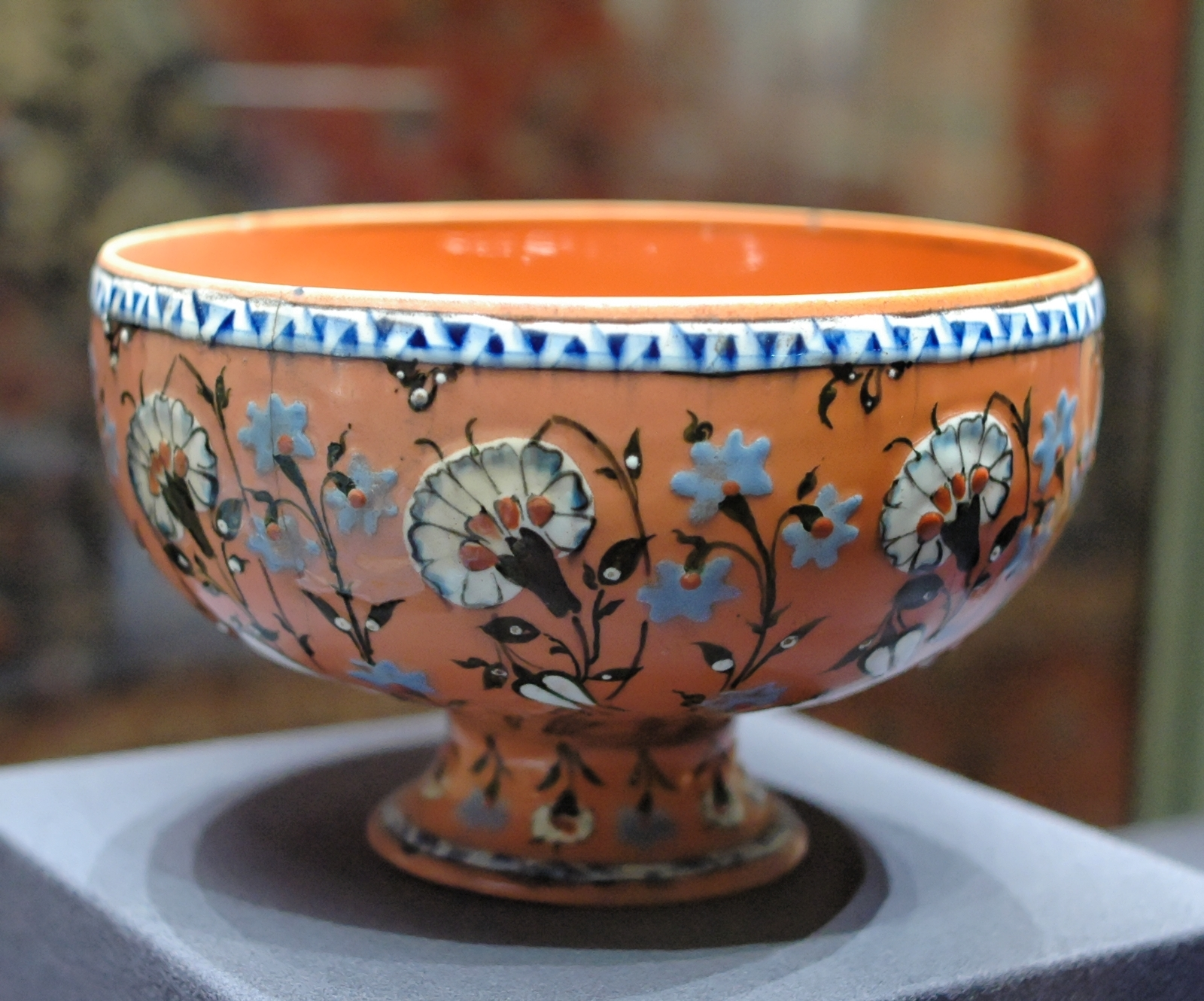
Waza osmańska Iznik, Turcja, XVI w.
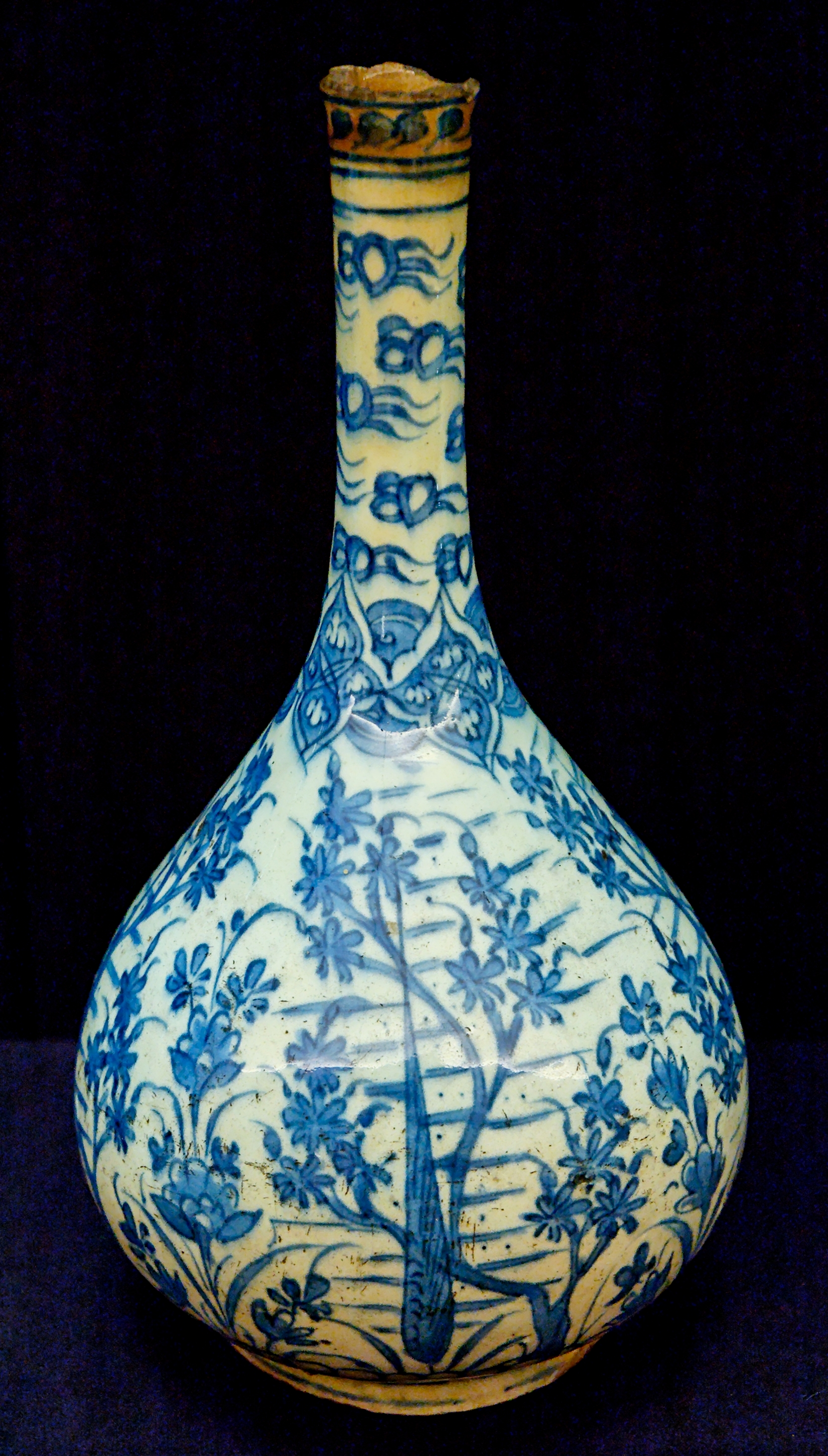
Wazon z malowidłem pejzażowym Iran, XVII w.
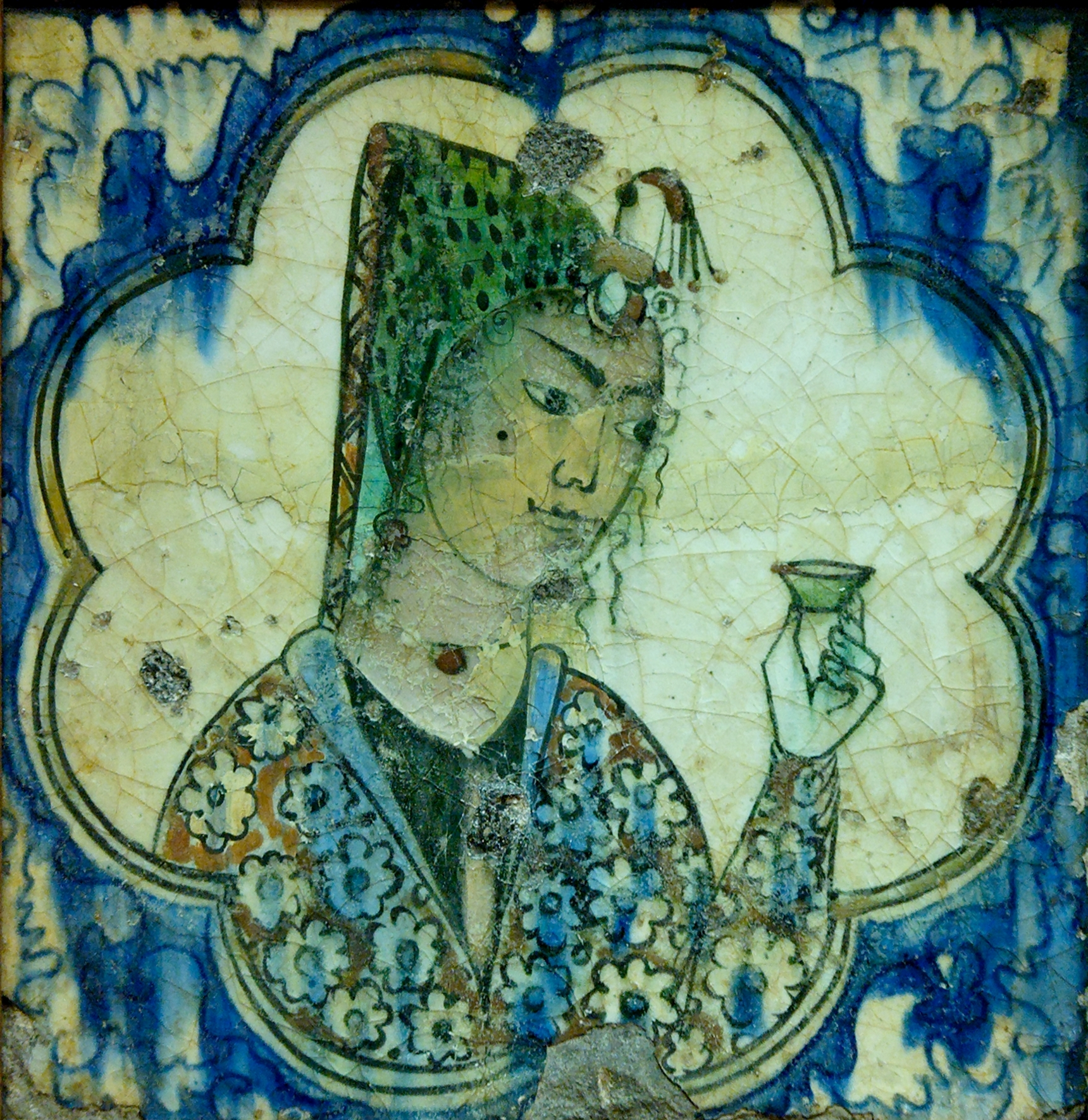
Kafel z przedstawieniem kobiety płn.-zach. Iran, XVII w.

Zbiory sztuki islamskiej są najnowszą ekspozycją w Luwrze, jej bogaty zakres z „trzynastu wieków i trzech kontynentów”. Ekspozycja ta prezentuje głównie dzieła rzemiosła artystycznego, ponieważ inne sztuki plastyczne jak rzeźba czy malarstwo w krajach islamskich nie rozwijały się na szeroką skalę w stosunku do innych kultur, są to dzieła ceramiki, szkła, metaloplastyki, drewna, kości słoniowej, ponadto tekstylia i dywany, oraz malarstwo miniaturowe. Zbiory liczą ponad 5000 dzieł. Z dzieł sztuki wyróżniają się m.in. Pyxis al-Mughira, z X w.  wyrób z Andaluzji; tzw. Chrzcielnica Świętego Ludwika – grawerowana brązowa misa z XIII lub XIV w. wykonana w kręgu sułtanatu mameluckiego (dolny Egipt); pochodzący z X w. Całun Jossego z Iranu. Ponadto m.in. trzy strony Szahname – eposu pióra Ferdousiego napisanego w języku perskim oraz Waza Barberini, wyrób syryjskiej metaloplastyki.

### Dział Rzeźby
Dział Rzeźby zawiera dzieła wykonane przed 1850 z wyjątkiem rzeźby antycznej, która jest prezentowana w odrębnych działach. Ze względu na zainteresowanie monarchów prym w kolekcji wiodła rzeźba antyczna, której dzieła Ludwik XIV przeniósł do Wersalu, a następnie w 1824 przeniesiona ponownie do Luwru wraz z rzeźbami Michała Anioła Umierający jeniec i Zbuntowany jeniec. Początkowo kolekcja zawierała około 100 dzieł, reszta królewskiej kolekcji znajdowała się w Wersalu. W taki stan był do 1847, potem za dyrekcji Léona Laborde dział rzeźby wzbogacił się o dzieła sztuki średniowiecznej, m.in. dzieła takie jak figura króla Childeberta. Zbiory początkowo podlegały Działowi Antyków, w 1871 za dyrekcji Louisa Courajod nabyto cenne dzieła rzeźby francuskiej. W 1986, wszystkie dzieła po roku 1850 przeniesiono do Musée d’Orsay. Na skutek projektu Grand Louvre rzeźby podzielono na dwie sekcje; rzeźba francuska prezentowana jest w Pawilonie Richelieu, zaś rzeźba europejska w Pawilonie Denon.
Kolekcję francuskiej rzeźby zaczynają dzieła sztuki romańskiej od XI wieku, m.in. Daniel w jaskini lwa and the 12th century Madonna i Dzieciątko z Auvergne. Przykładem gotyku są liczne figury Madonny z Dzieciątkiem, figury z nagrobka Filipa Pięknego i Joanny d’Évreux czy naturalnej wielkości posągi Karola V i Joanny de Bourbon. Przykładami z XVI wieku, są renesansowe dzieła Jeana Goujona czy Germaina Pilon Pomnik z urną na serce Henryka II, Zdjęcie z krzyża i Zmartwychwstanie, ponadto nieznanego artysty Fontanna Diany. Przykładami z XVII i XVIII są dzieła Étienne Maurice Falconeta Kąpiąca się i Amour menaçant oraz obeliski François Anguiera. Z klasycyzmu m.in. dzieła Antonio Canovy z Kupidynem i Psyche na czele (1787).
Rzeźbę europejską tworzą dzieła, autorów takich jak Martin Hoffmann, Tilman Riemenschneider, Gregor Erhart (Maria Magdalena), Johan Tobias Sergel, Adriaan de Vries (Merkury i Psyche) ponadto m.in. popiersie kardynała Richelieu dłuta Gianlorenzo Berniniego, ponadto liczne dzieła anonimowe, głównie romańskie i gotyckie.

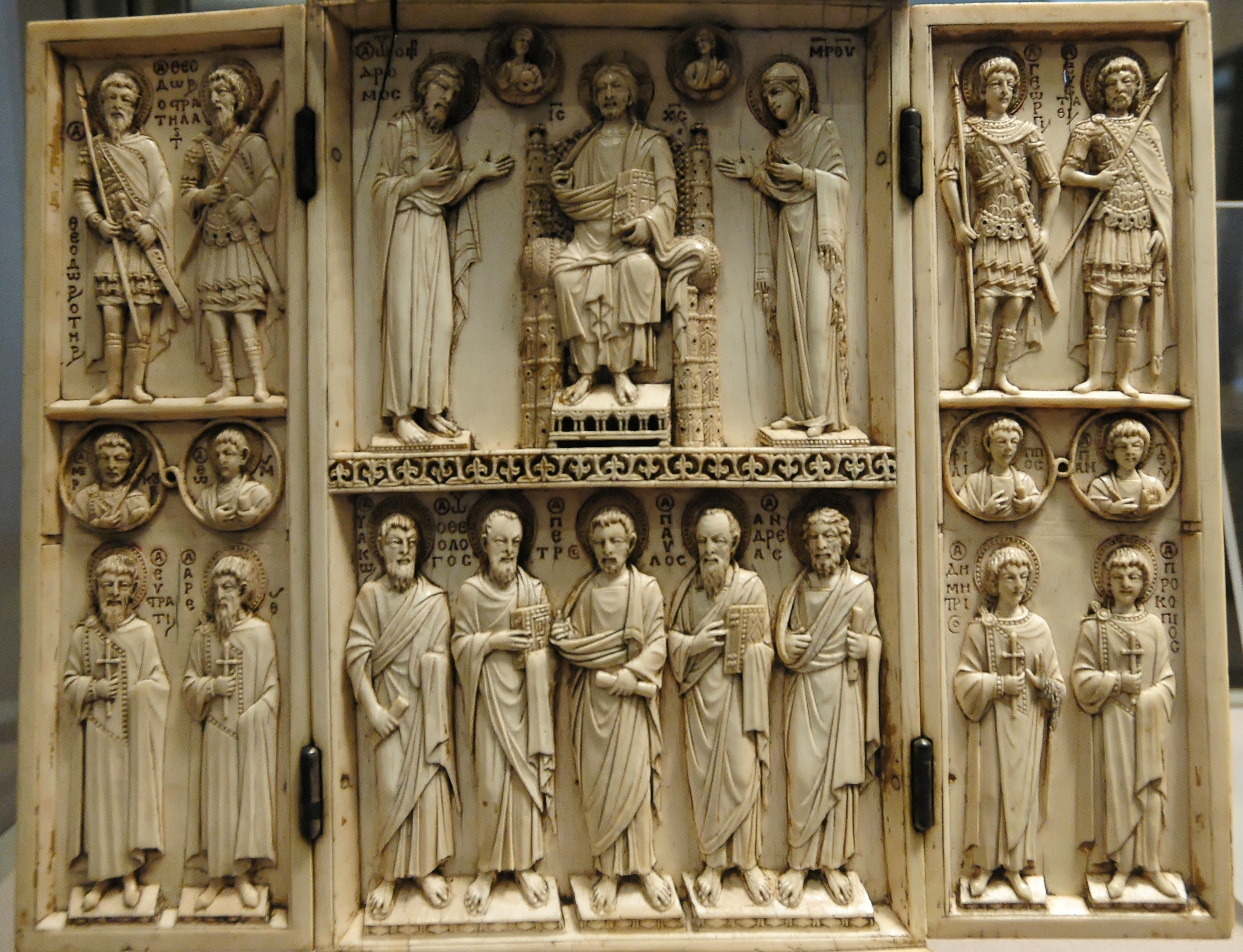
Bizantyjski Tryptyk Harbaville, kość słoniowa, Konstantynopol, X w.

### Dział Rzemiosła Artystycznego

Leonardo da Vinci, Mona Lisa, olej na desce, 1503-19, prawdopodobne wykonana podczas pobytu artysty na dworze króla Franciszka I.

Kolekcja Objets d’art zawiera dzieła od wieków średnich do XIX  stulecia. Bazuje ona na dawnych kolekcjach królewskich, oraz kościelnych, w tym ze skarbca bazyliki Saint-Denis, ponadto dzieła wydobyte z grobów monarchów francuskich i insygnia królewskie w tym miecz koronacyjny królów Francji Wśród obiecujących zbiorów należą naczynia brązowe i wykonane w technice Pietra dura. Większą część działu tworzy Kolekcja Duranda, która w Luwrze znajduje się od 1825, zawierająca ceramikę, emalie i witraże, ponadto 800 wyrobów które przekazał Pierre Révoil. Kolejne nabytki miały miejsce w okresie romantyzmu, przekazano liczne dzieła średniowieczne i renesansowe. Kolejnym zbiorowym nabytkiem było przekazanie Luwrowi kolekcji Sauvageot liczącej 1500  dzieł gł. średniowiecznych oraz wyrobów z fajansu. W 1862 r. przekazano muzeum Kolekcję Campana którą tworzy złota biżuteria i majoliki głównie z XV i XVI w.
Zbiory są prezentowane na pierwszym piętrze w Pawilonie Richelieu oraz w Galerii Apollona, nazwanej tak przez malarza Charles’a Le Bruna, który udekorował tę cześć Luwru na zlecenie króla Ludwika XIV (Króla Słońce). Ekspozycję otwierają dzieła sztuki bizantyjskiej, głównie plastyki z kości słoniowej z Tryptykiem Harbaville z X w. na czele. Sztukę średniowieczną tworzą m.in. pamiątki po opacie Sugerze, korona relikwiarzowa z klasztoru Dominikanów w Liège, berło Karola V Mądrego, pozłacana Madonna z Dzieciątkiem Joanny d’Évreux, wyroby z emalii limuzyjskiej i kości słoniowej (m.in. Koronacja Marii, Zdjęcie z krzyża z około 1260-80, Madonna z Dzieciątkiem z Sainte-Chapelle, Poliptyk z Marią i Dzieciątkiem Jezus z ok. 1340 r.) Przykładami rzemiosła renesansowego są dzieła plastyki brązowej Giambologny Nessus i Dejanira i tapiserie flamandzkie i francuskie m.in. Maksymilian na polowaniu. Do ważnych przykładów z późniejszych epok należą wazy z Sevres z kolekcji Madame de Pompadour oraz wielkie apartamenty Napoleona III.

### Dział Malarstwa
Kolekcja malarstwa liczy ponad 6000 dzieł datowanych od XIII wieku do roku 1848 i jest zarządzana przez 12  kuratorów opiekujących się poszczególnymi zbiorami. Niemalże dwie trzecie dzieł malarstwa reprezentują artyści francuscy, reszta dzieł licząca ponad 1,200 dzieł jest autorstwa artystów europejskich. Malarstwo włoskie w większości stanowią dawne kolekcje królów Franciszka I oraz Ludwika XIV, pozostałe z dzieł włoskich są resztkami kolekcji z kampanii napoleońskiej oraz późniejsze dary i zakupy. Kolekcję dzieł włoskiego renesansu nabył król Franciszek I w tym dzieła Rafaela i Michała Anioła, którą przywiózł do monarchy sam Leonardo da Vinci Po wybuchu rewolucji francuskiej, Kolekcja Królewska została w całości zaadaptowana na cele muzealne, stanowi rdzeń zbiorów Luwru. Późniejsze dzieła sztuki, głównie francuskie datowane po roku 1848 znajdujące się w Luwrze zostały podzielone i przekazane do Musée d’Orsay w 1986 r. Dzieła malarstwa francuskiego i północnoeuropejskiego znajdują się w skrzydle Richelieu oraz Cour Carrée; natomiast malarstwo hiszpańskie i włoskie zajmują pomieszczenia pierwszego piętra w pawilonie Denon.
Wczesne malarstwo francuskie reprezentują dzieła gotyckiego malarstwa tablicowego wśród nich słynna Pieta z Villeneuve-les-Avignon przypisywana Enguerrandowi Quartonowi; Król Jan Dobry (ok. 1360), dzieło anonimowego twórcy, przypuszczalnie najstarszy portret w zachodnim malarstwie;. Ze Styl piękny reprezentuje Komunia święta i męczeństwo św. Dionizego. Nowożytność egzemplifikuje Ludwik XIV pędzla Hyacinthe Rigaud, bogaty cykl obrazów Nicolasa Poussina w tym Cztery Pory Roku, Natchnienie poety, Et in Arcadia Ego; dzieła Georga de la Tour, Oszust z asem karo i Pokutująca Maria Magdalena Dziełami klasycyzmu są Koronacja Napoleona, Przysięga Horacjuszy, Sabinki pędzla Jacques’a L. Davida czy Łaźnia turecka i Wielka odaliska Jeana A.D. Ingres. Przykładami romantyzmu są monumentalne dzieła Eugène Delacroix, Śmierć Sardanapala, Wolność wiodąca lud na barykady oraz chef d’oeuvre Théodora Géricault Tratwa Meduzy. Malarstwo północnoeuropejskiej reprezentują późnośredniowieczne dzieła niderlandzkie i niemieckie: gotyckie obrazy artystów z Kolonii (Mistrz Świętego Bartłomieja, Mistrz Świętego Seweryna), Autoportret z kwiatem mikołajka Albrechta Dürera, Statek szaleńców Hieronima Boscha, Bankier z żoną Quentina Massysa; oraz obrazy nowożytne artystów z Niemiec, Flandrii i Holandii: Jana Vermeera Koronczarka i Astronom; liczne obrazy Rubensa w tym Historia Marii Medycejskiej ; Rembrandta Archanioł Rafał opuszczający Tobiasza, Wieczerza w Emaus, Batszeba w kąpieli, Ćwierć wołu, ponadto liczne pejzaże, przedstawienia rodzajowe i martwe natury.
Spośród dzieł malarstwa włoskiego wyróżniają się obrazy wczesnego i dojrzałego renesansu, m.in. obrazy Andrea Mantegna (Triumf cnoty, Matka Boska Zwycięska) i Giovanni Bellini. Największa kolekcja malarstwa z oeuvre Leonarda da Vinci znajduje się w Luwrze w tym Mona Lisa, Święta Anna Samotrzeć, Święty Jan Chrzciciel, oraz Madonna w grocie. Spośród obrazów Rafaela m.in. Piękna Ogrodniczka, Portret Baldassare Castiglionego, Święty Michał pokonuje szatana. Manieryzm reprezentują dzieła Guido Reniego zaś barok przede wszystkim Carravaggia: Wróżenie z ręki i Śmierć Marii. Przykładami malarstwa weneckiego są dzieła Paolo Veronese w tym monumentalne Gody w Kanie Galilejskiej, liczne obrazy Tycjana, m.in. Madonna z króliczkiem, Złożenie do grobu i Cierniem Koronowanie.

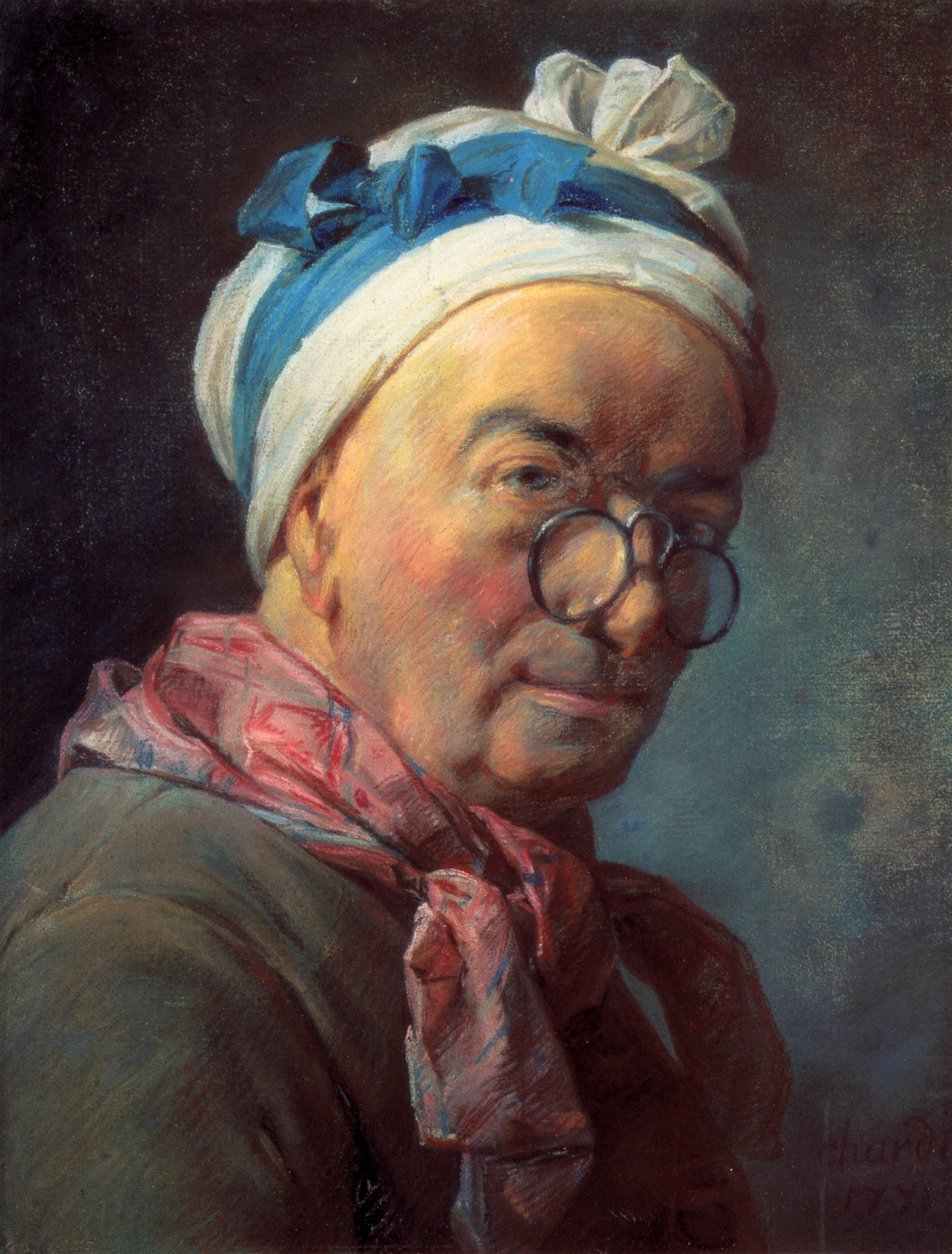
Jean-Baptiste Siméon Chardin, Autoportret w okularach
pastel na papierze, 1771 r.

Z dzieł pochodzących z kolekcji prywatnych za największą w dziejach Luwru uznaje się Kolekcja La Caze, przekazaną w 1869 przez Louisa La Caze. Ofiarodawca podarował 584 obrazów w tym dzieła francuskich malarzy z Antoine Watteau na czele. W roku 2007, kolekcję wykorzystano do wielkiej wystawy poświęconej Louisowi La Caze zatytułowanej „1869: Watteau, Chardin... entrent au Louvre. La collection La Caze”.

### Dział Rysunku i Grafiki
Dział Rysunku i Grafiki gromadzi dzieła wykonane na papierze. Zbiór tego typu dzieł powstała na bazie 8600 rysunków i grafik z Kolekcji Królewskiej (Cabinet du Roi), który wzbogacił się przez asygnacje państwowe, darowizny i zakupy, m.in. w 1806 r. zakupiono 1,200  prac z kolekcji Fillipo Baldinucciego. W marcu 1856 roku Luwr nabył liczący 386 rysunków Codex Vallardi Antonia di Puccio Pisana, zawierający m.in. liczne portrety, rysunki roślin i zwierząt.
Cabinet des Dessins otwarto publiczności 5 sierpnia 1797, wraz 415 dziełami, które były prezentowane w Galerie d’Apollon. Obecnie zbiory podzielono na trzy sekcje: Cabinet du Roi, rdzeń działu z 14 000 odbitkami graficznymi i rysunkami; Kolekcja Edmonda de Rothschild, z 40 000  grafikami, 3000  rysunkami oraz kolekcję dawnych ksiąg i manuskryptów złożona z 5000  dzieł. Część z dzieł prezentowane są w Pawilonie Flory; ze względu na słabą wytrzymałość materiału ekspozycja jest często wymieniana.
Najstarsze rysunki sięgają późnego gotyku, m.in. Mistrza Antependium z Narbonny, Mistrza E. S. czy Hieronima Boscha m.in. liczne studia chłopów, czarownic i demonów, a także rysunkowa wersja Statku szaleńców. Cennym rysunkiem jest portret Erazma z Rotterdamu Albrechta Dürera, z jego innych rysunków i grafik w Luwrze znajdują się m.in. studia hełmów rycerskich. Kolekcja posiada bogaty zbiór rysunków włoskich, prócz wspomnianego Codex Vallardi prezentowane są rysunki m.in. Francesca Primaticcia, Francesca Salviatiego, Giovanniego Morandiego oraz mistrzów dojrzałego renesansu – Leonarda da Vinci (m.in. Portret Isabelli d’Este) Michała Anioła (liczne studia postaci) i Rafaela (portrety i Madonny z Dzieciątkiem). Ważnym pod względem ikonicznym przykładem są przerysy jednego z niedokończonych dzieł Leonarda da Vinci – Bitwy pod Anghiari wykonane przez Petera Paula Rubensa. Spośród mistrzów holenderskiego złotego wieku wyróżniają się rysunki i grafiki Rembrandta, m.in. Widok na most Grimnessesluis, w Amsterdamie. Pluralizm treści, technik i form egzemplifikują dzieła artystów francuskich XVII-XIX wieku, m.in. szkice Charles’a le Bruna, cykl pastelowych portretów starców Jeana Chardina, rysunkowe tonda Jeana Fragonarda, rysunki i akwarele Eugène’a Delacroix etc.

## Wybrane eksponaty

### Dział sztuki Bliskiego Wschodu

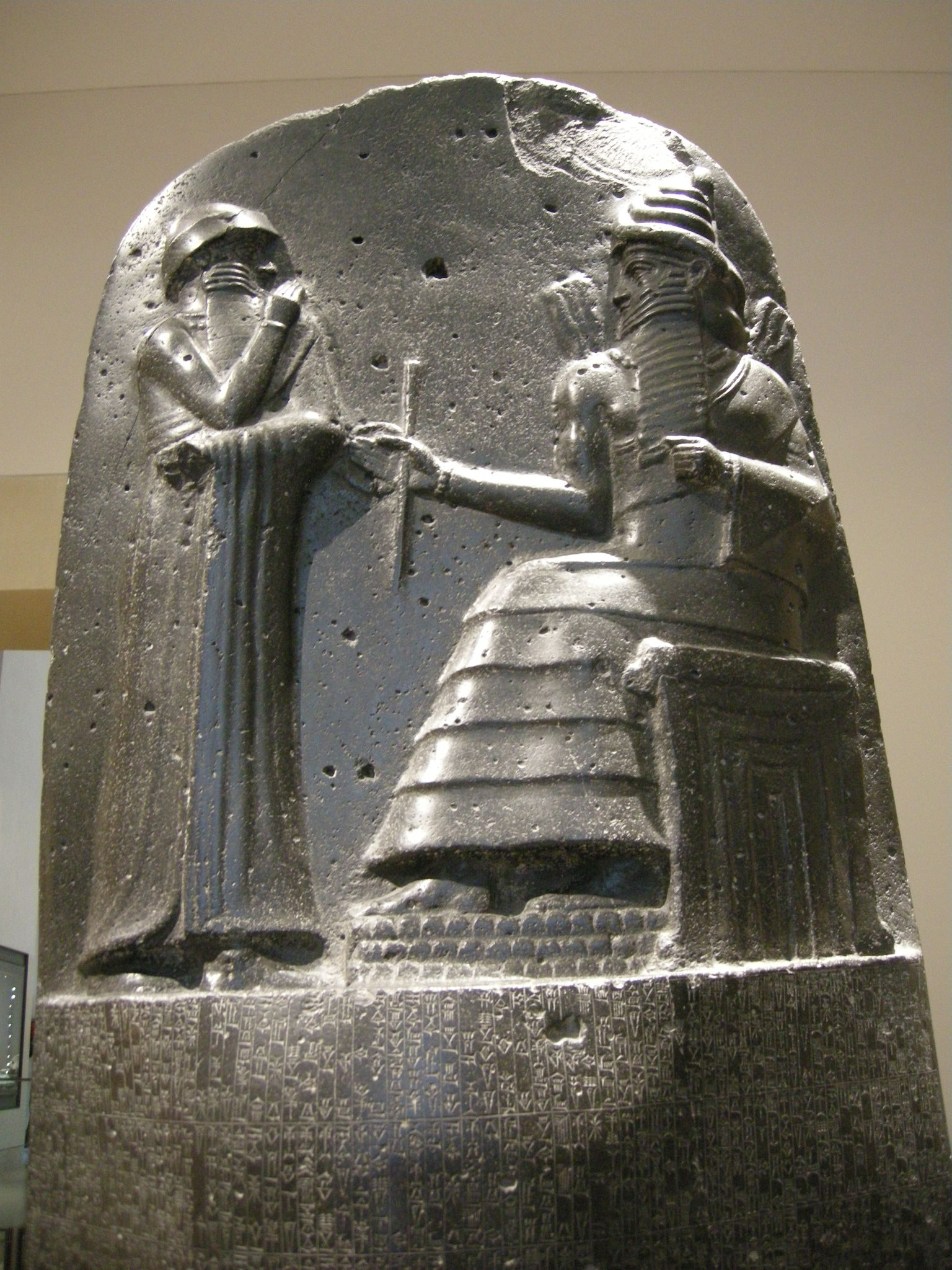
Stela z kodeksem Hammurabiego ok. 1700 r. p.n.e.
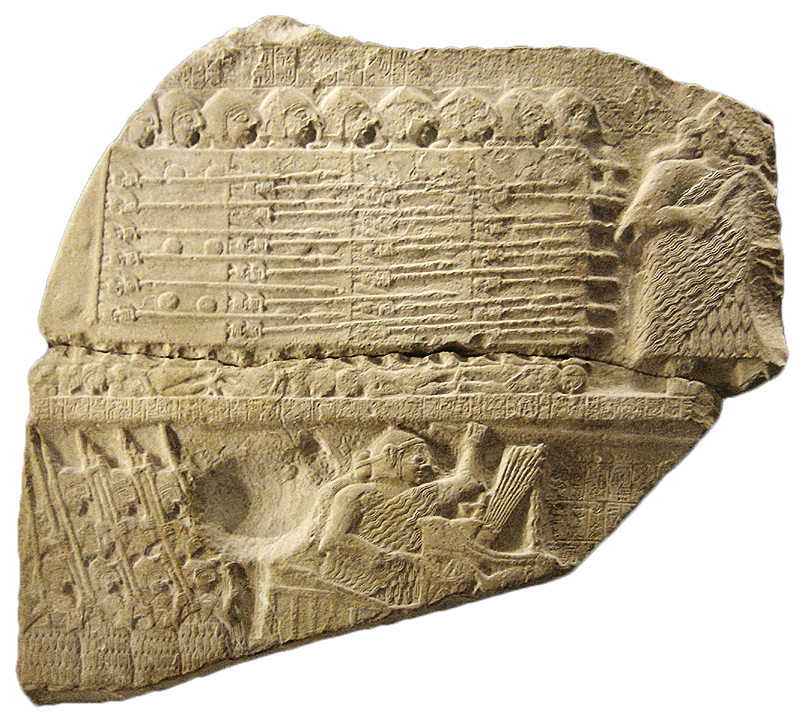
Stela sępów ok. 2450 r. p.n.e.
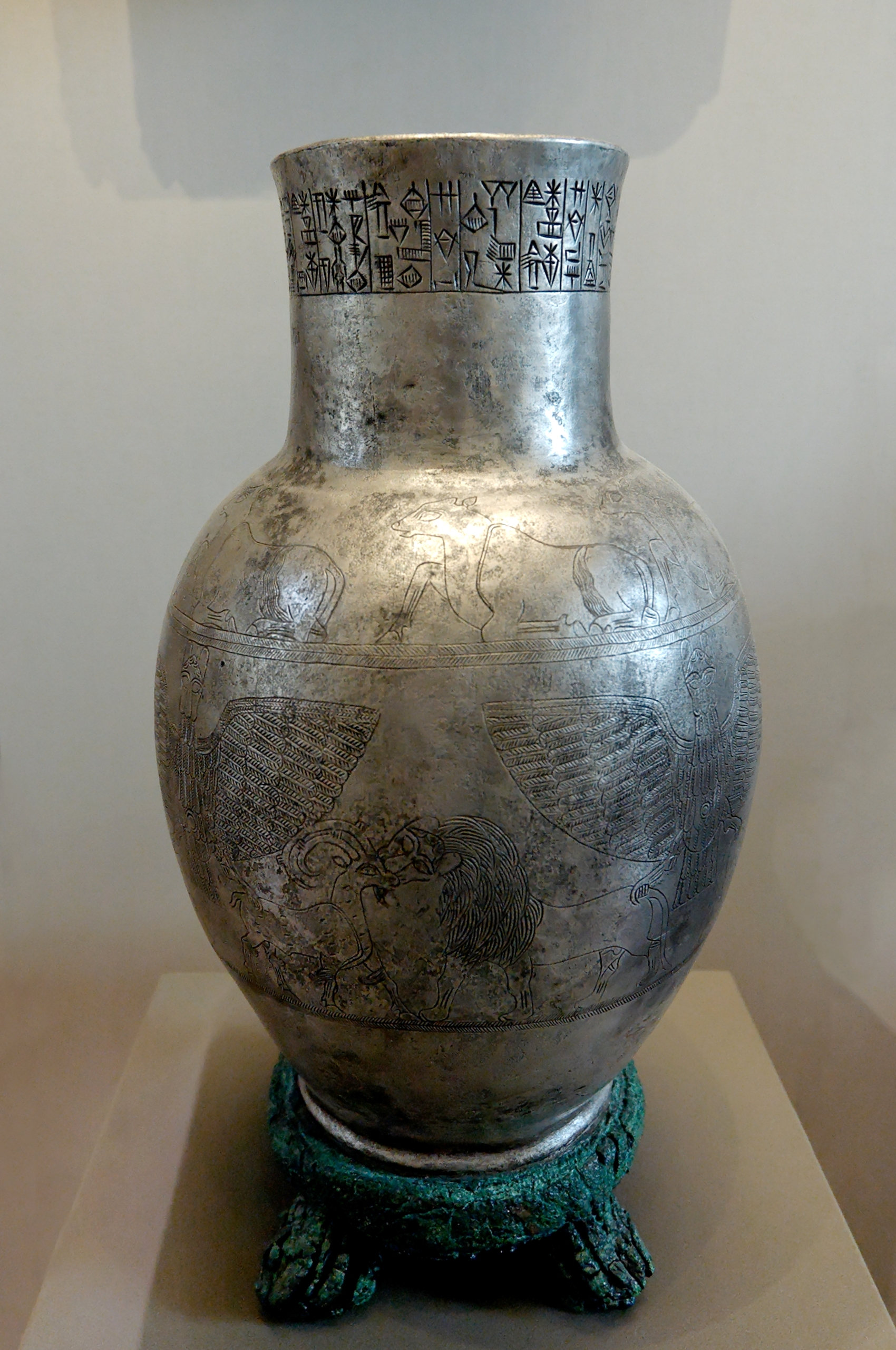
Srebrna waza Entemeny ok. 2400 r. p.n.e.
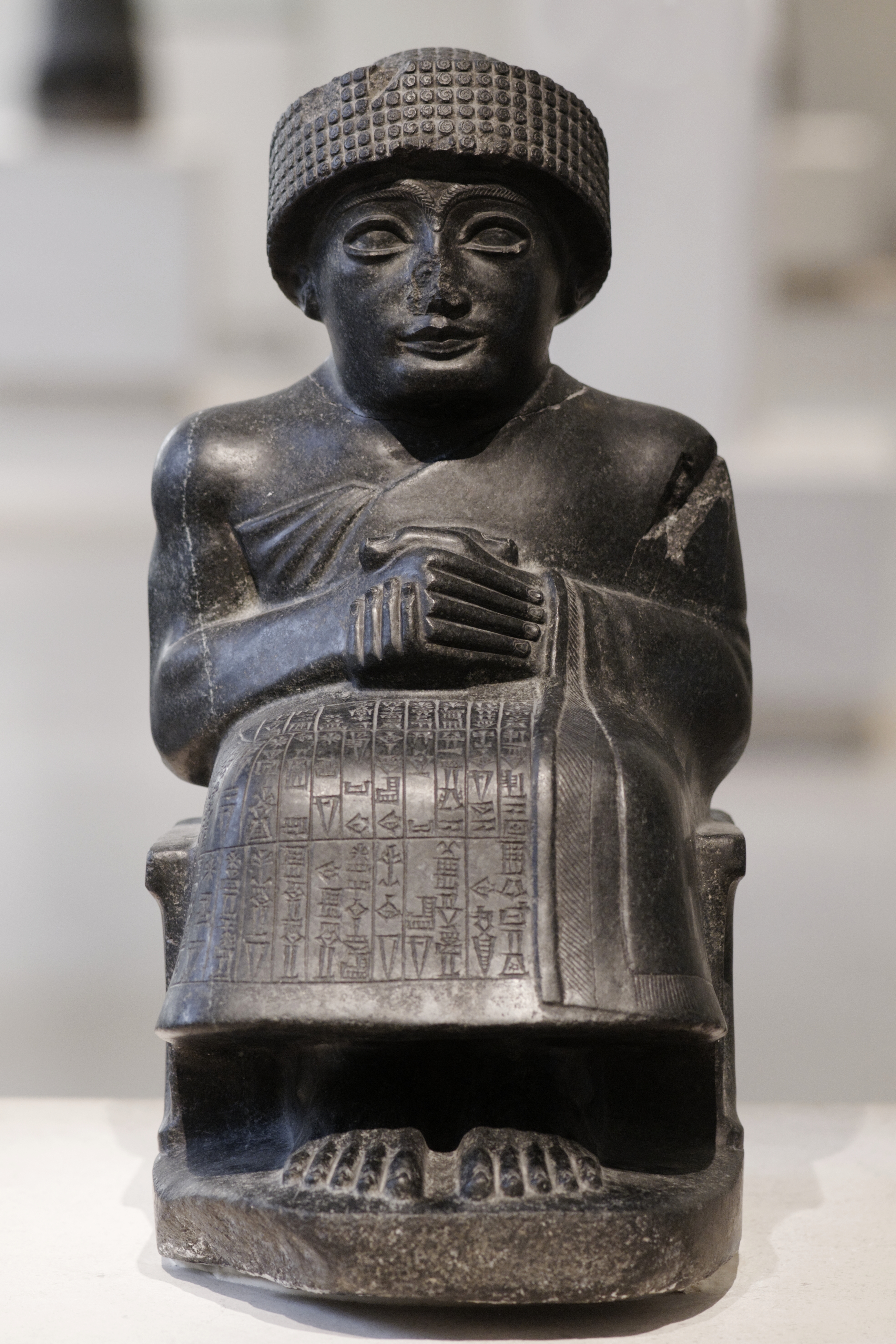
Posąg Gudei ok. 2120 r. p.n.e.
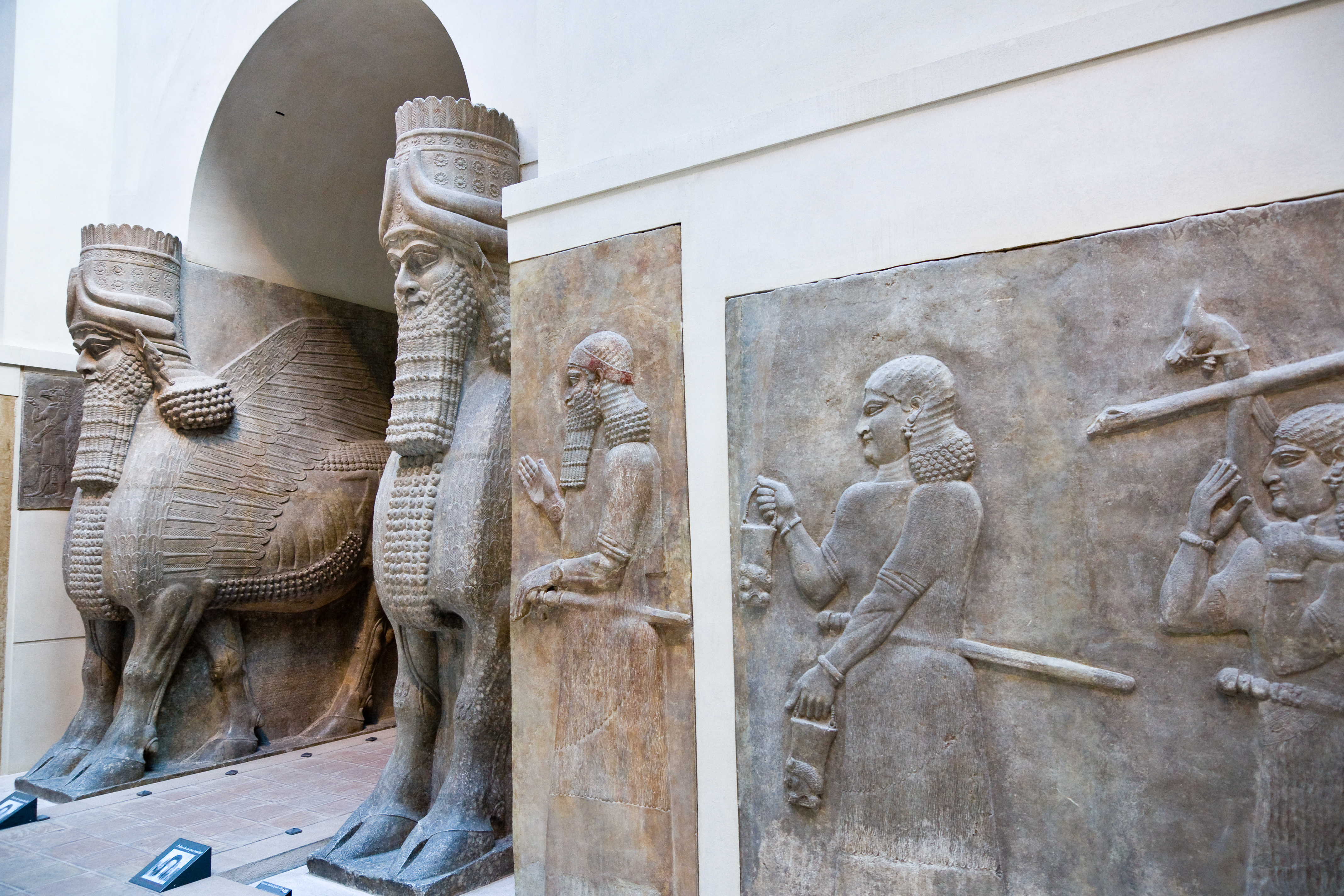
Wrota z Chorsabad 721–705 r. p.n.e.
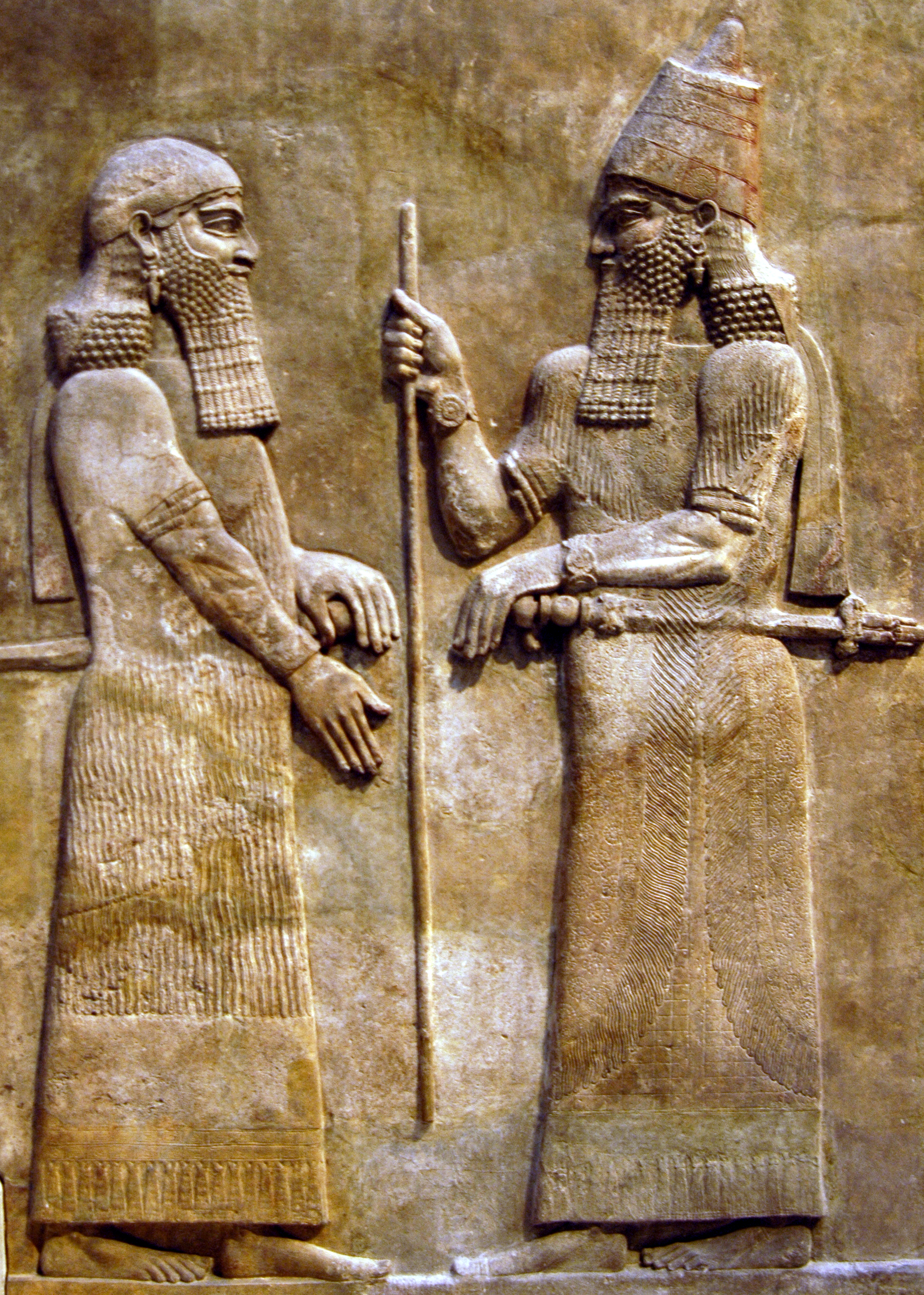
Sargon II i dygnitarz (reliefy z pałacu Sargona II w Chorsabad), 721–705  p.n.e.
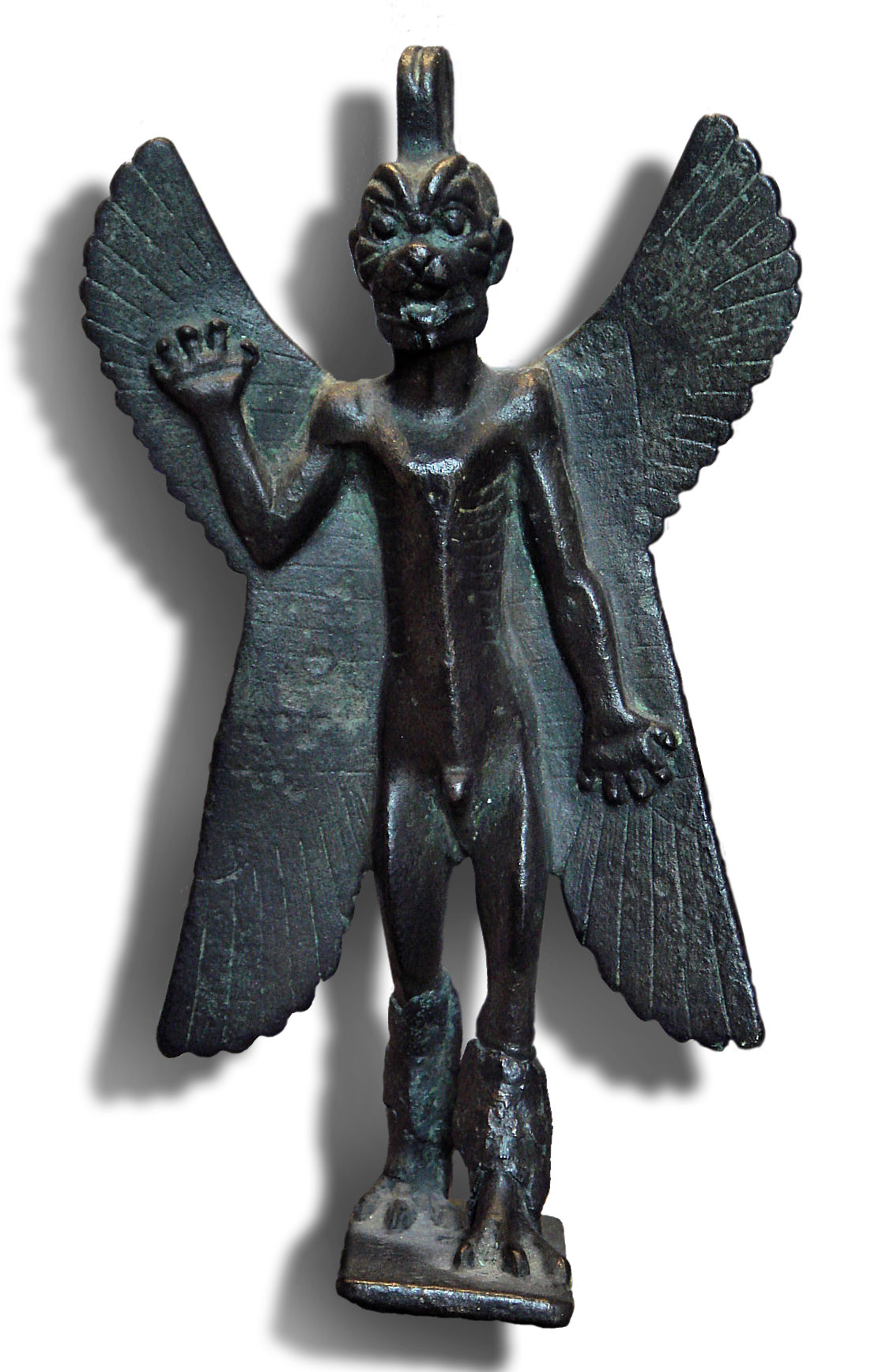
Posążek bożka Pazuzu, po 1000 r. p.n.e.
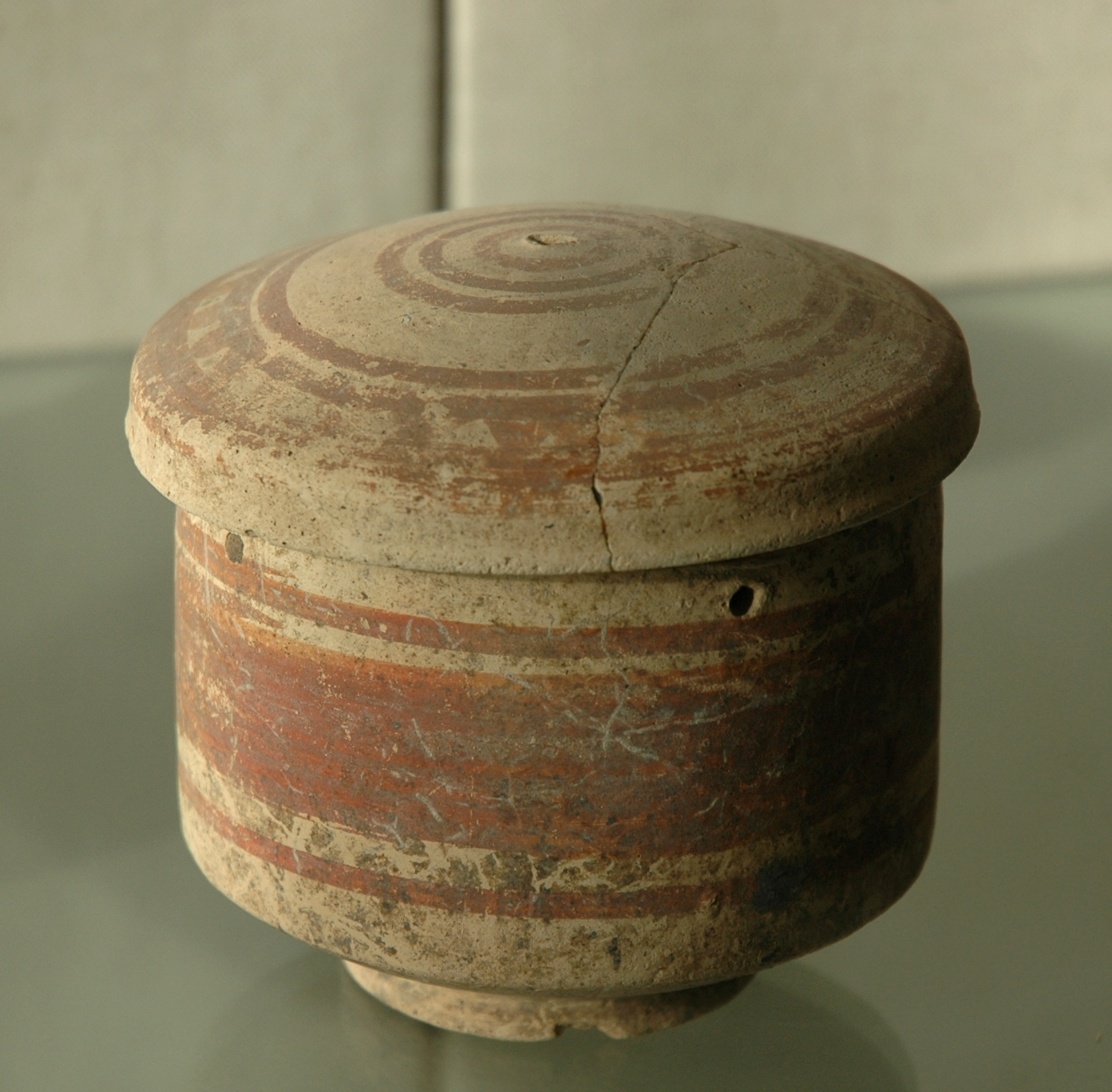
Zabytki z Ras Szamra, późna epoka brązu
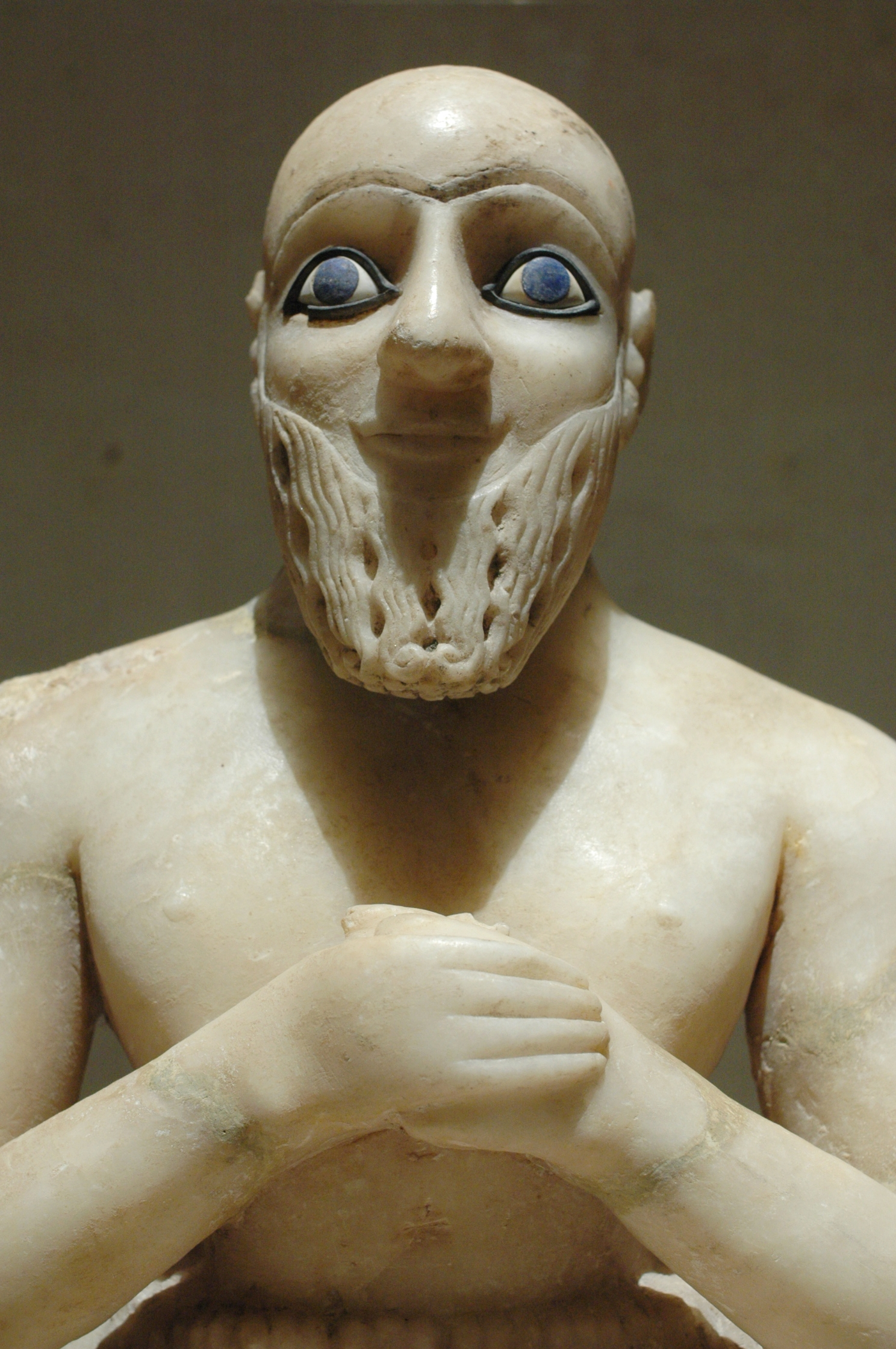
Posąg Ebih-Ila z Mari ok. 2400 r. p.n.e.
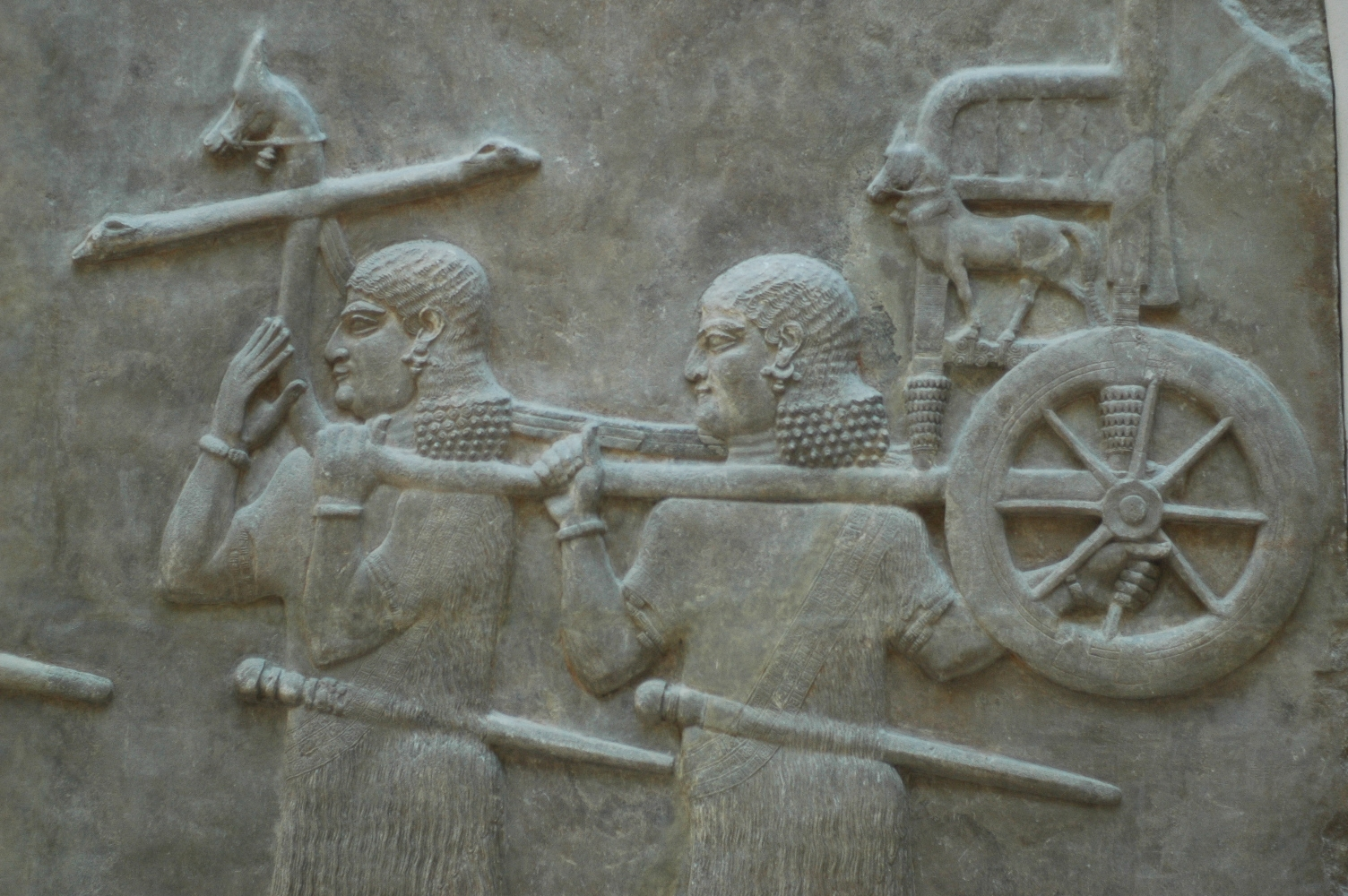
Reliefy asyryjskie 713–716 r. p.n.e.
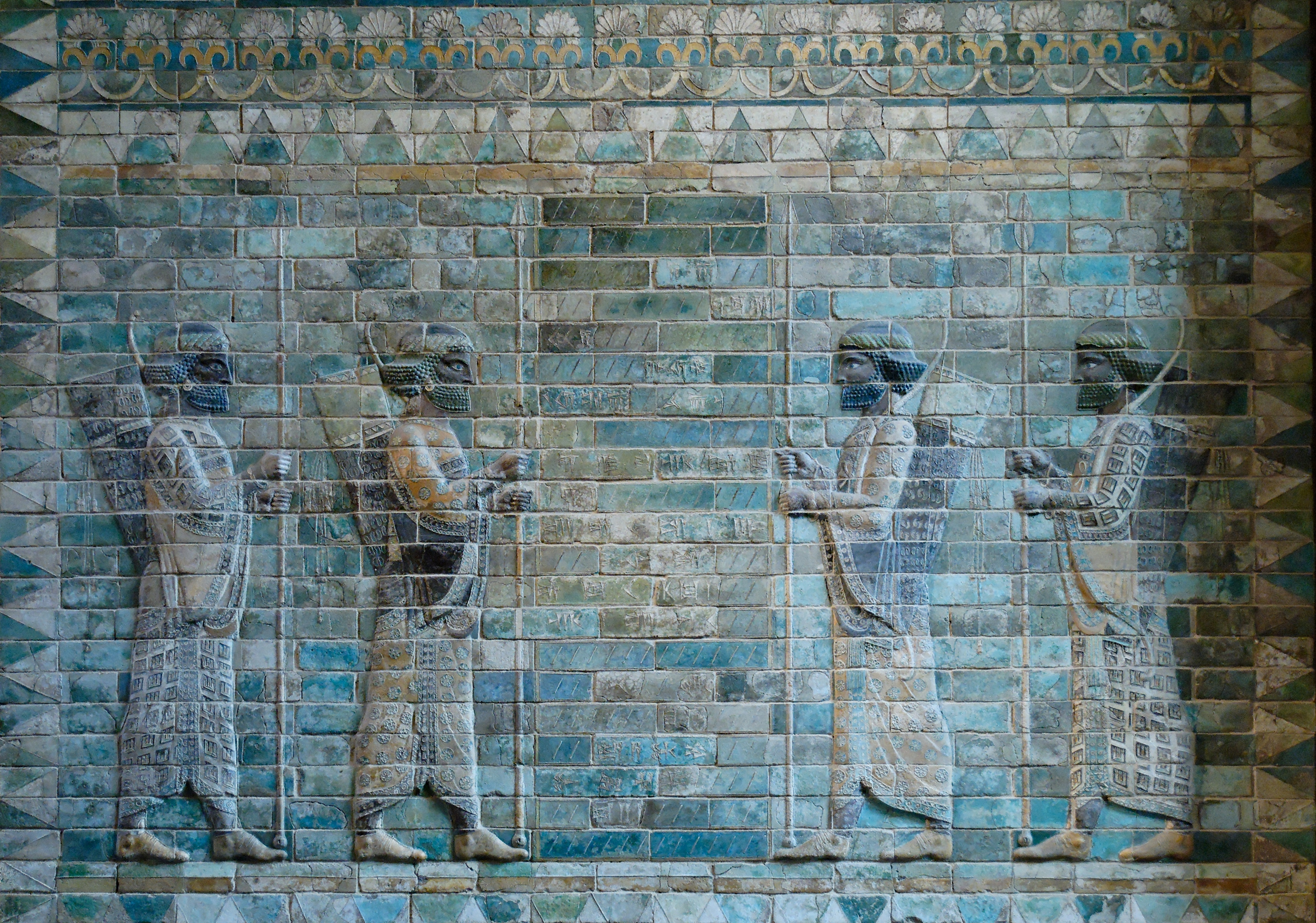
Malowany fryz z przedstawieniem łuczników Dariusza I ok. 510 r. p.n.e.
Panel z lwem z drogi procesyjnej w Babilonie 605–562 p.n.e.

### Dział SztukiStarożytnego Egiptu

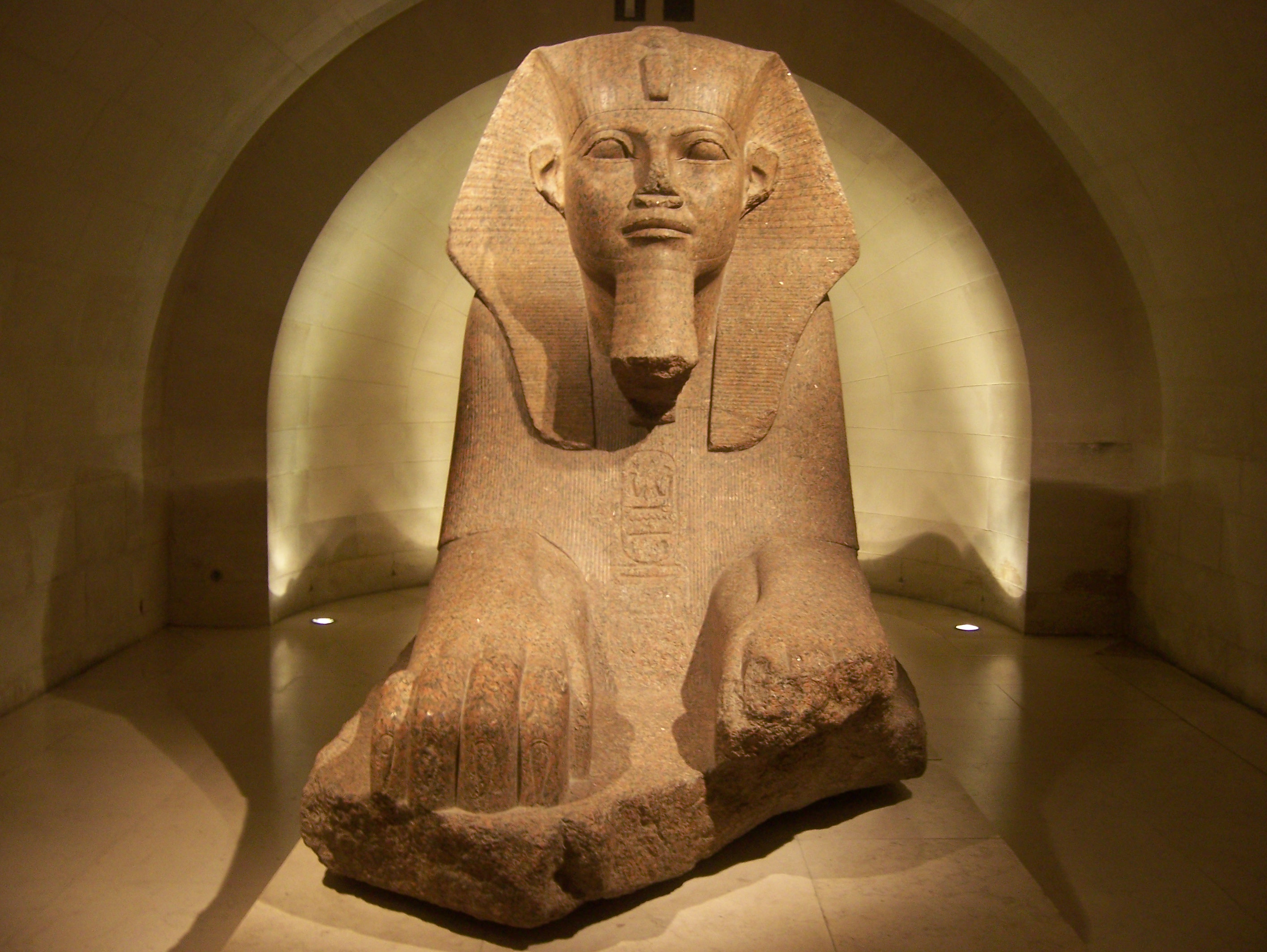
Sfinks, XII dynastia, ok. 2000 p.n.e.
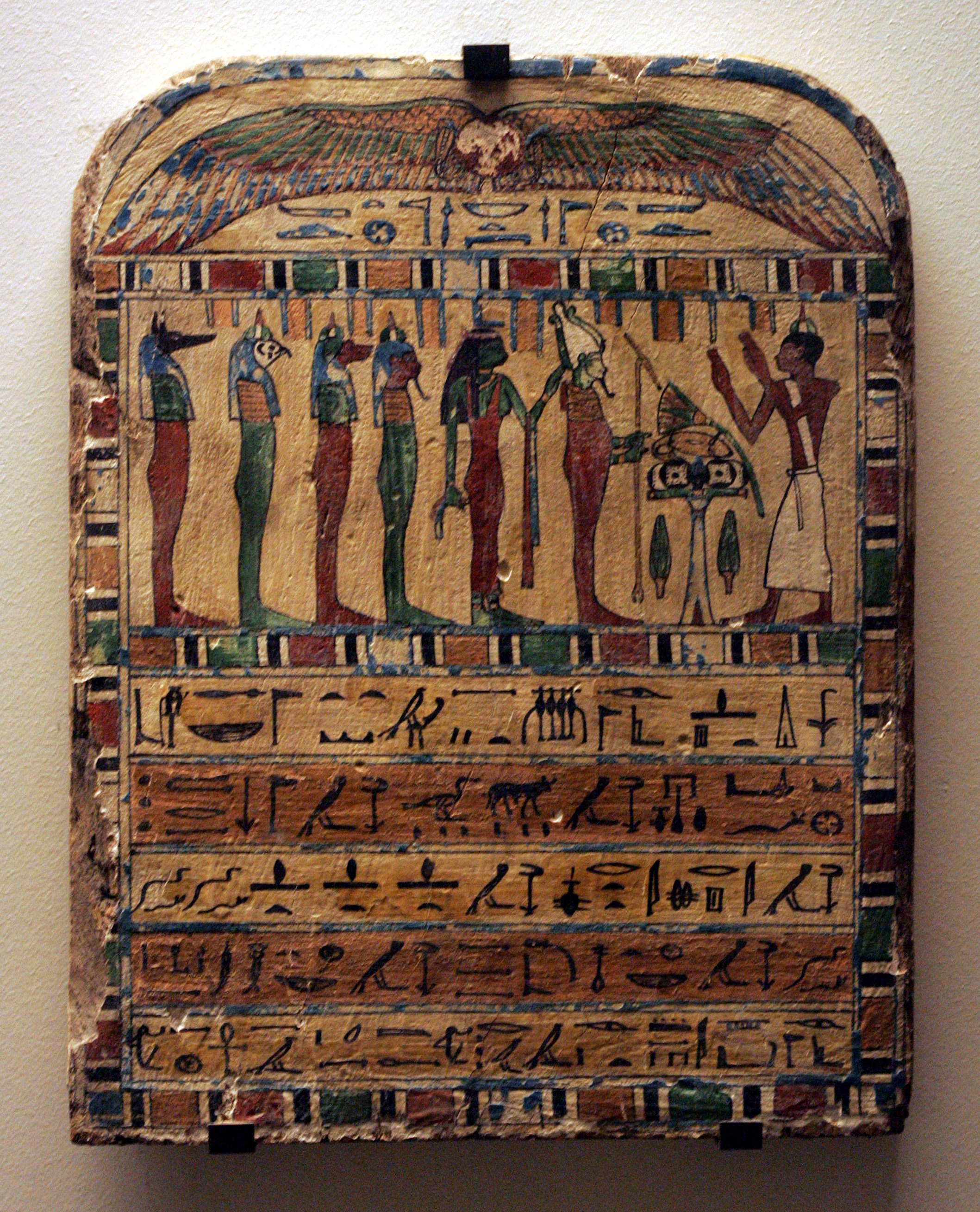
Stela z krypty Ozyrysa
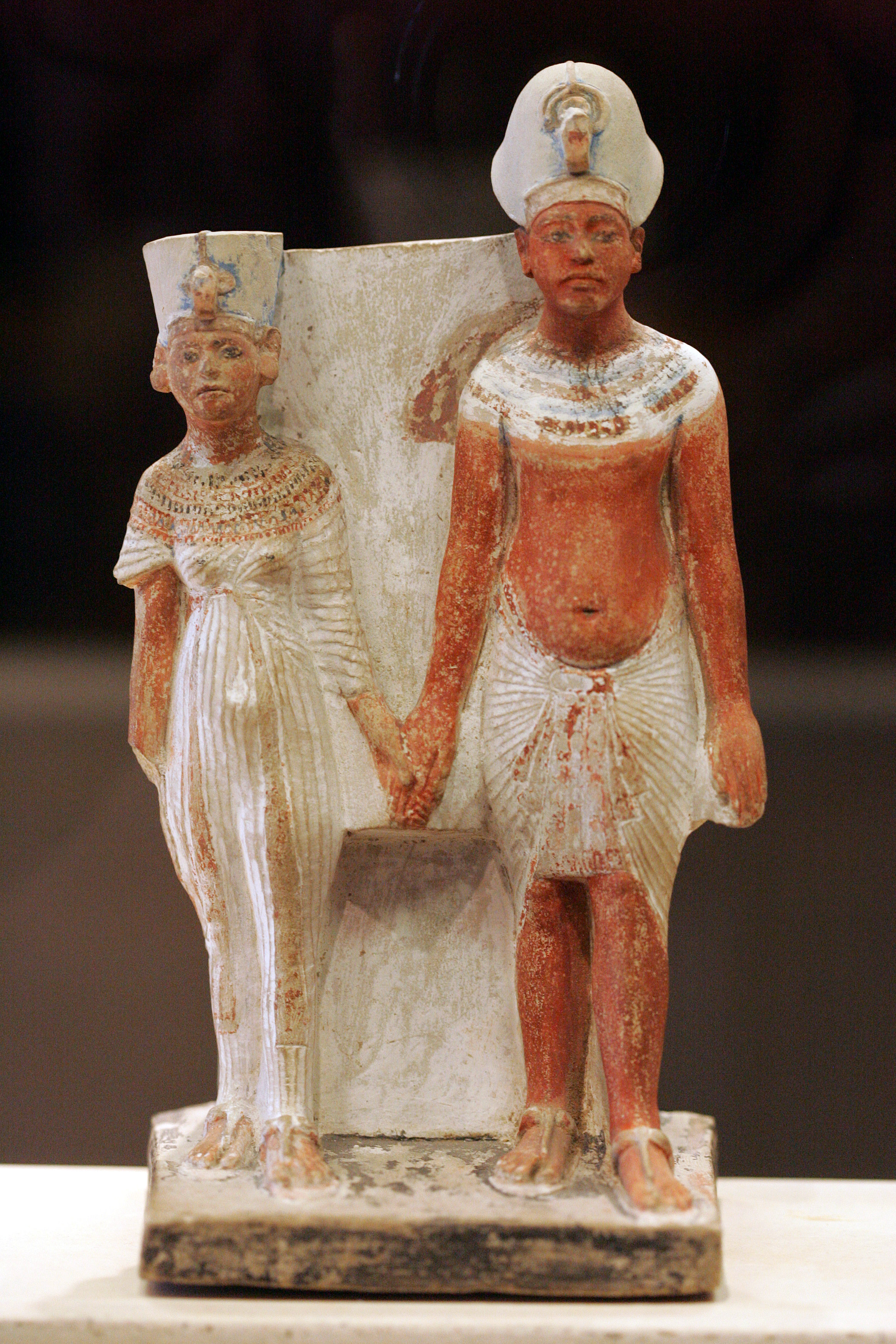
Echnaton i Nefertiti po 1345 p.n.e.
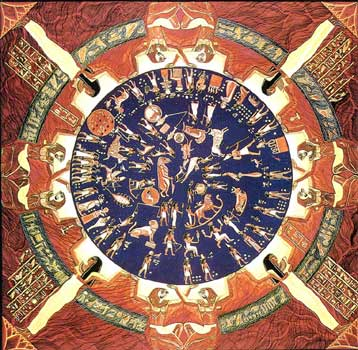
Zodiak z Dendery, 50 p.n.e.
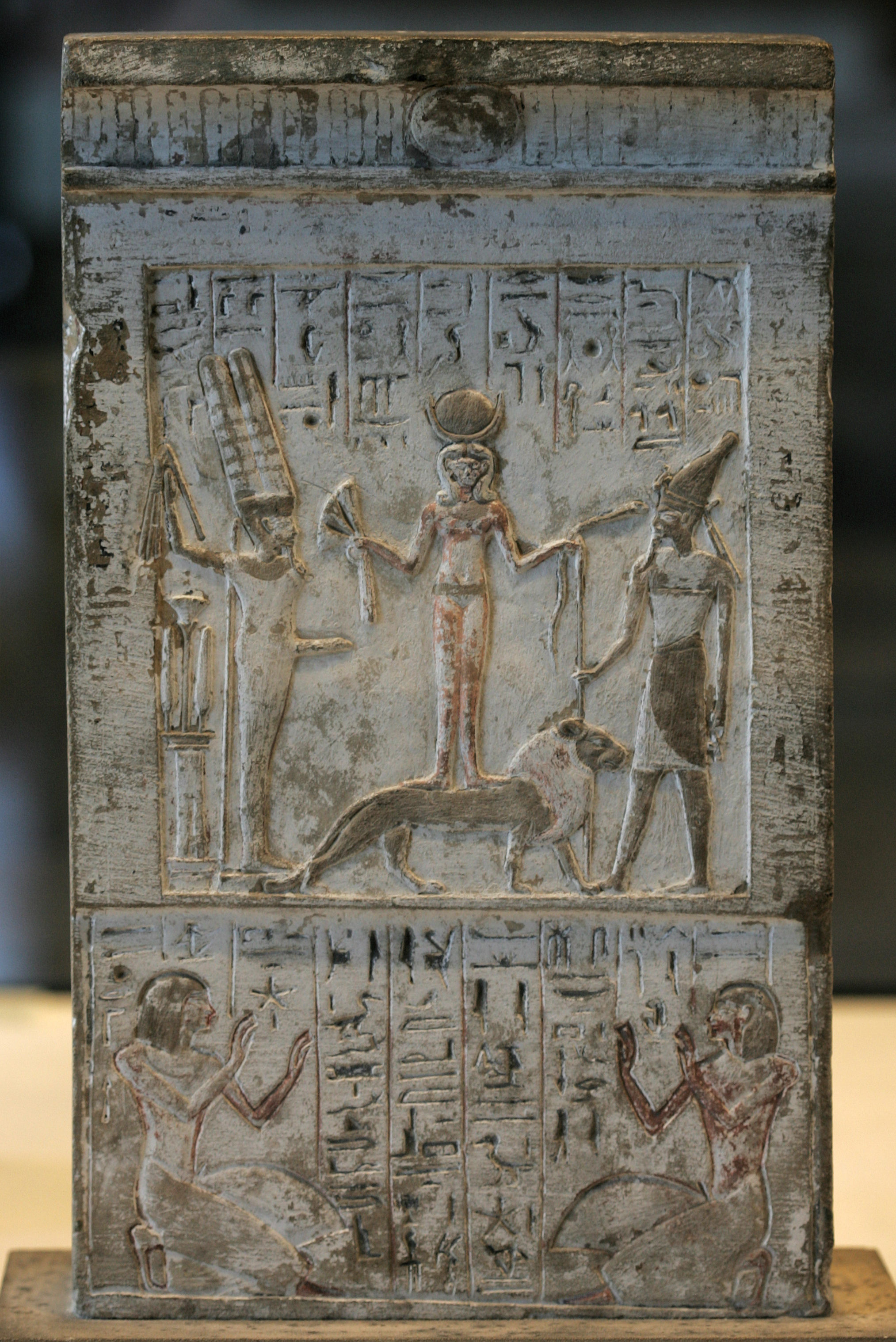
Stela z Kadesz
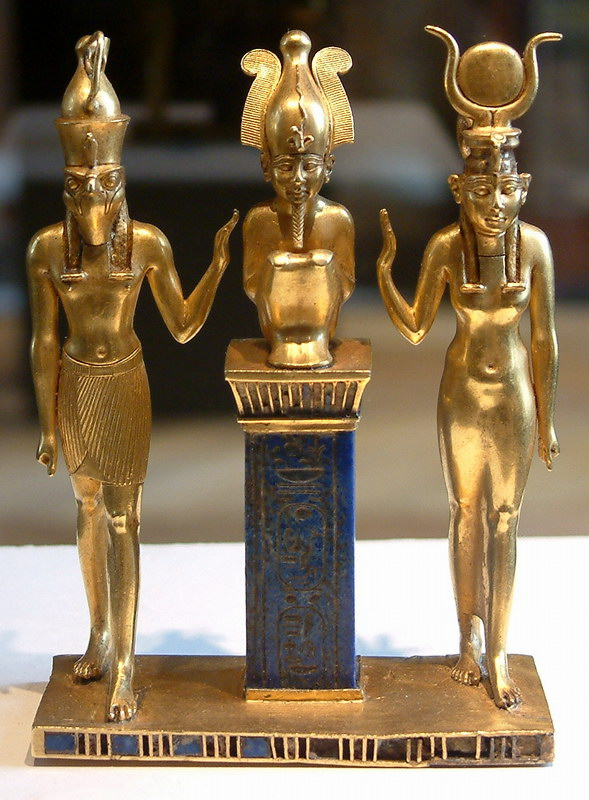
Figurki Ozyrysa, Izydy i Horusa, 874–850 p.n.e.
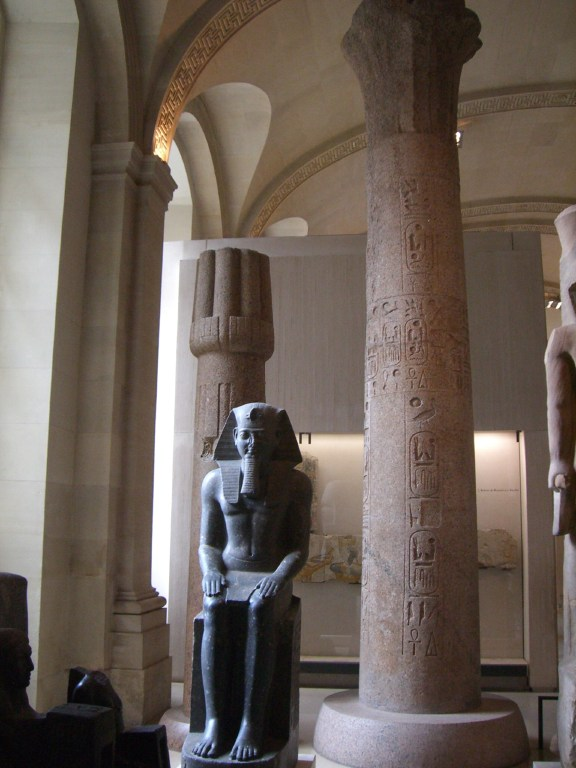
Kolos Ramzesa II
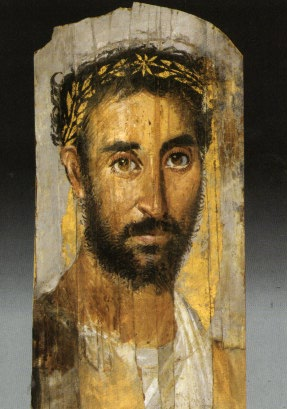
Portret z Fajum, 120–130 n.e.

### Dział Sztuki Greckiej, Etruskiej i Rzymskiej

#### Starożytna Grecja

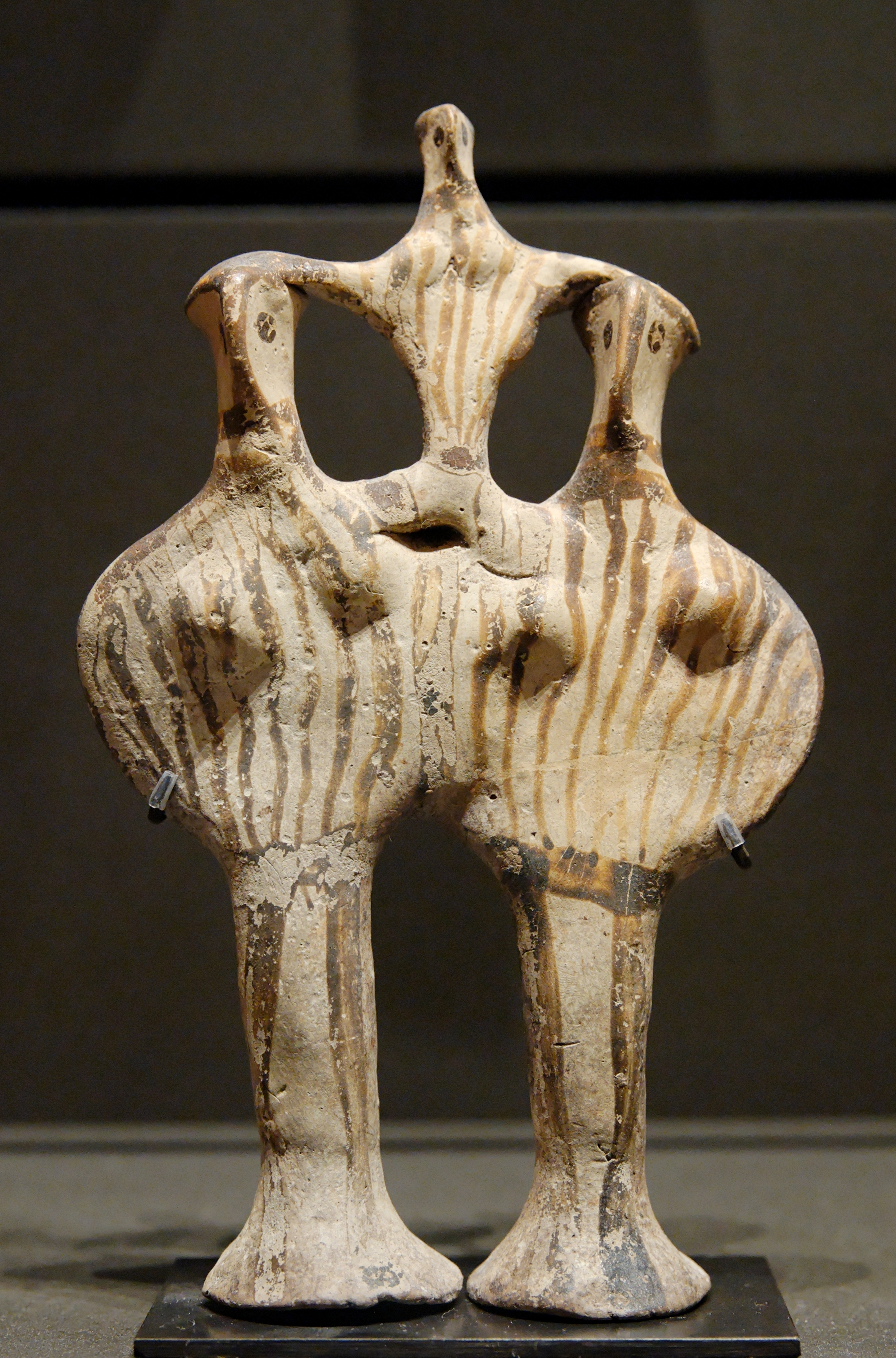
Figurka z Myken XIII w. p.n.e.
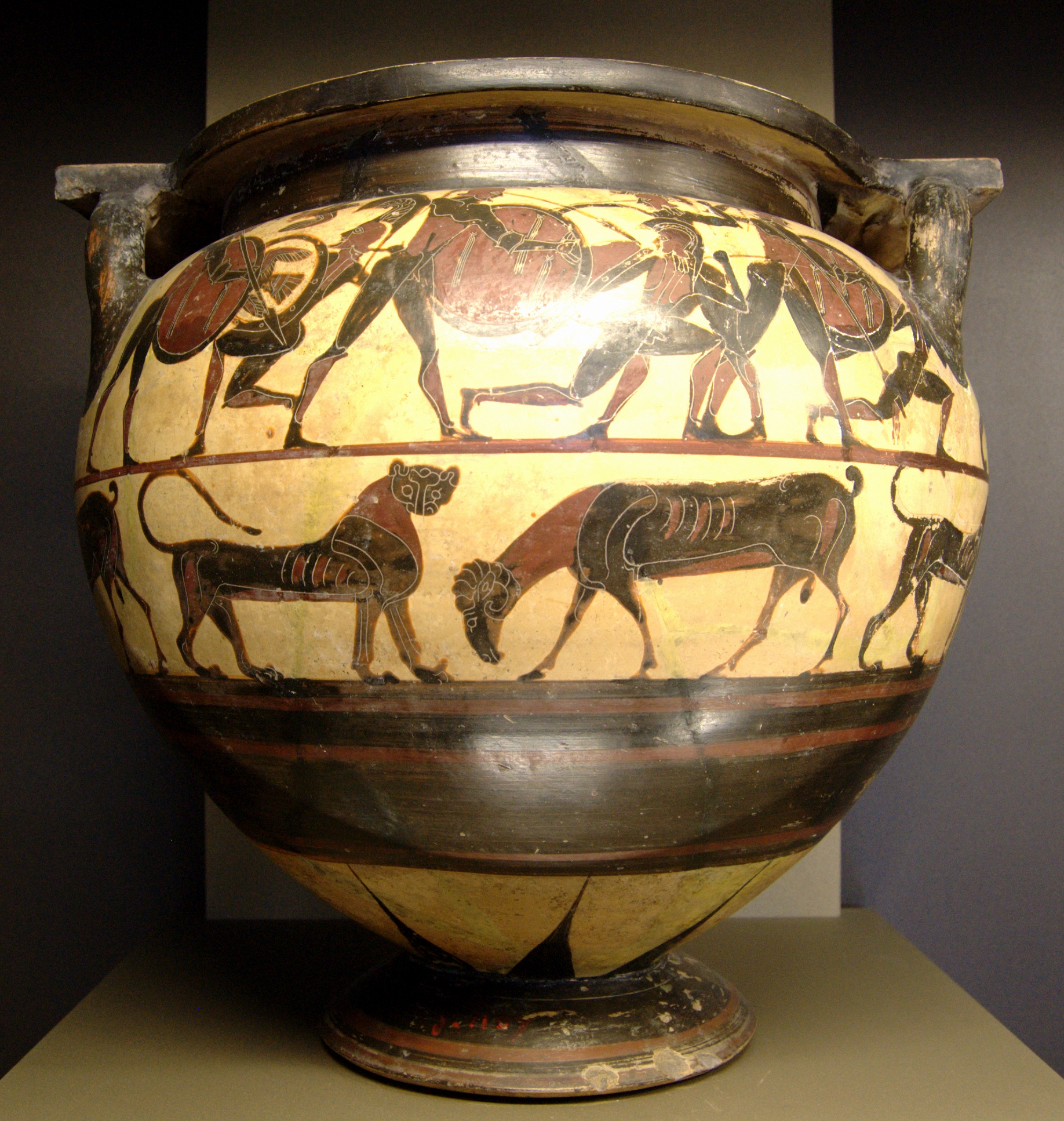
Krater kolumienkowy z Koryntu ok. 600 r. p.n.e.
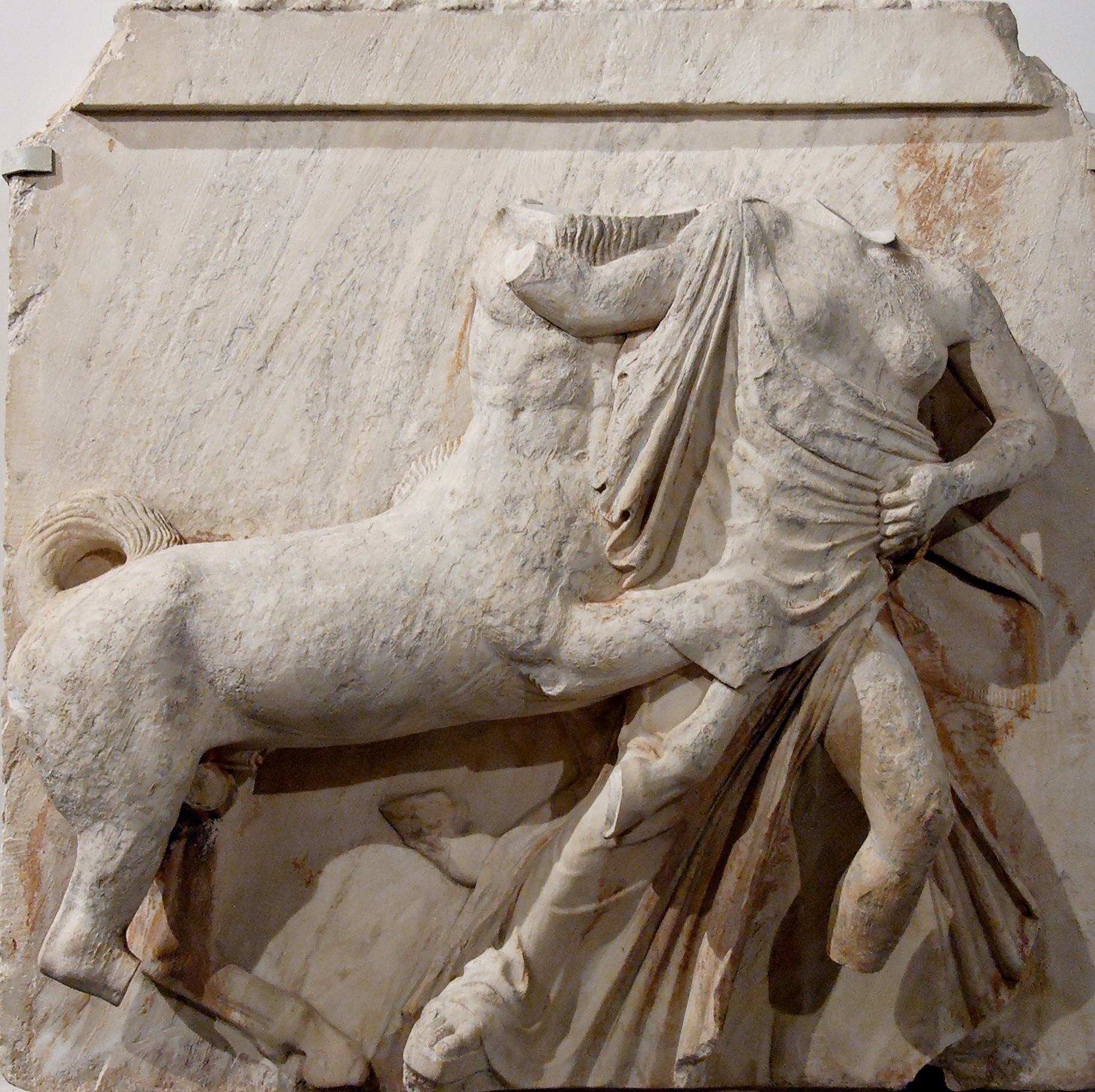
Fragmenty rzeźb z Partenonu, V w. p.n.e.
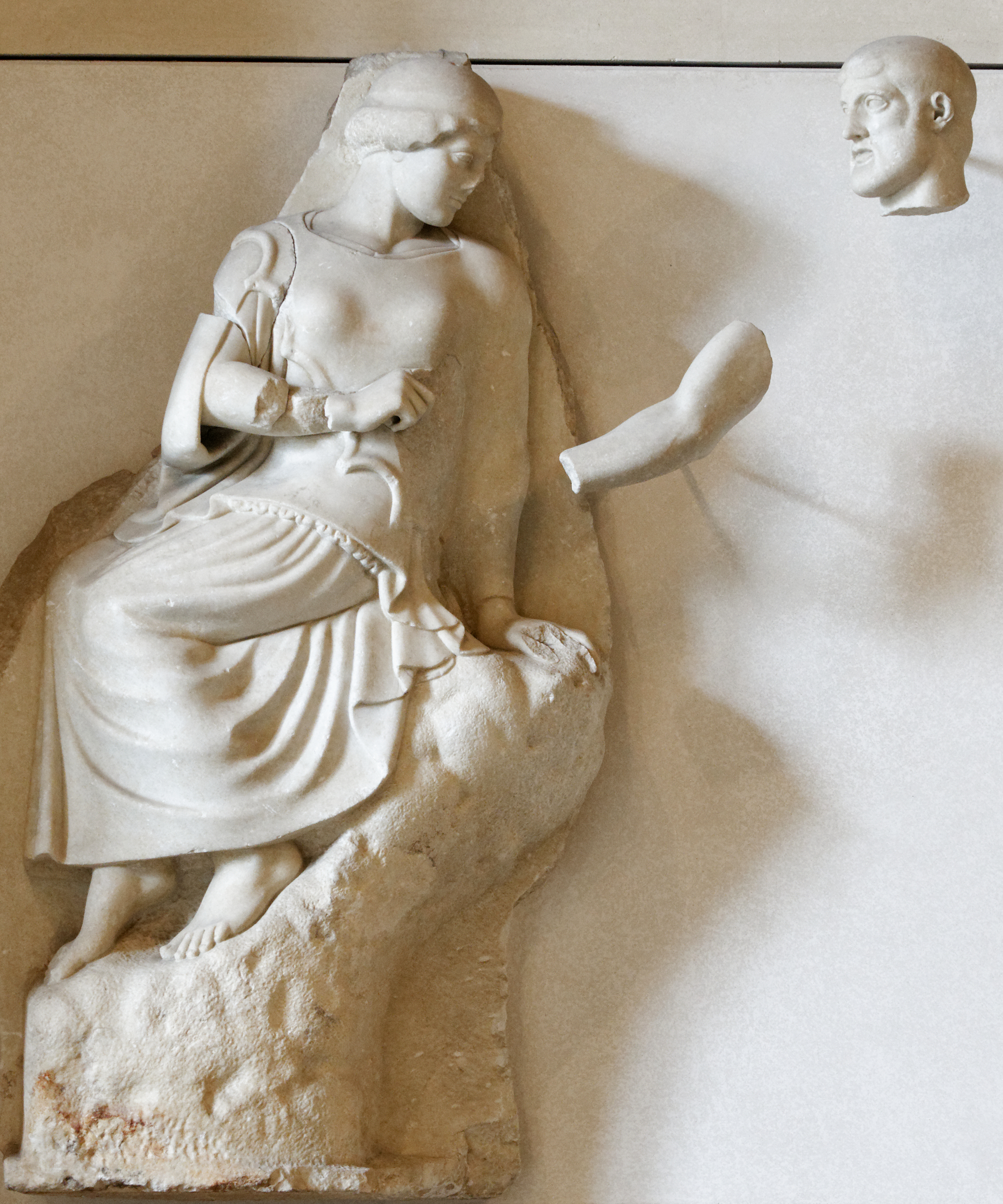
Fragmenty rzeźb świątyni Zeusa z Olimpii, IV w. p.n.e.
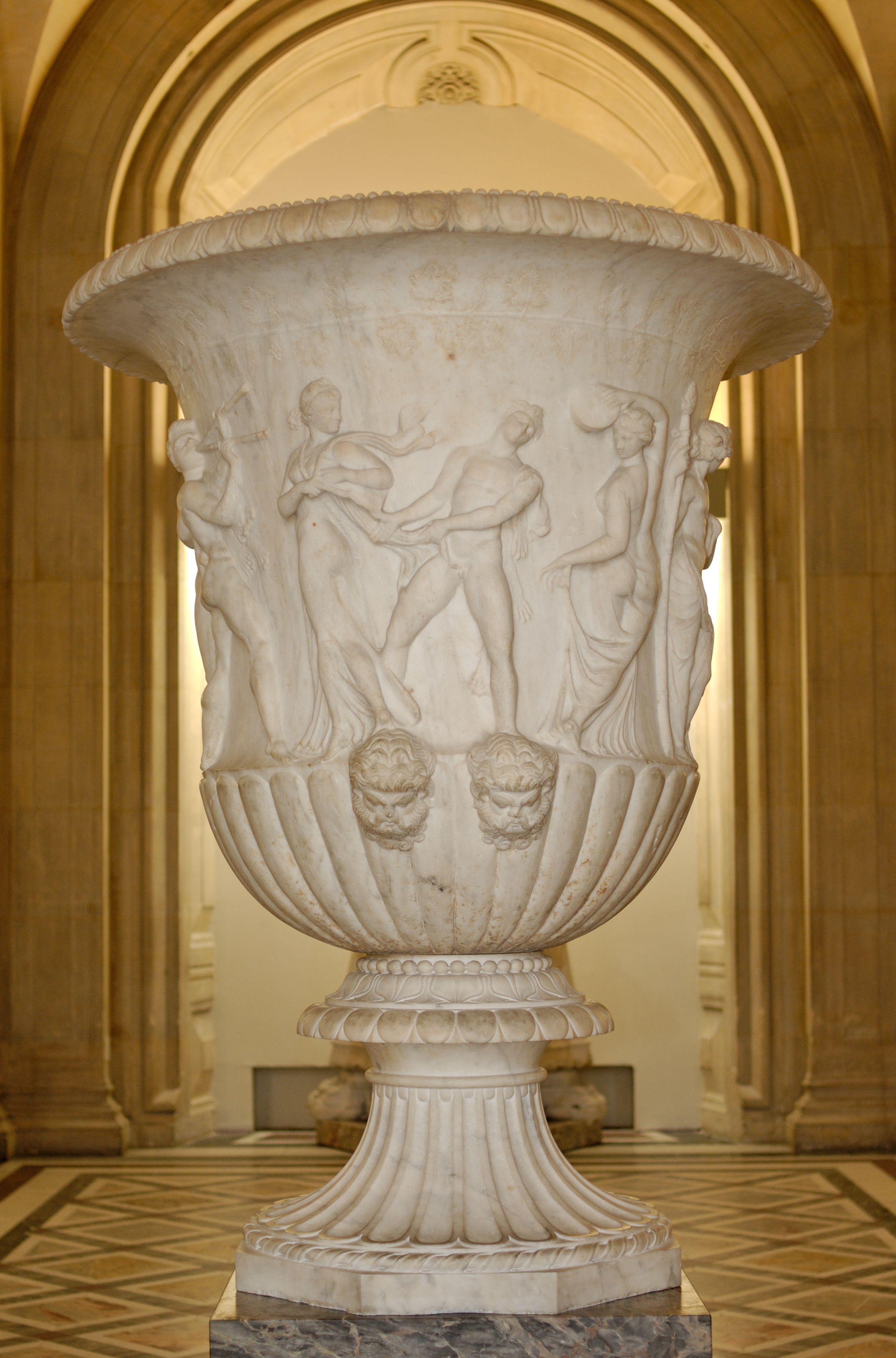
Waza Borghese, ok. 40–30 r. p.n.e.
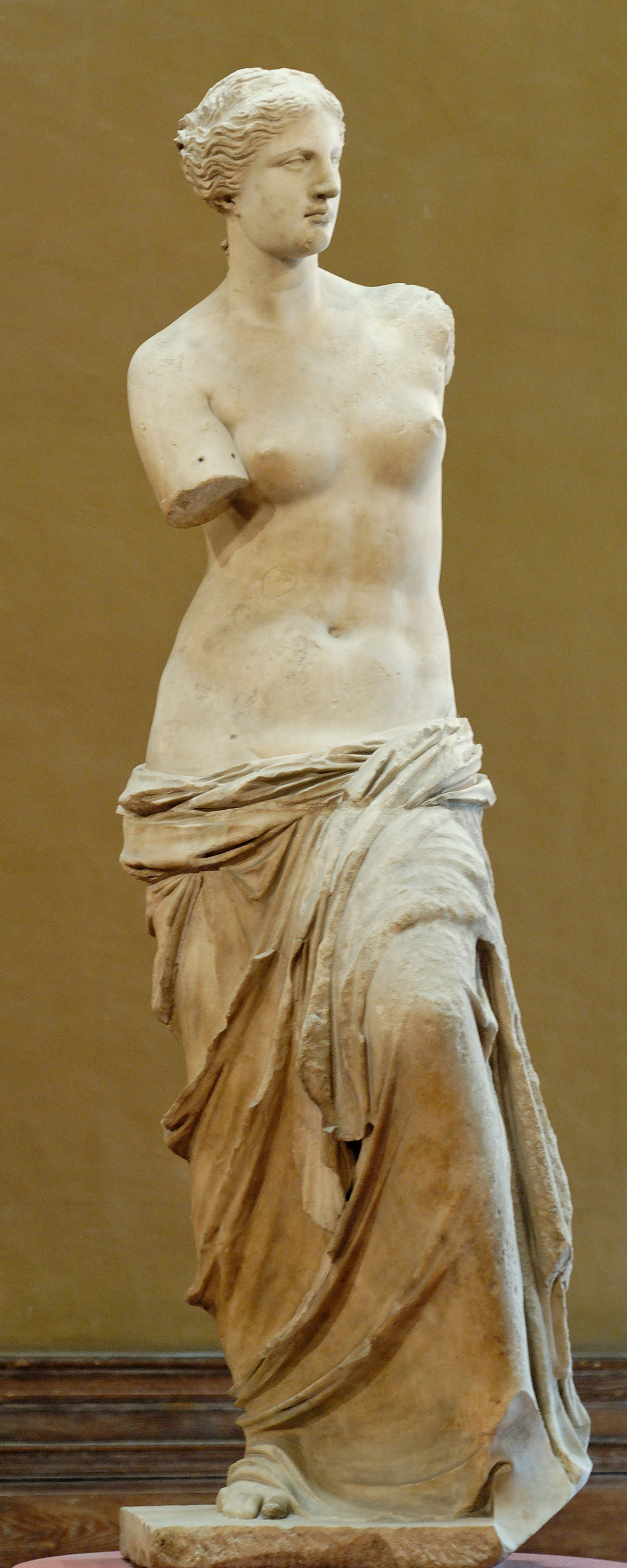
Wenus z Milo, 150–125 r. p.n.e.
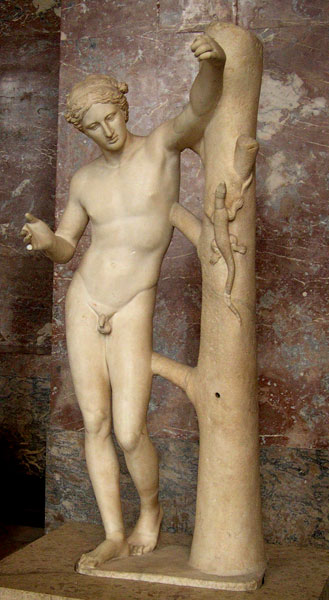
Apollo z jaszczurką (kopia rzymska według oryginału Praksytelesa), IV w. p.n.e.
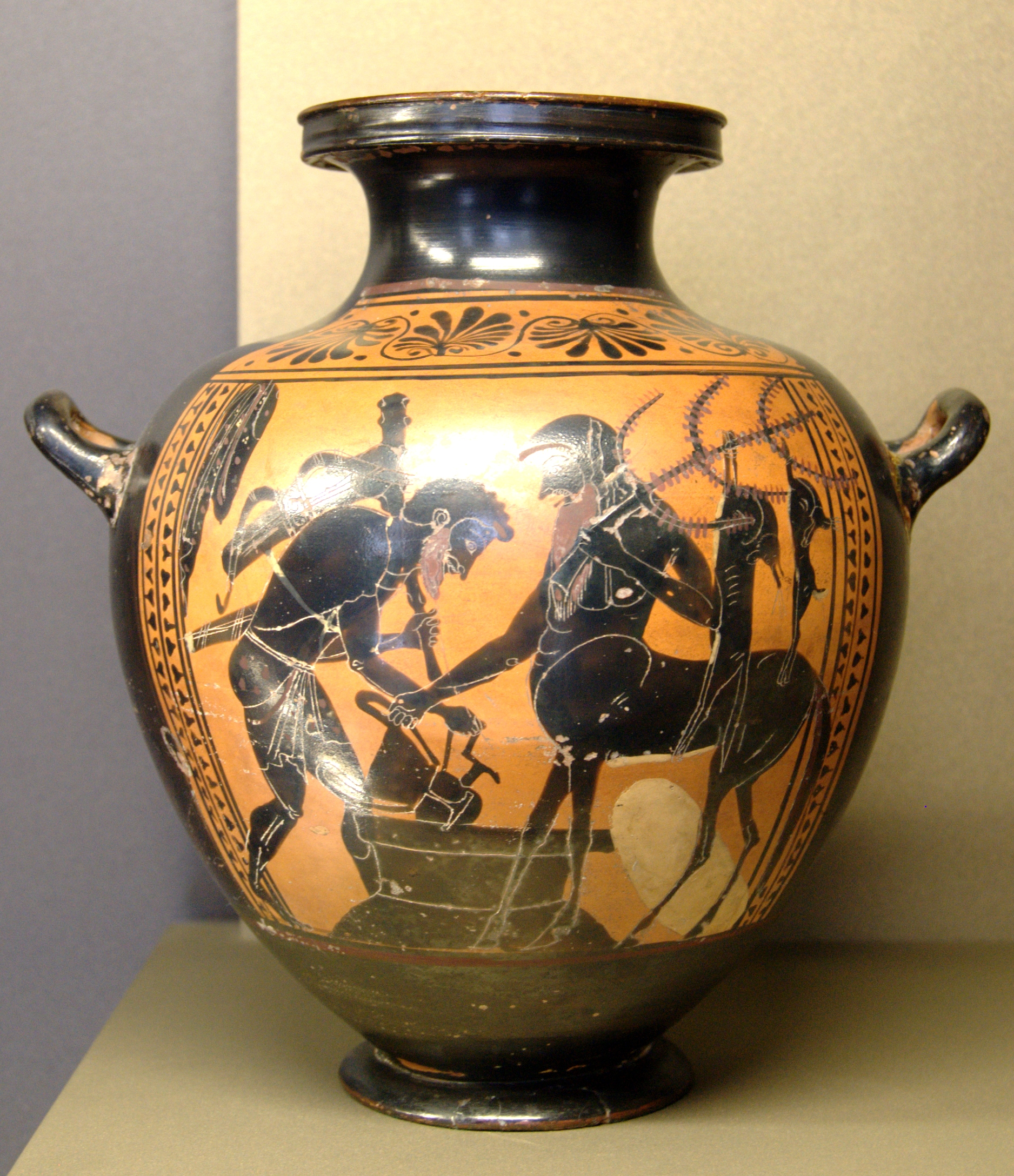
Hydria z Heraklesem, 520–510 p.n.e.

#### Sztuka etruska i starożytnego Rzymu

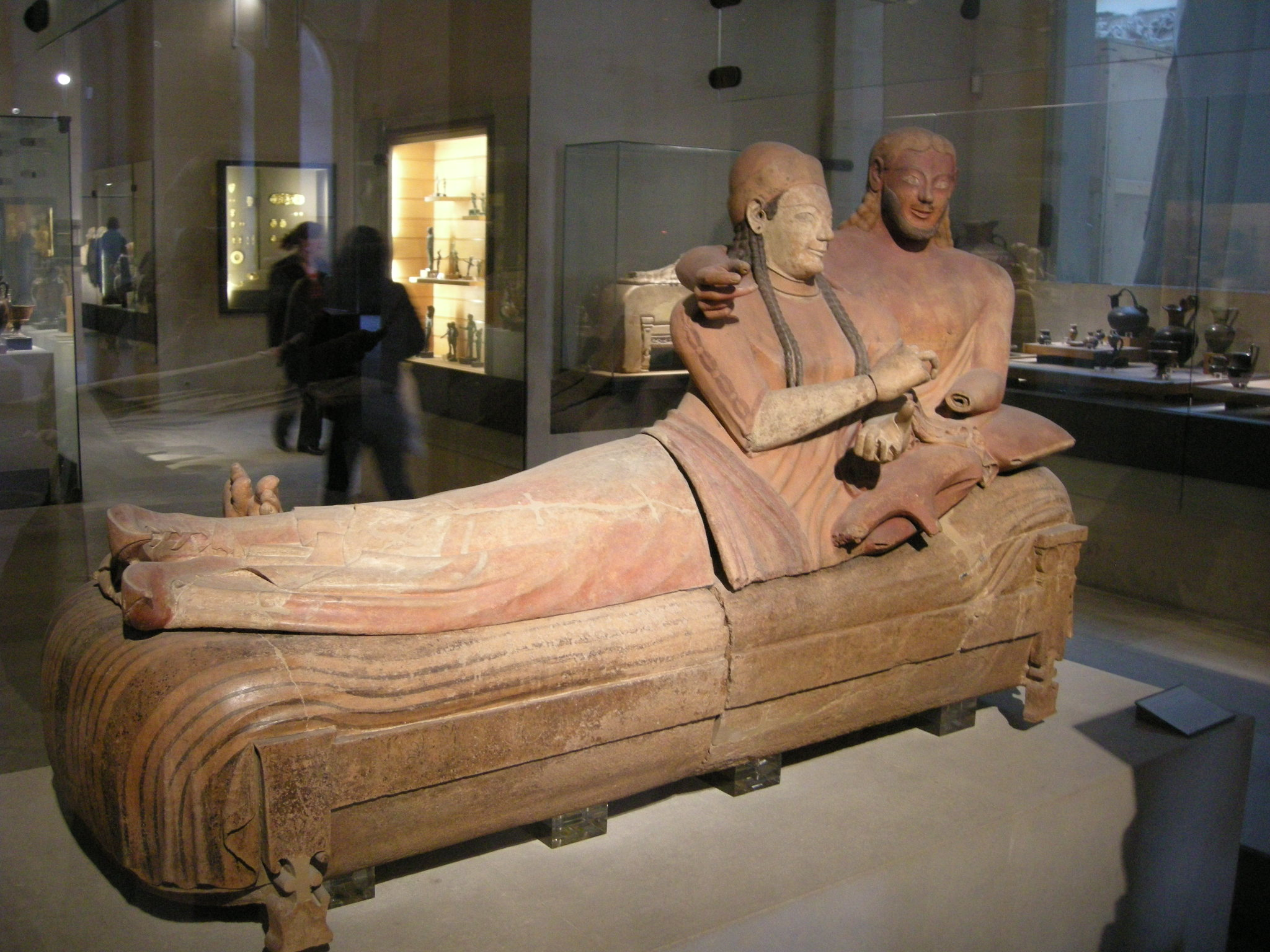
Sarkofag etruski 520–510 r. p.n.e.
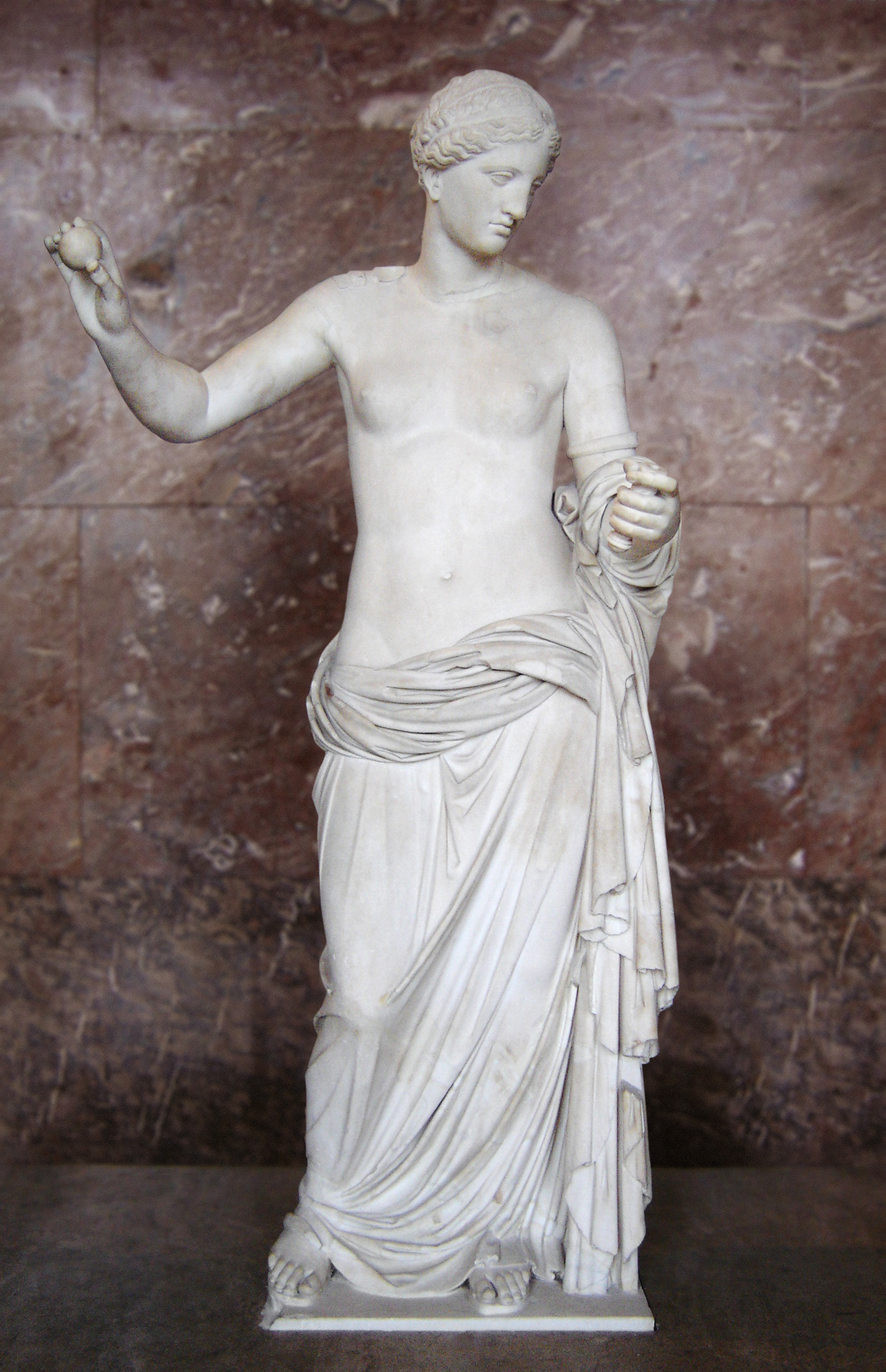
Wenus z Arles k. I w. n.e.
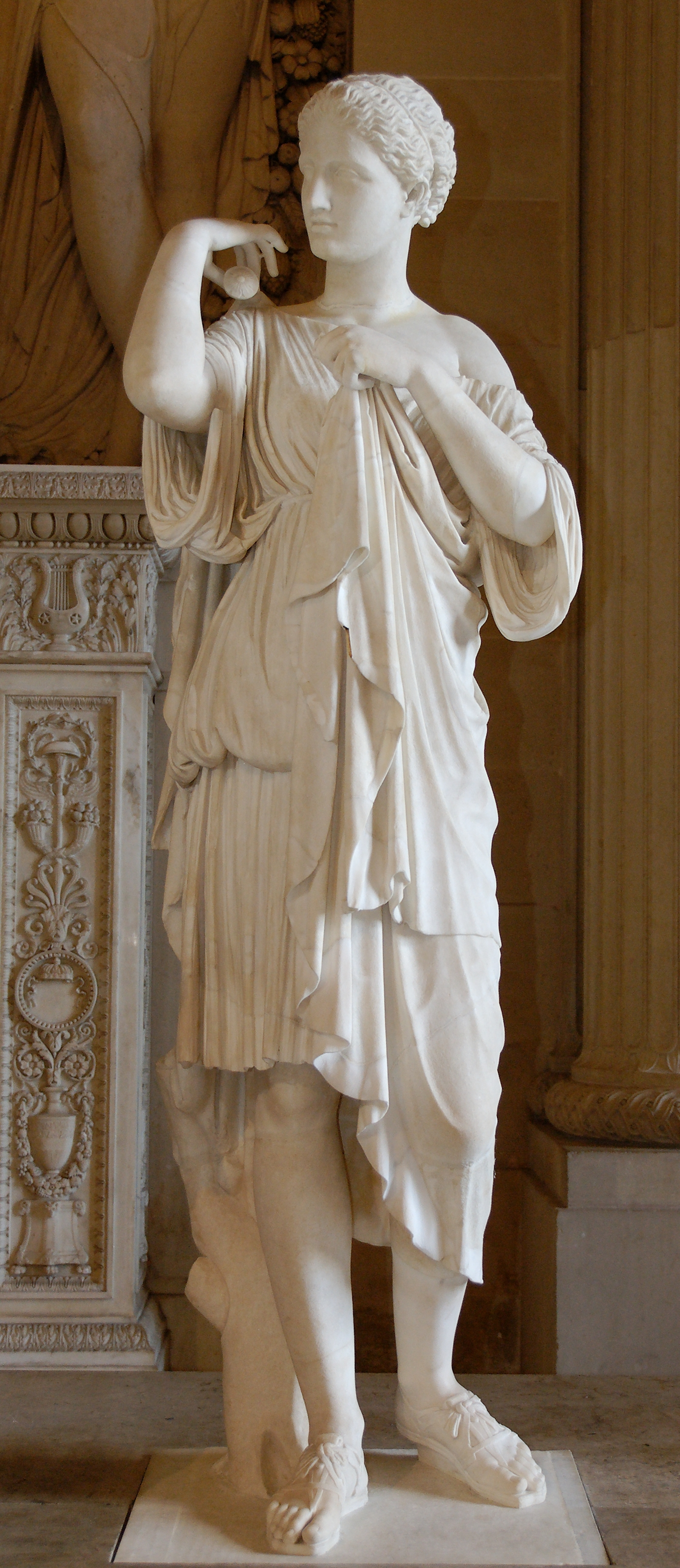
Artemida z Gabii, I w. n.e.
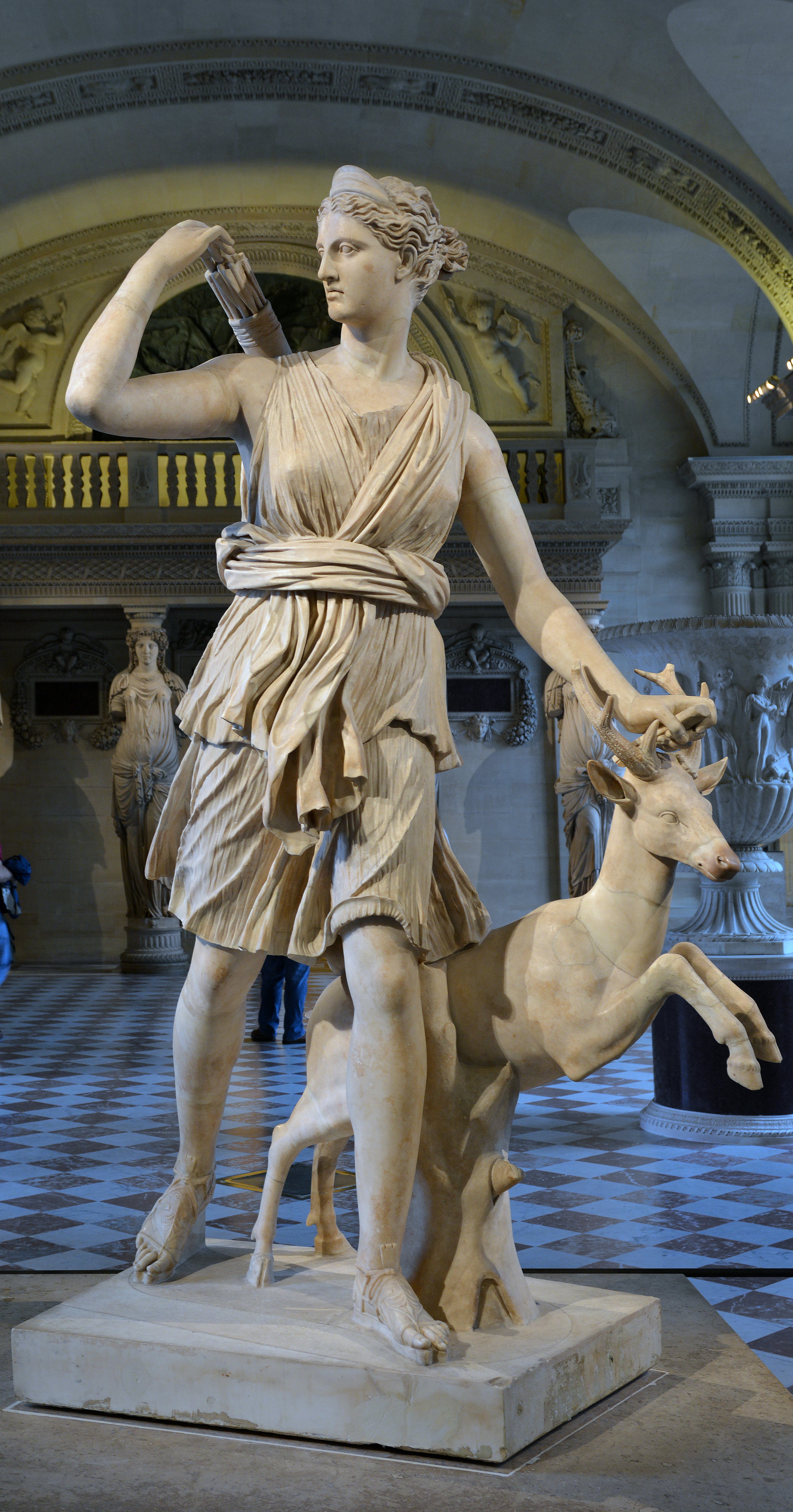
Diana z Wersalu I lub II w. n.e.
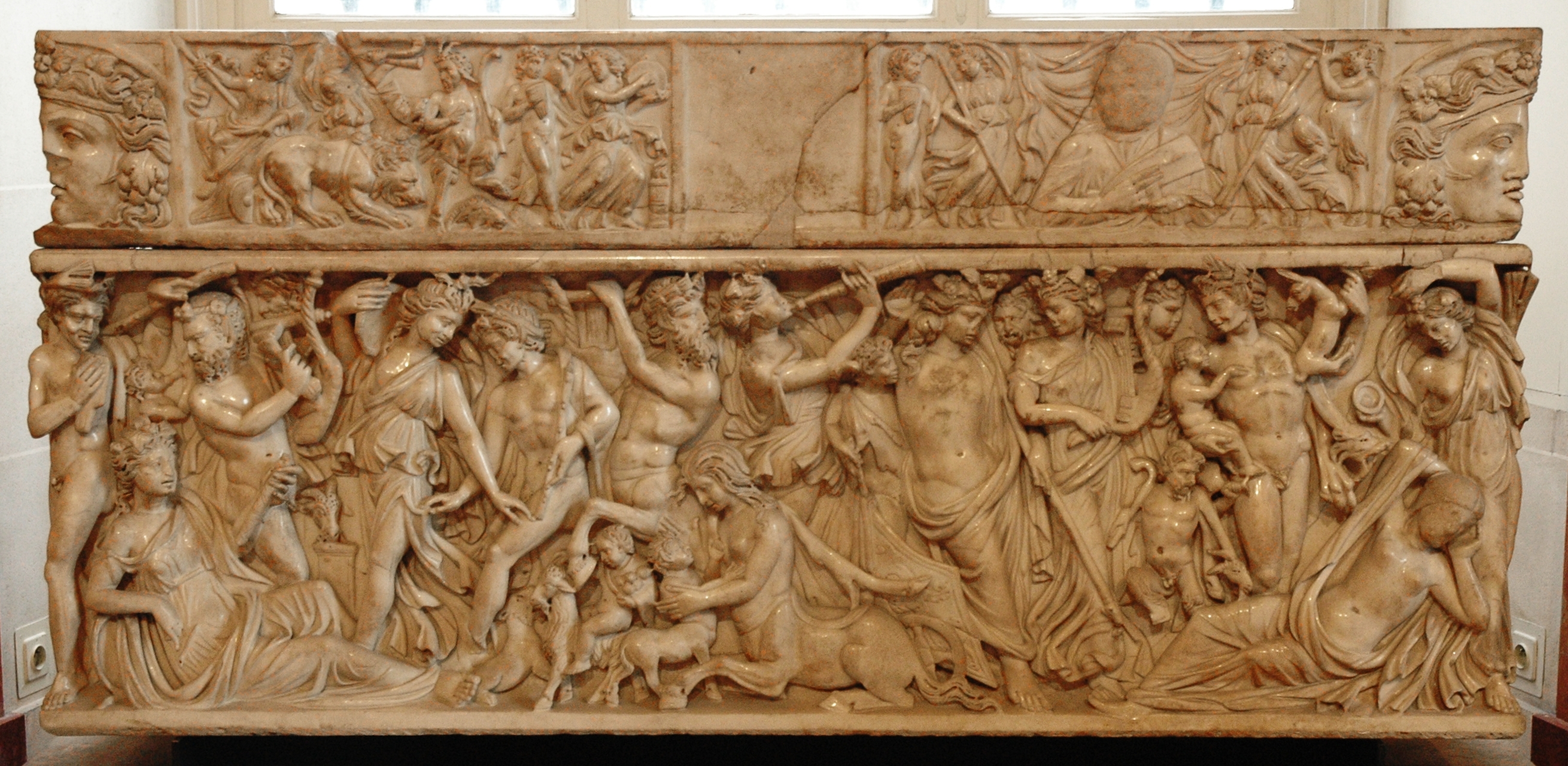
Sarkofag Ariadny 230–35 r. n.e.
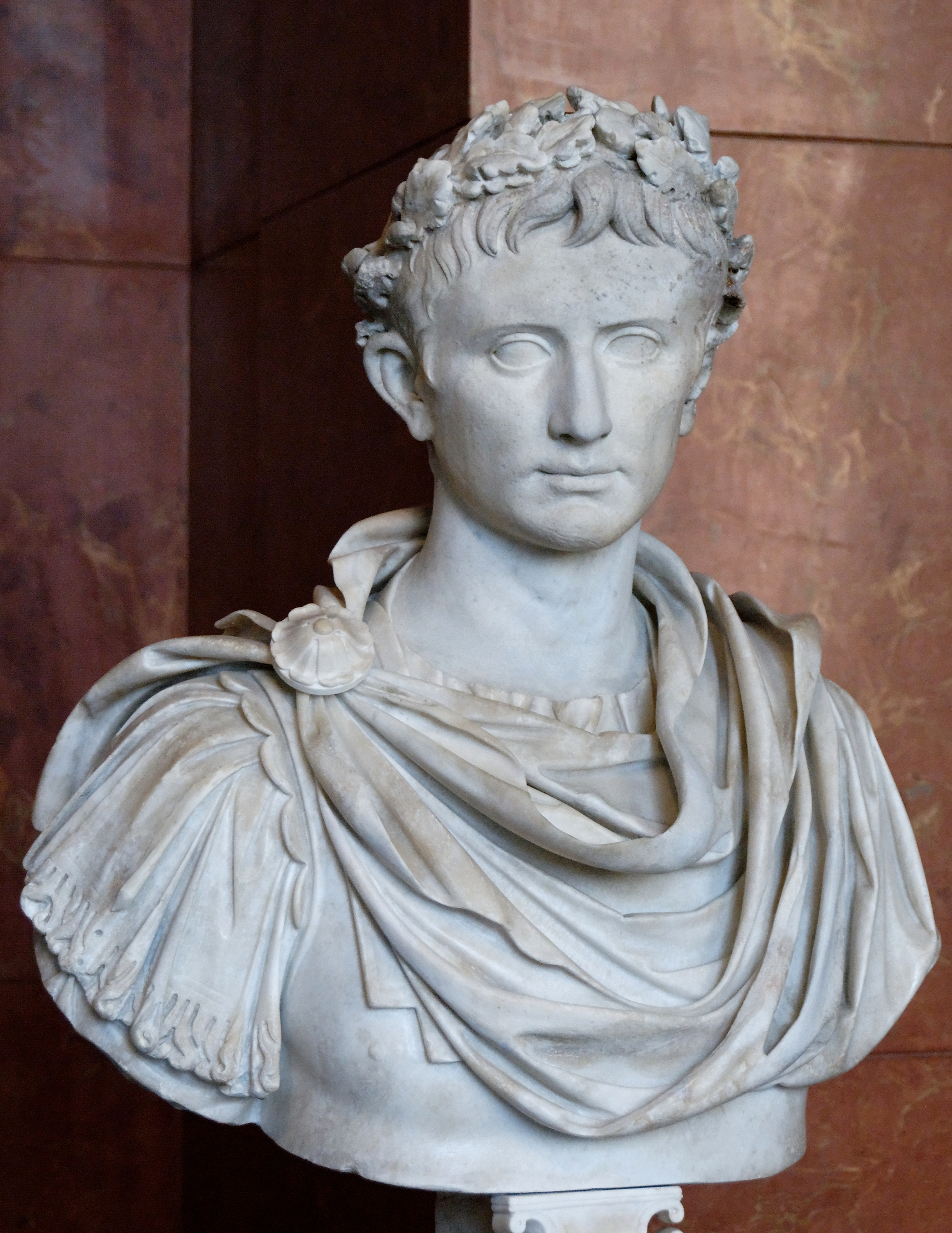
Popiersie cesarza Oktawiana Augusta, I w. n.e.
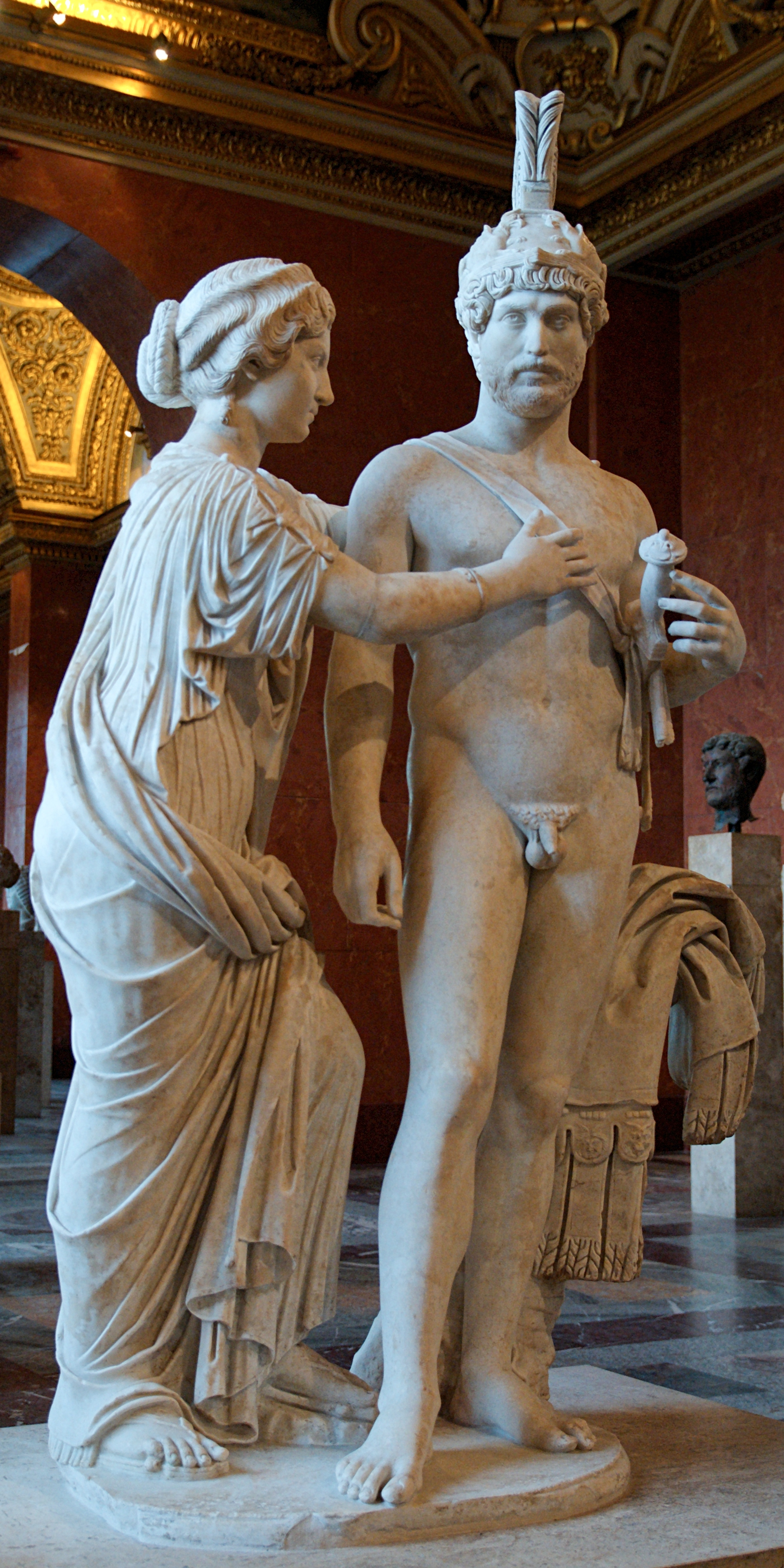
Wenus i Mars (120-140 n.e.)
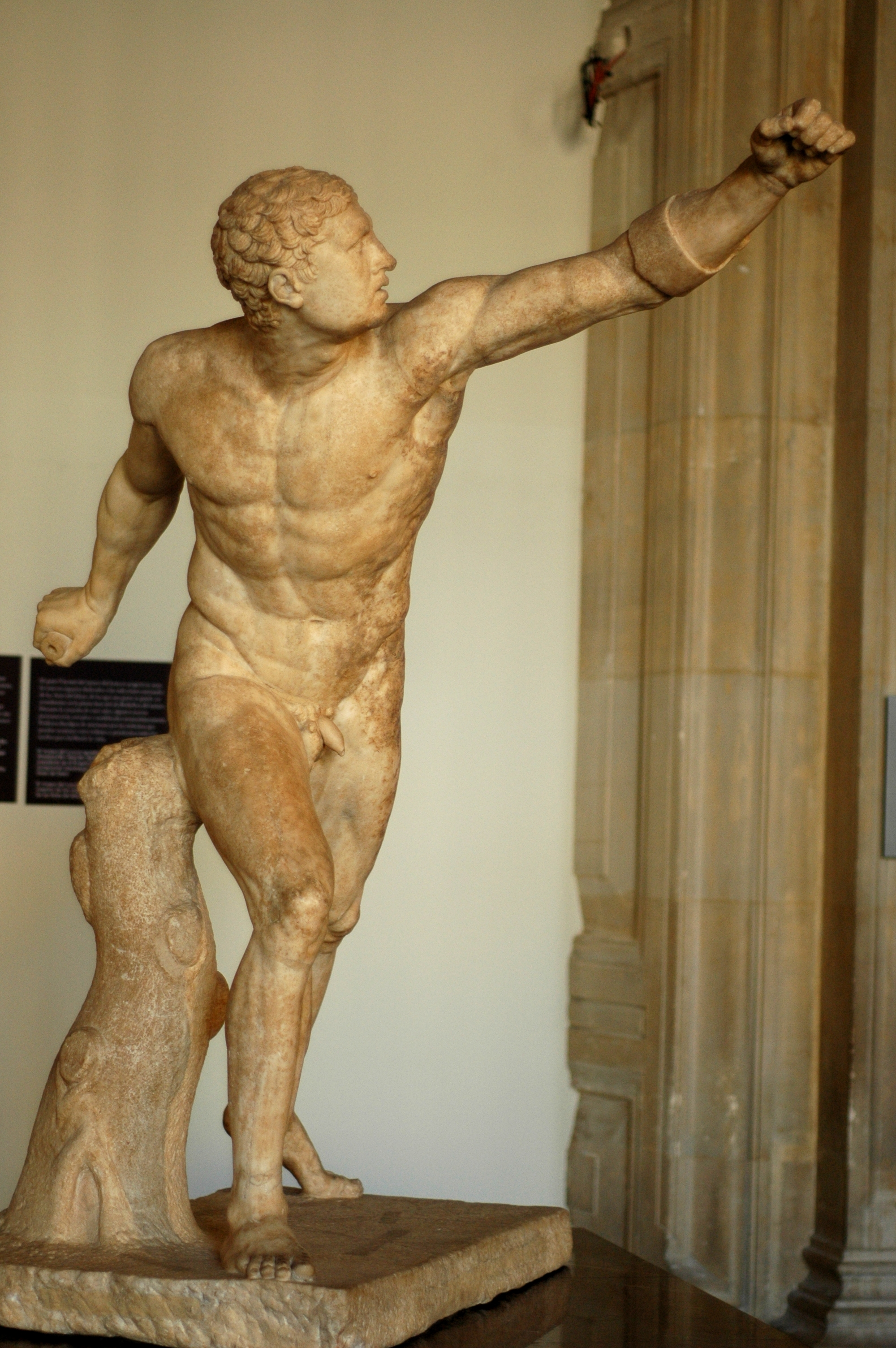
Szermierz Borghese, ok. 100 n.e. (według greckiego oryginału z IV w. p.n.e.)

### Dział sztuki Islamu
- Misa z ornamentem palmetowym
Irak, IX w.
- Talerzyk epigraficzny z kuficzną inskrypcją
Chorasan (Iran), XI–XII w.
- Brązowy świecznik z lwimi głowami
Chorasan, Iran, XII w.
- Fragment tzw. Misy Św. Ludwika
Egipt, lub Syria XII w.-1320-40 r.
- Egipski wazon inskrypcyjny
Egipt, XIV w.
- Waza osmańska
Iznik, Turcja, XVI w.
- Wazon z malowidłem pejzażowym
Iran, XVII w.
- Kafel z przedstawieniem kobiety
płn.-zach. Iran, XVII w.

### Dział Malarstwa

#### Malarstwo Niemiec, Flandrii i Holandii

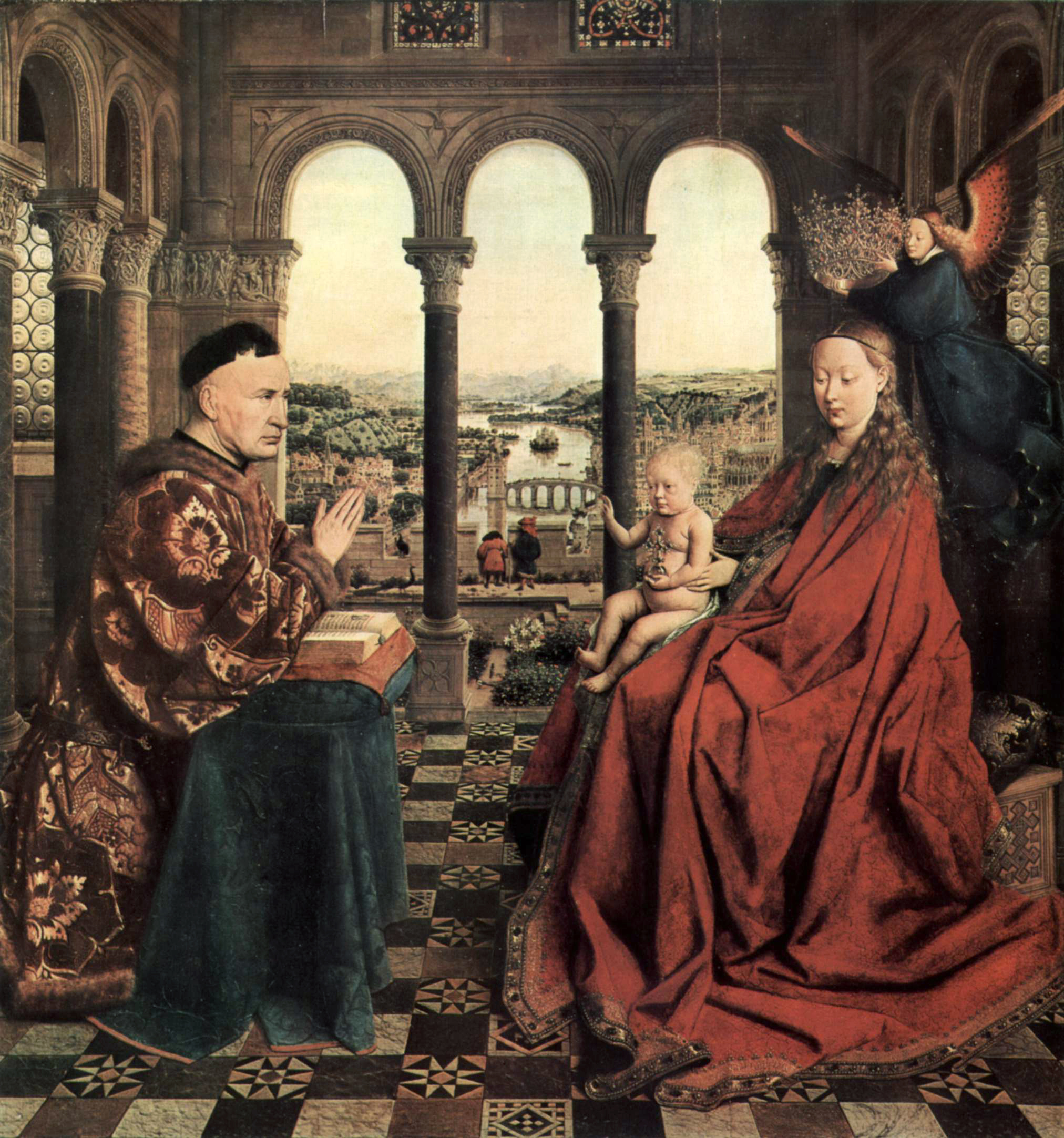
Jan van Eyck, Madonna kanclerza Rolina
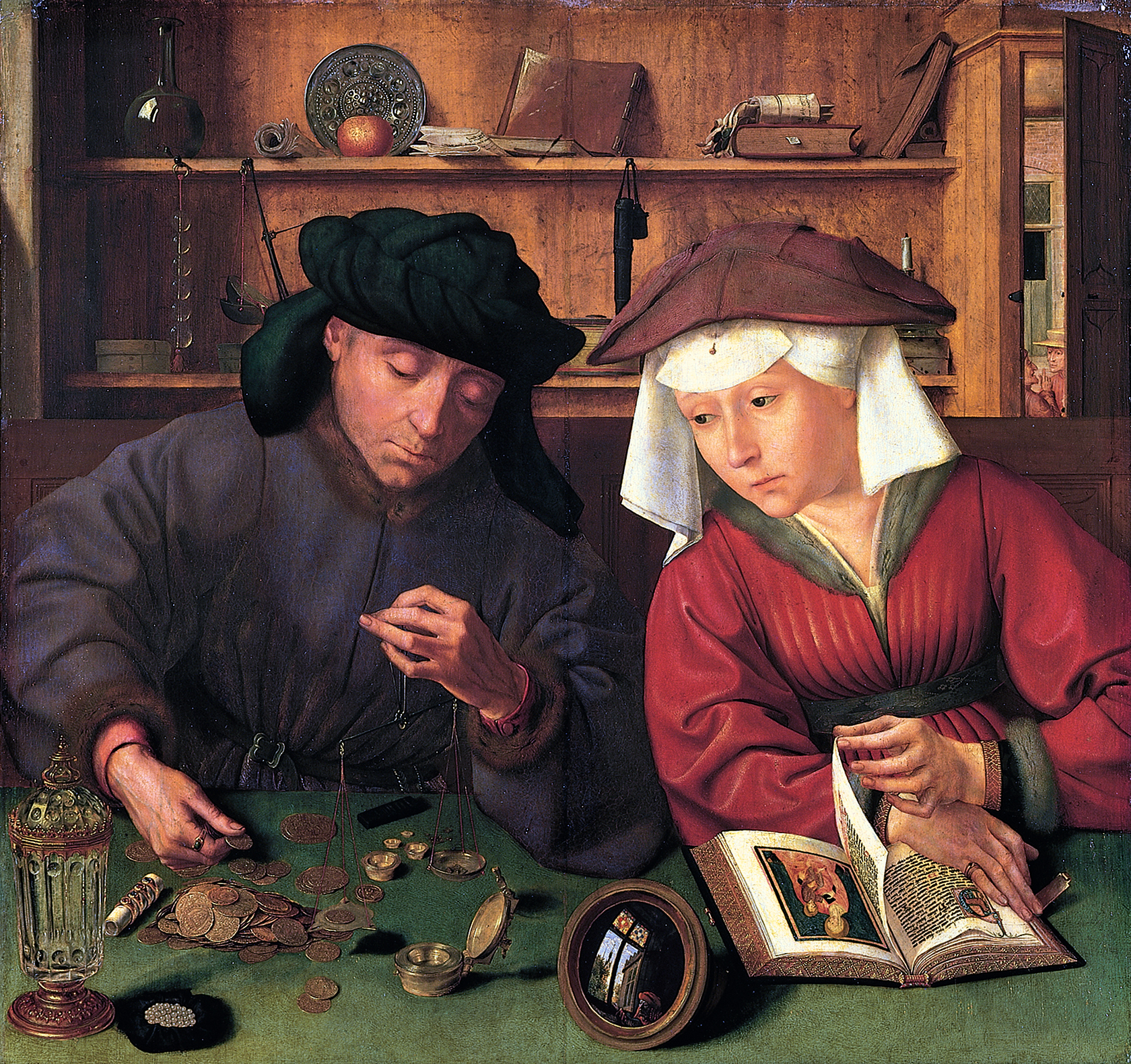
Quentin Massys Bankier z żoną
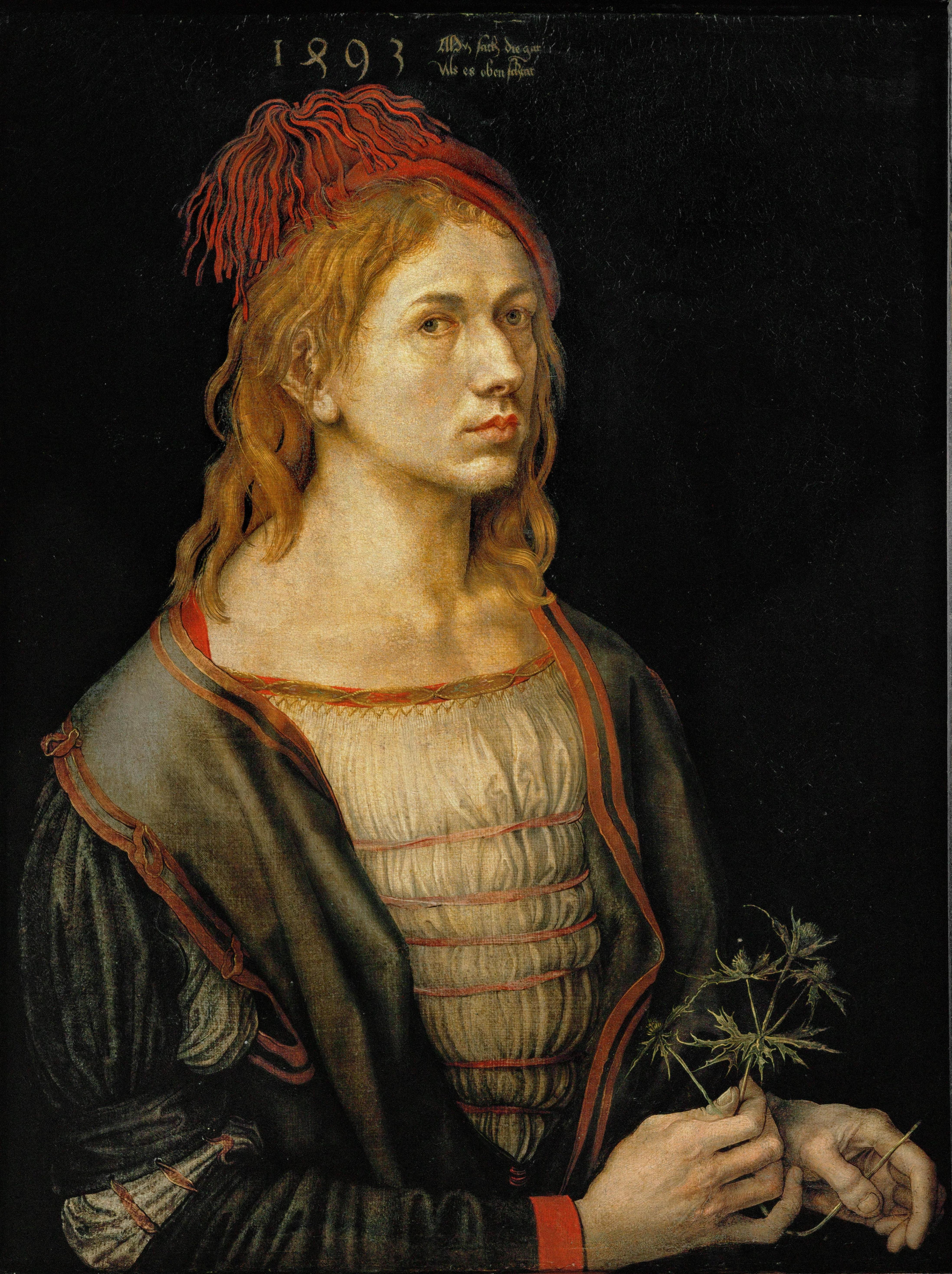
Albrecht Dürer, Autoportret z kwiatem mikołajka
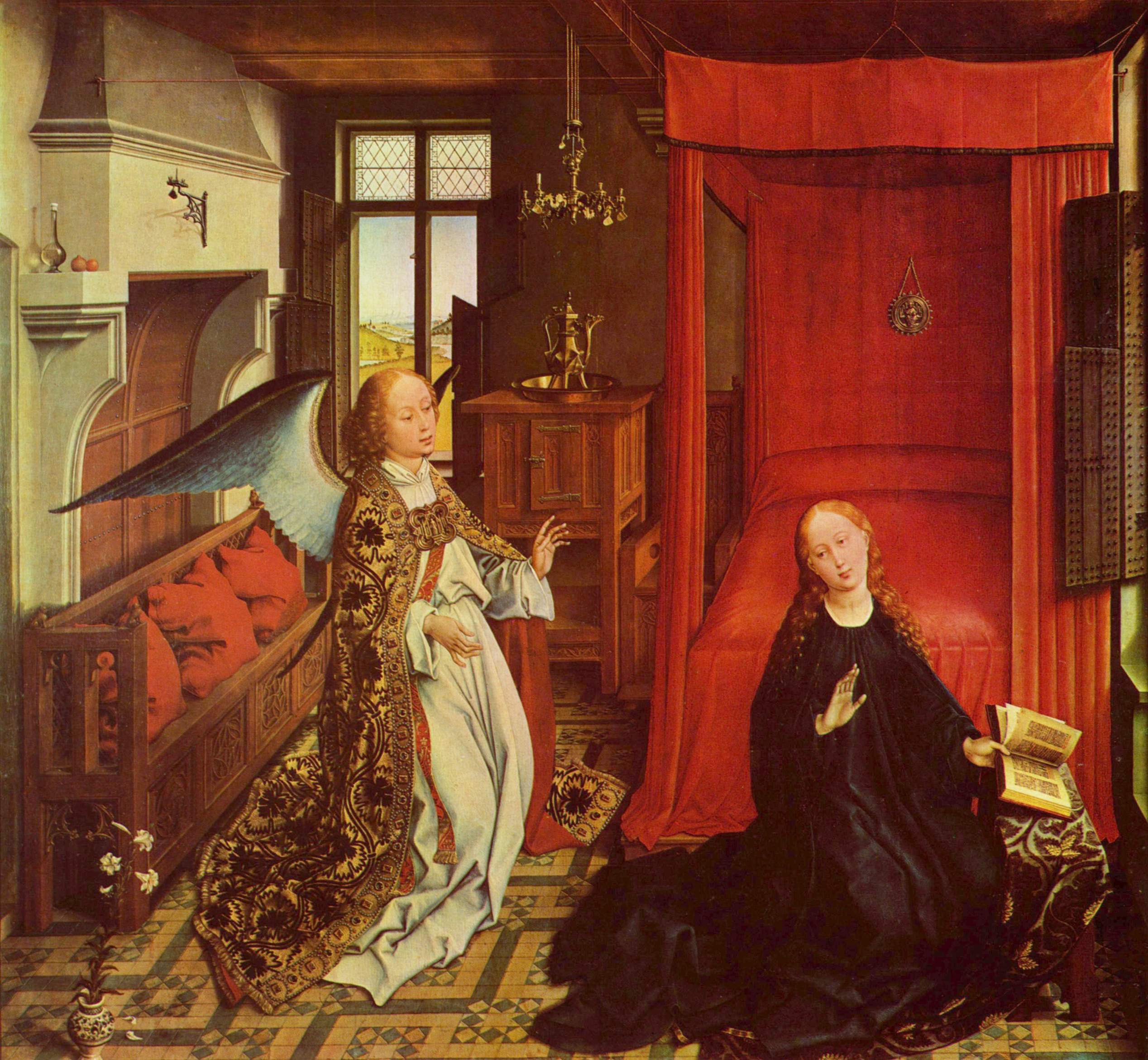
Rogier van der Weyden, Zwiastowanie
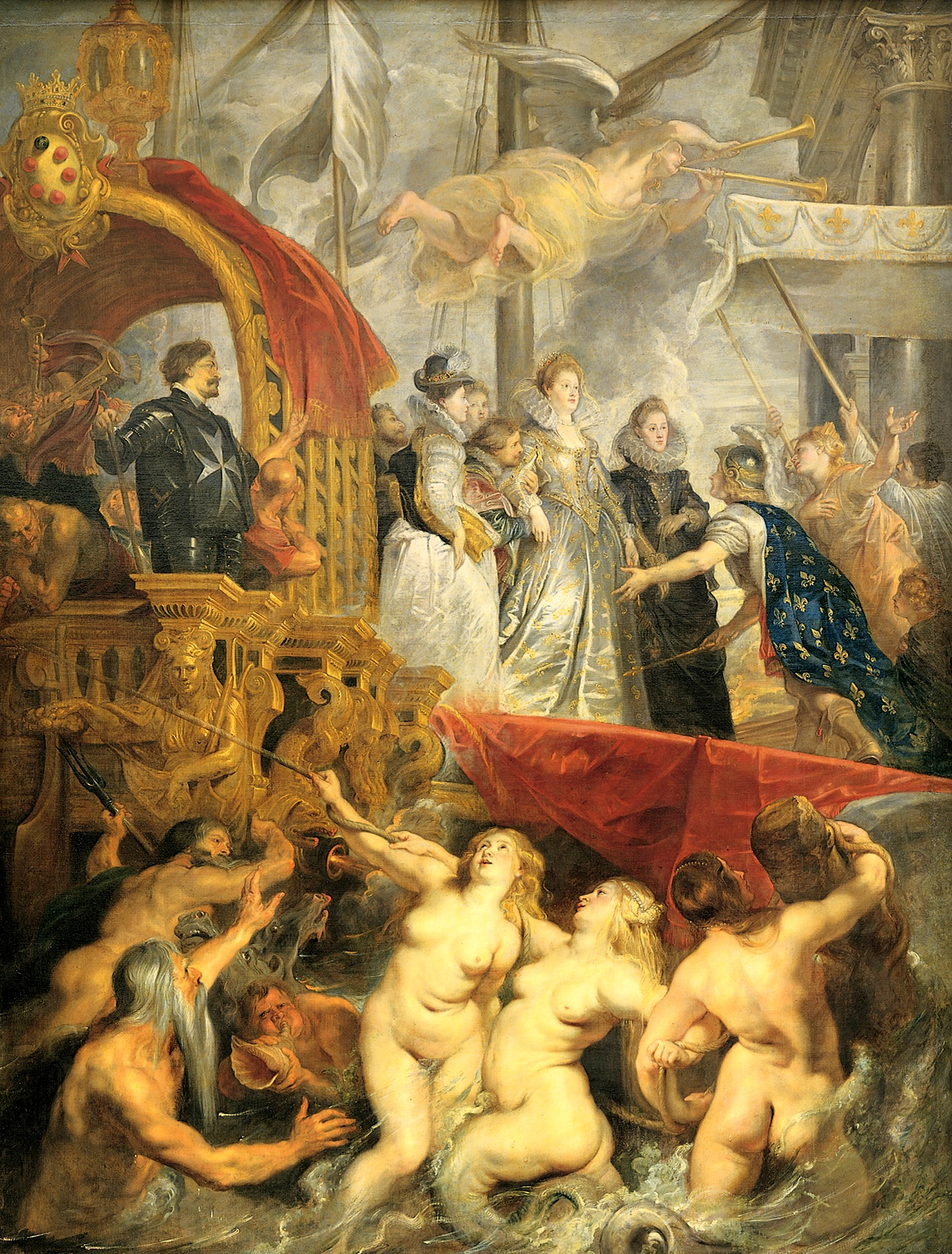
Peter Paul Rubens, Przybycie Marii Medycejskiej do Marsylii.
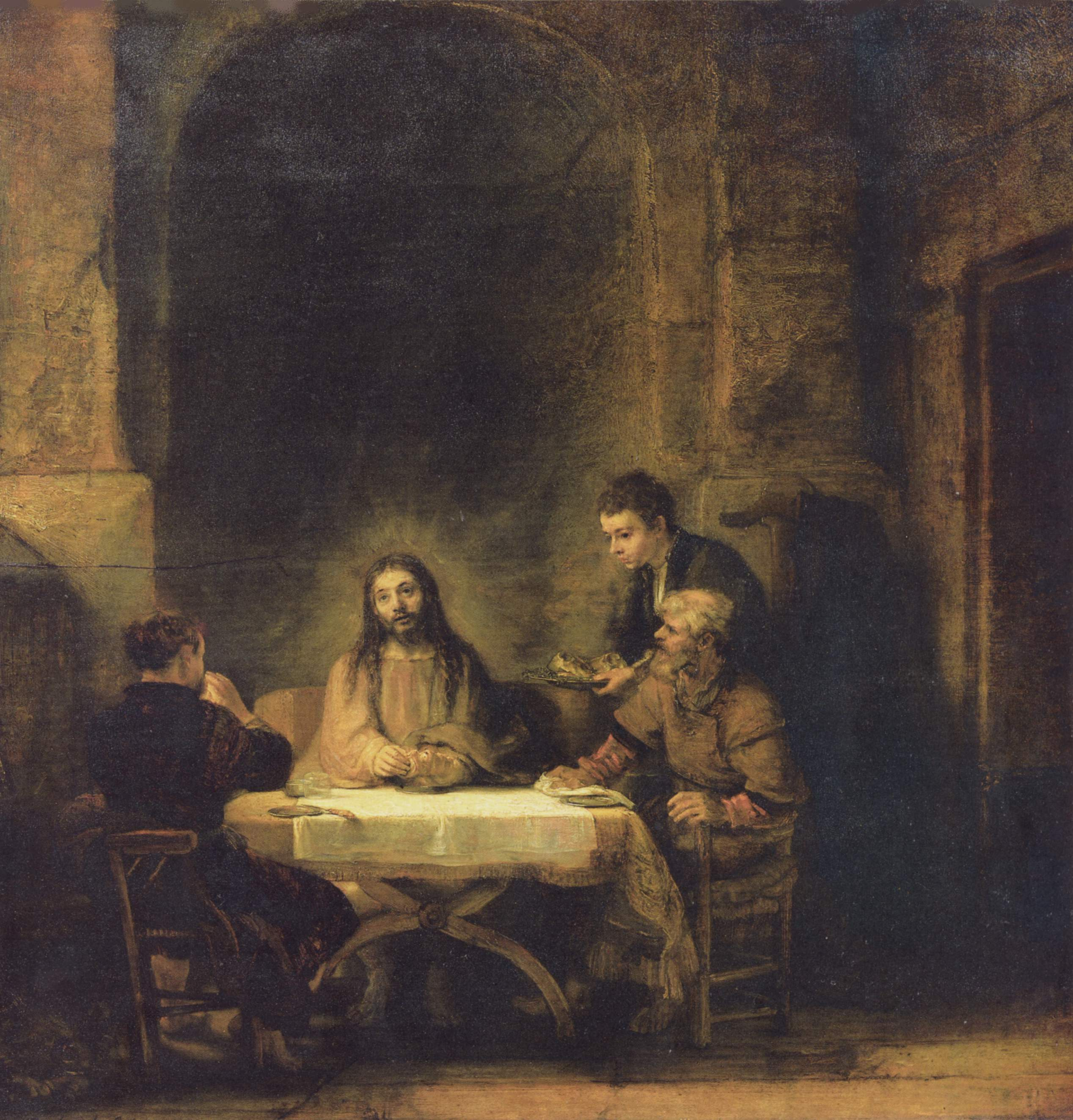
Rembrandt van Rijn, Wieczerza w Emaus
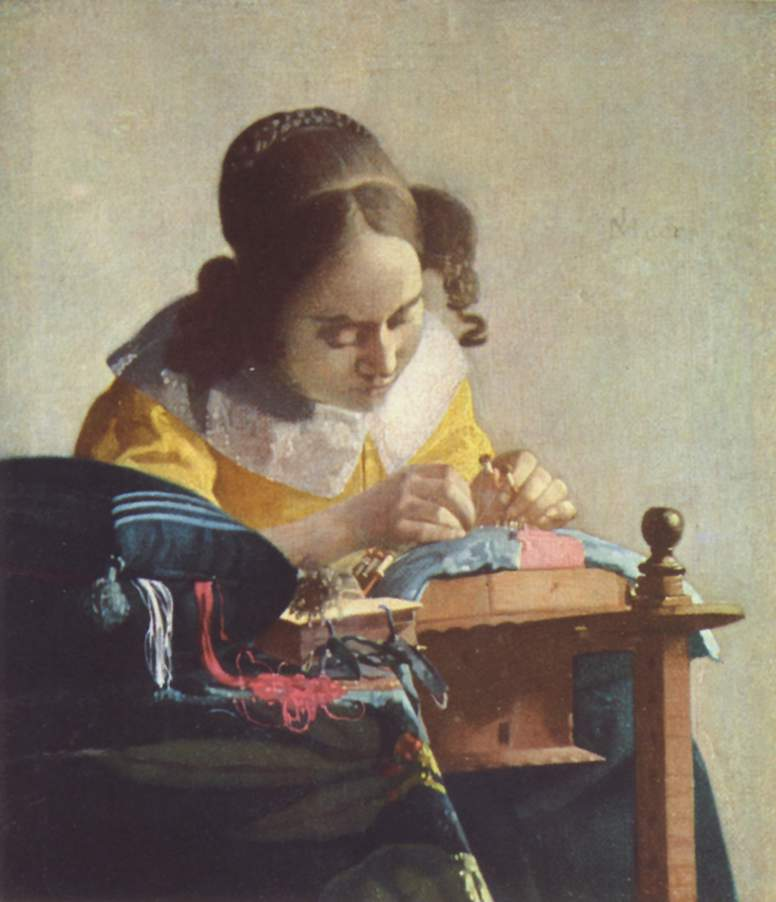
Jan Vermeer, Koronczarka
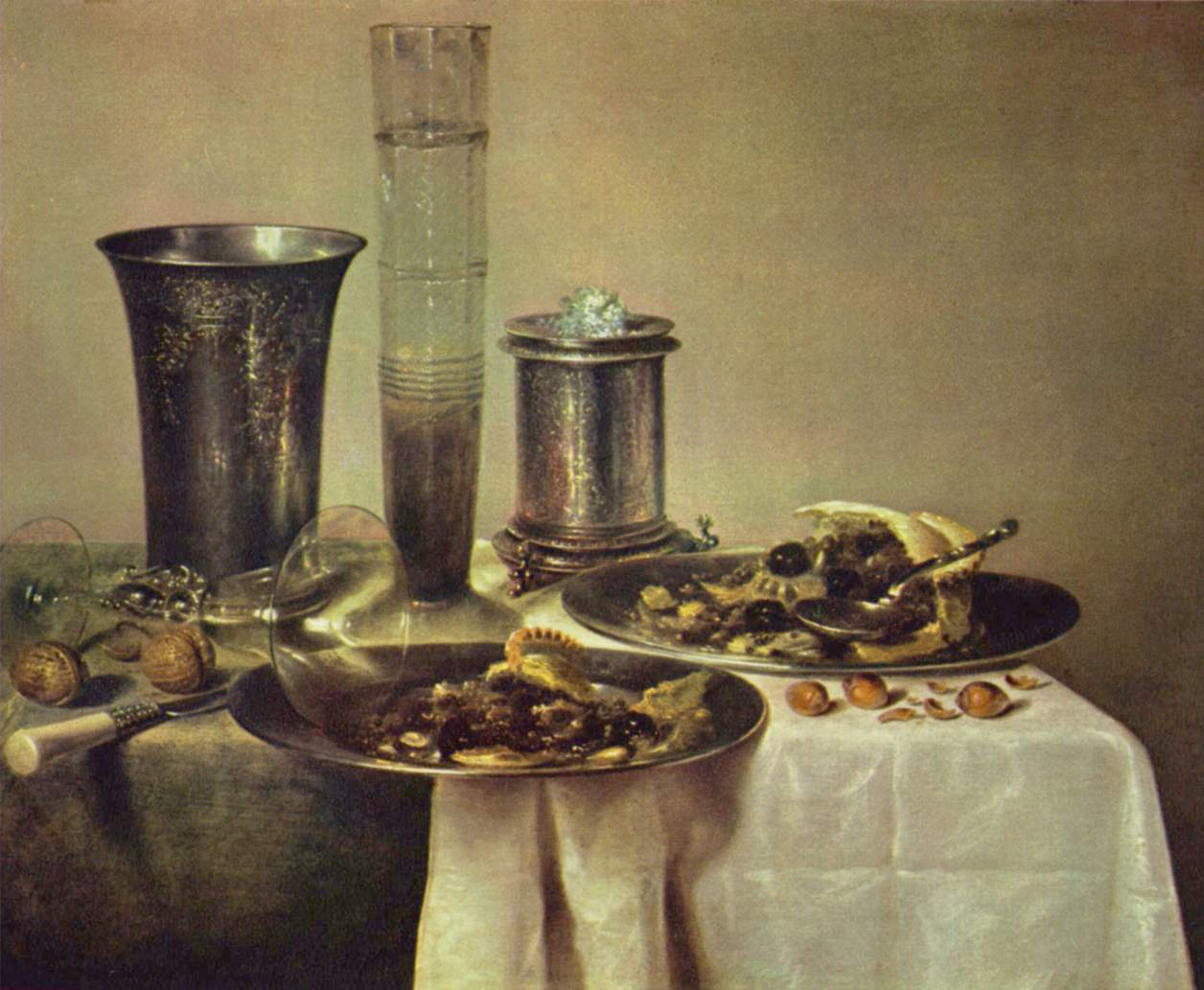
Willem Claesz Heda, Martwa natura

#### Malarstwo Włoch

Cimabue Madonna z Dzieciątkiem i aniołami
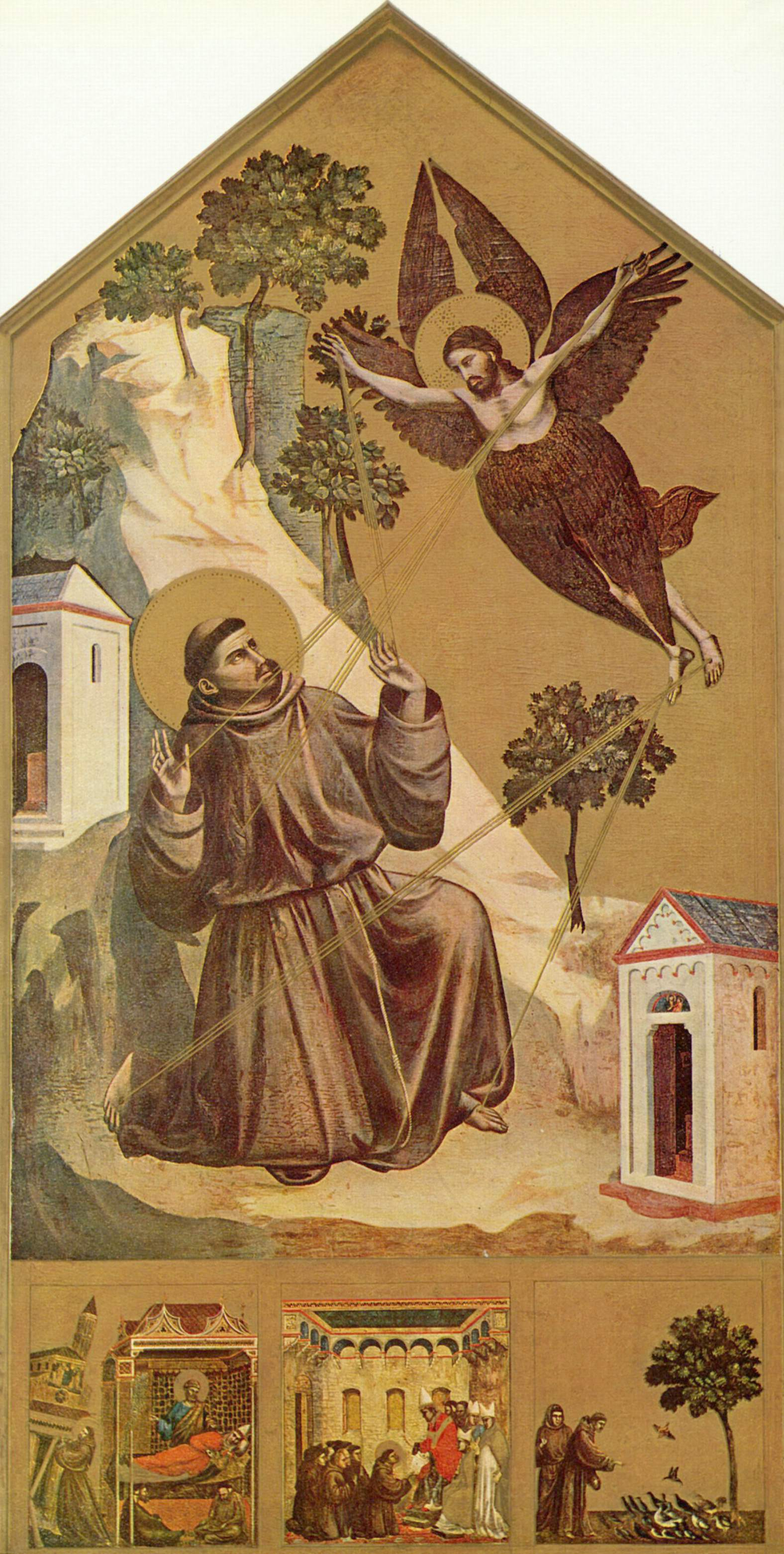
Giotto di Bondone Stygmatyzacja św. Franciszka
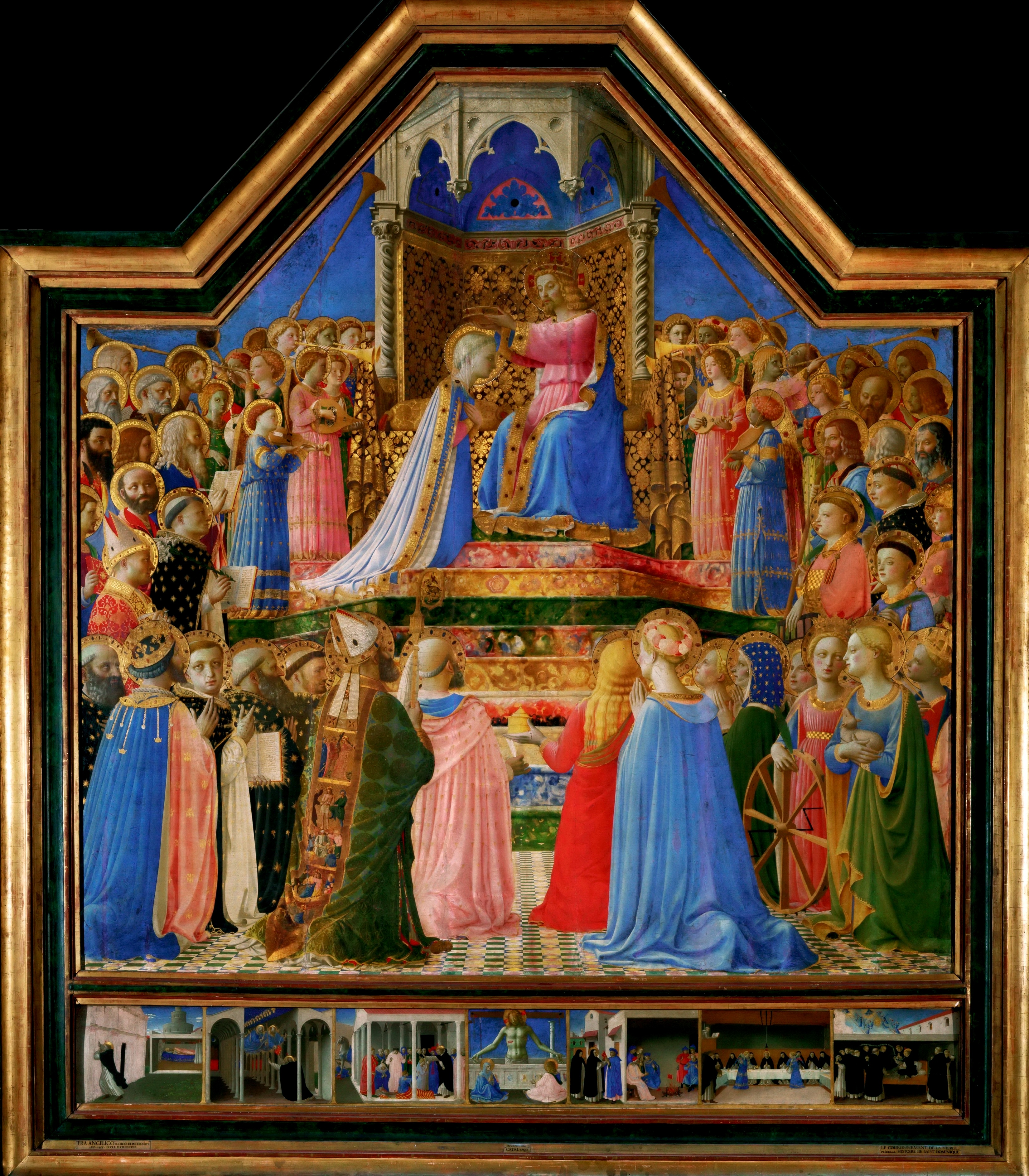
Fra Angelico Koronacja Marii i żywot św. Dominika
Leonardo da Vinci Święta Anna Samotrzeć
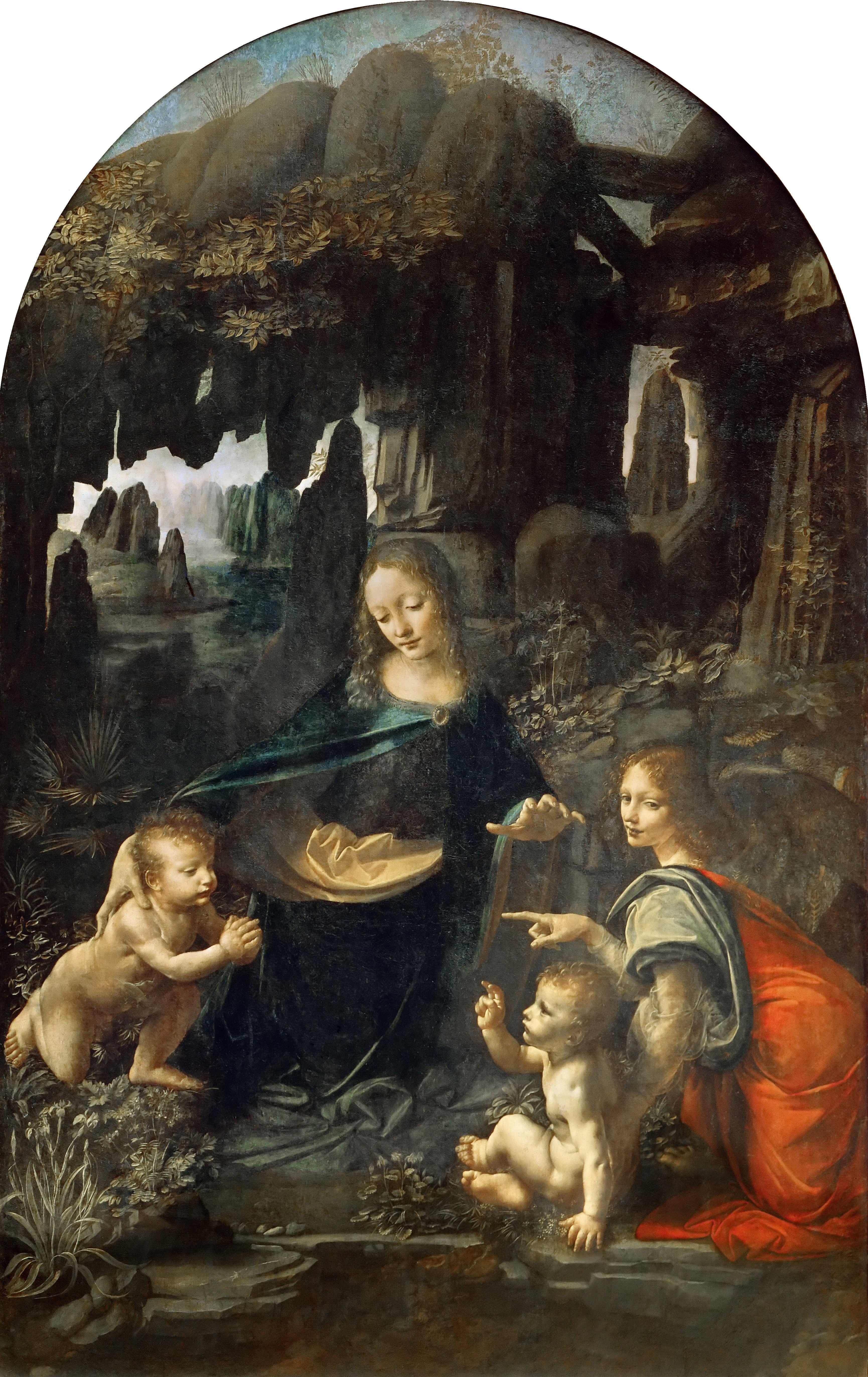
Leonardo da Vinci Madonna w grocie
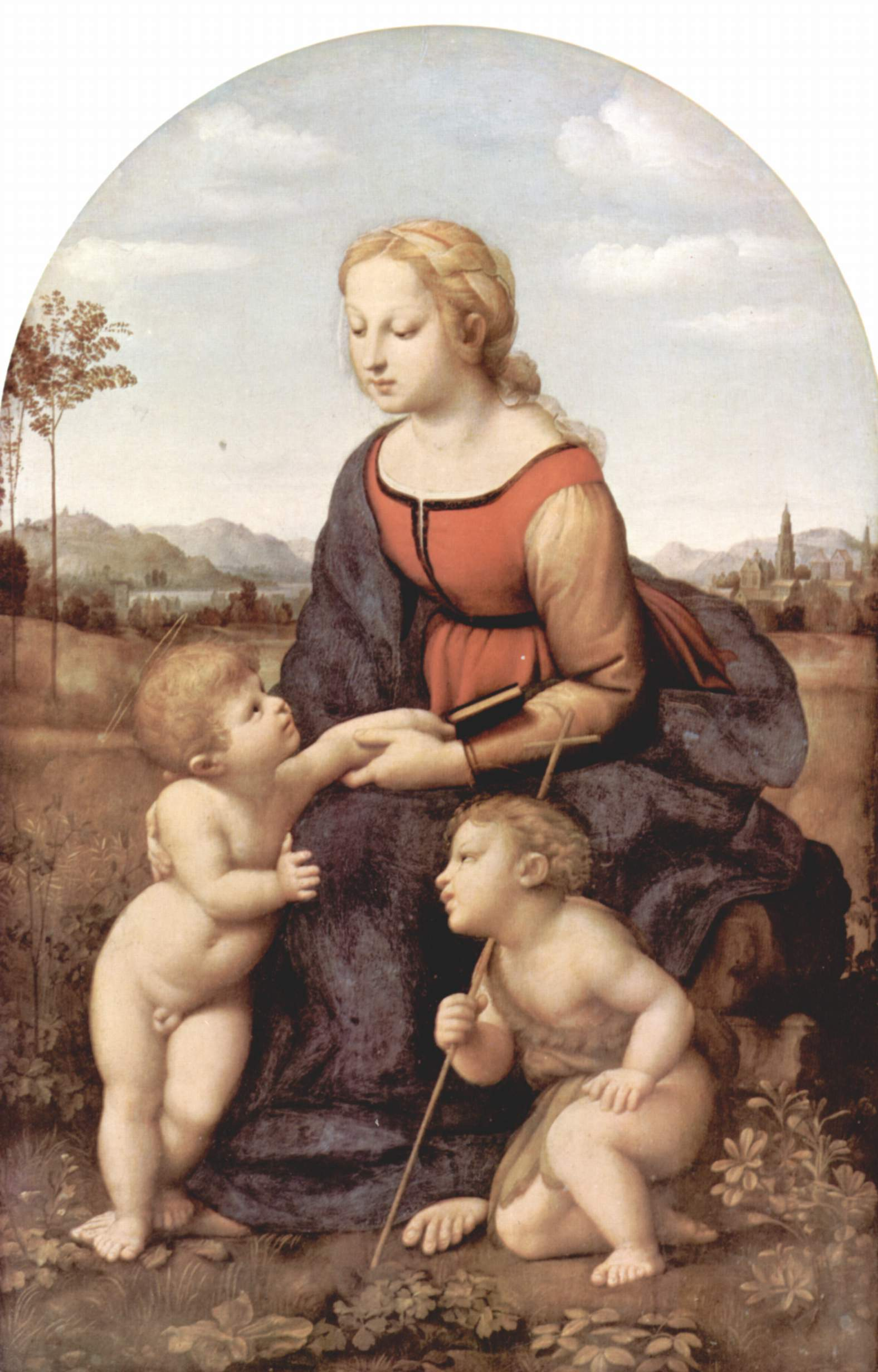
Rafael Santi Piękna Ogrodniczka
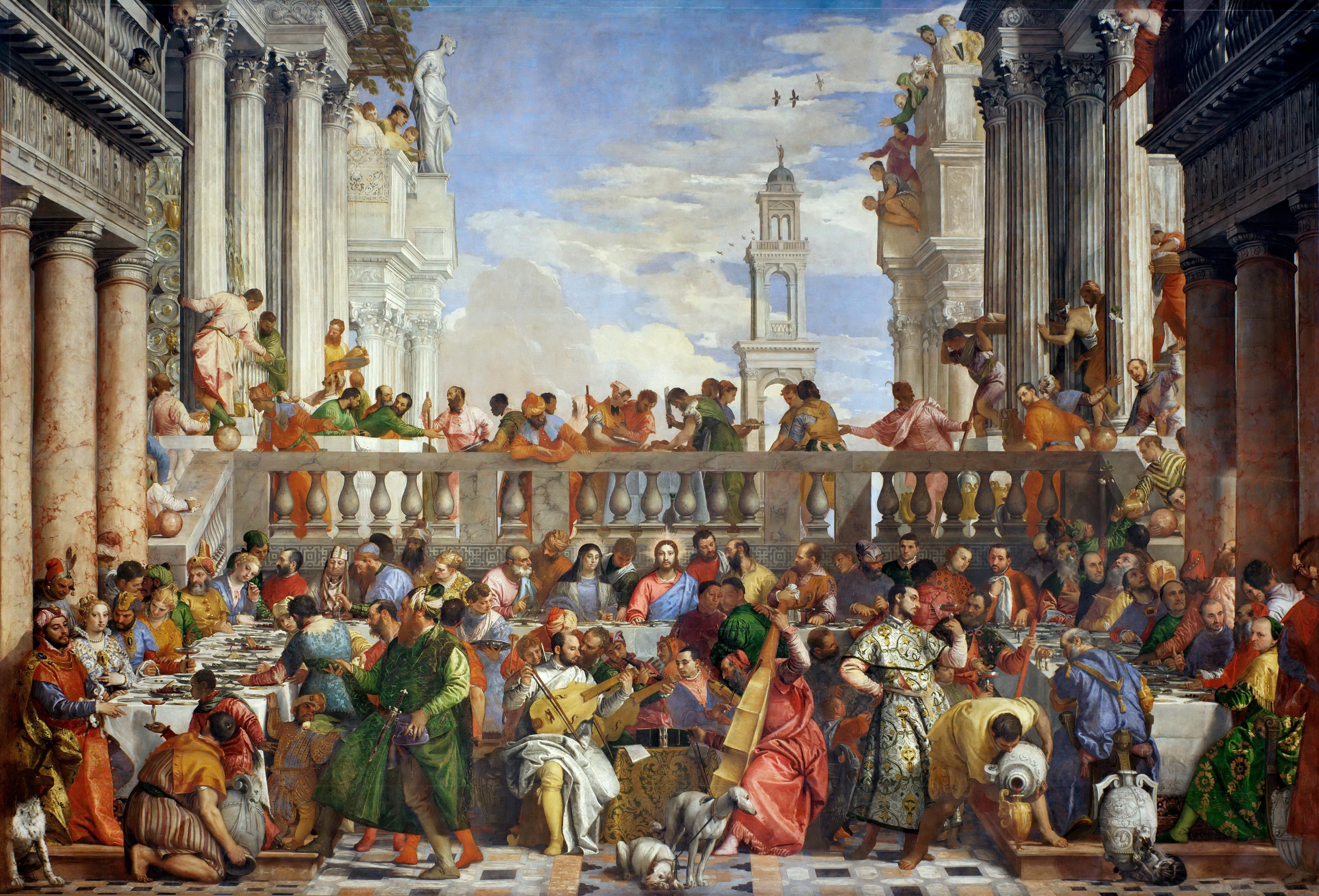
Paolo Veronese Gody w Kanie Galilejskiej
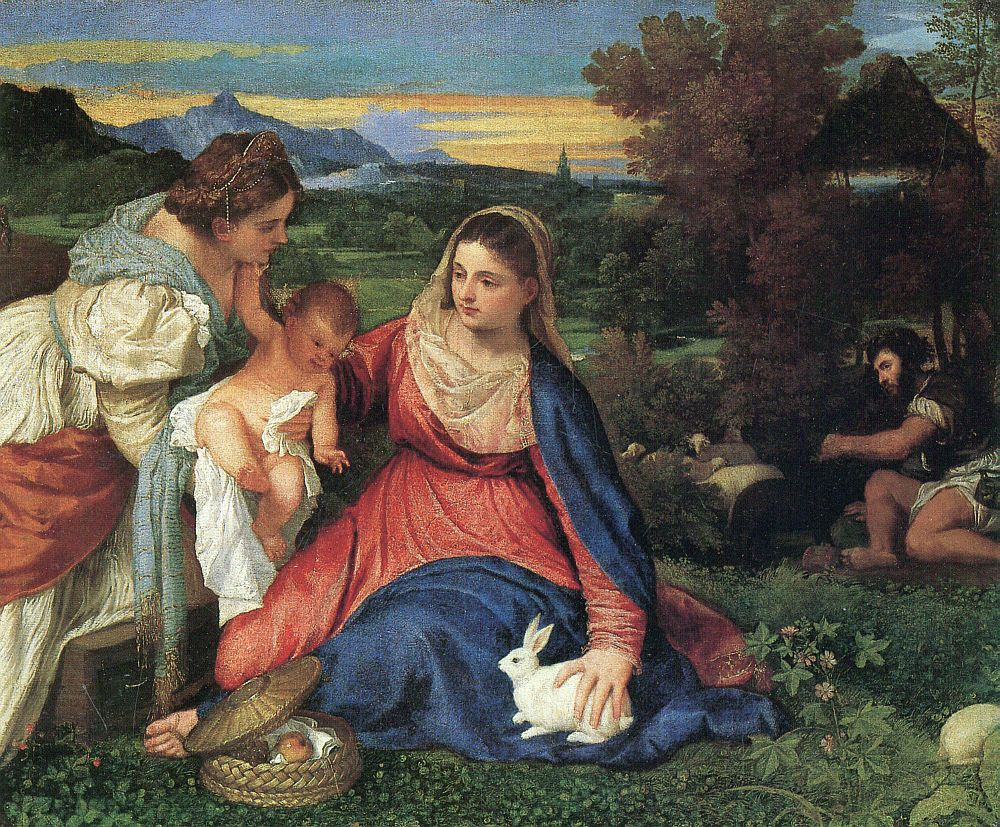
Tycjan Madonna z króliczkiem

#### Malarstwo Francji i Hiszpanii

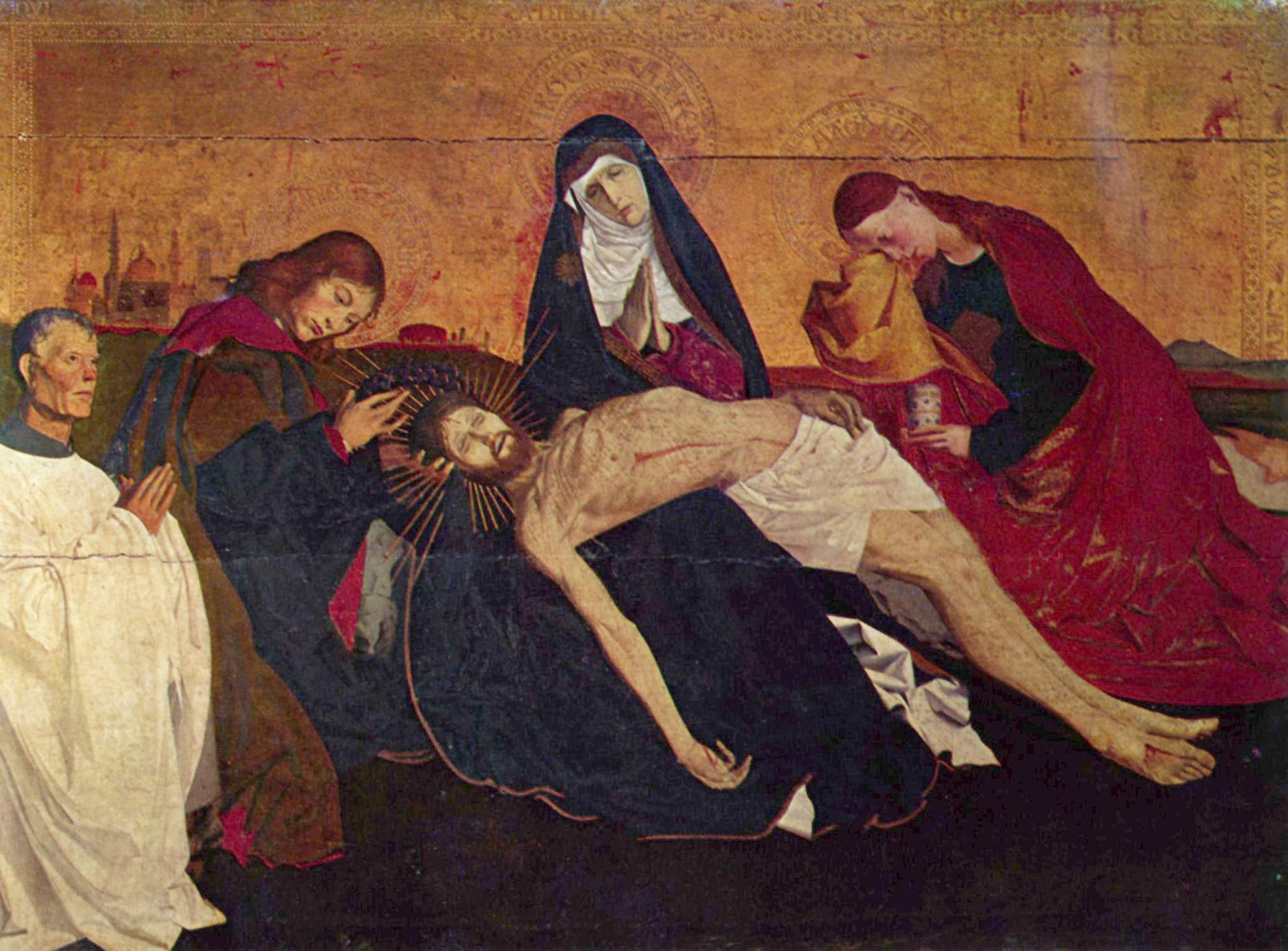
Mistrz Piety z Avignon Pieta z Villeneuve-les-Avignon
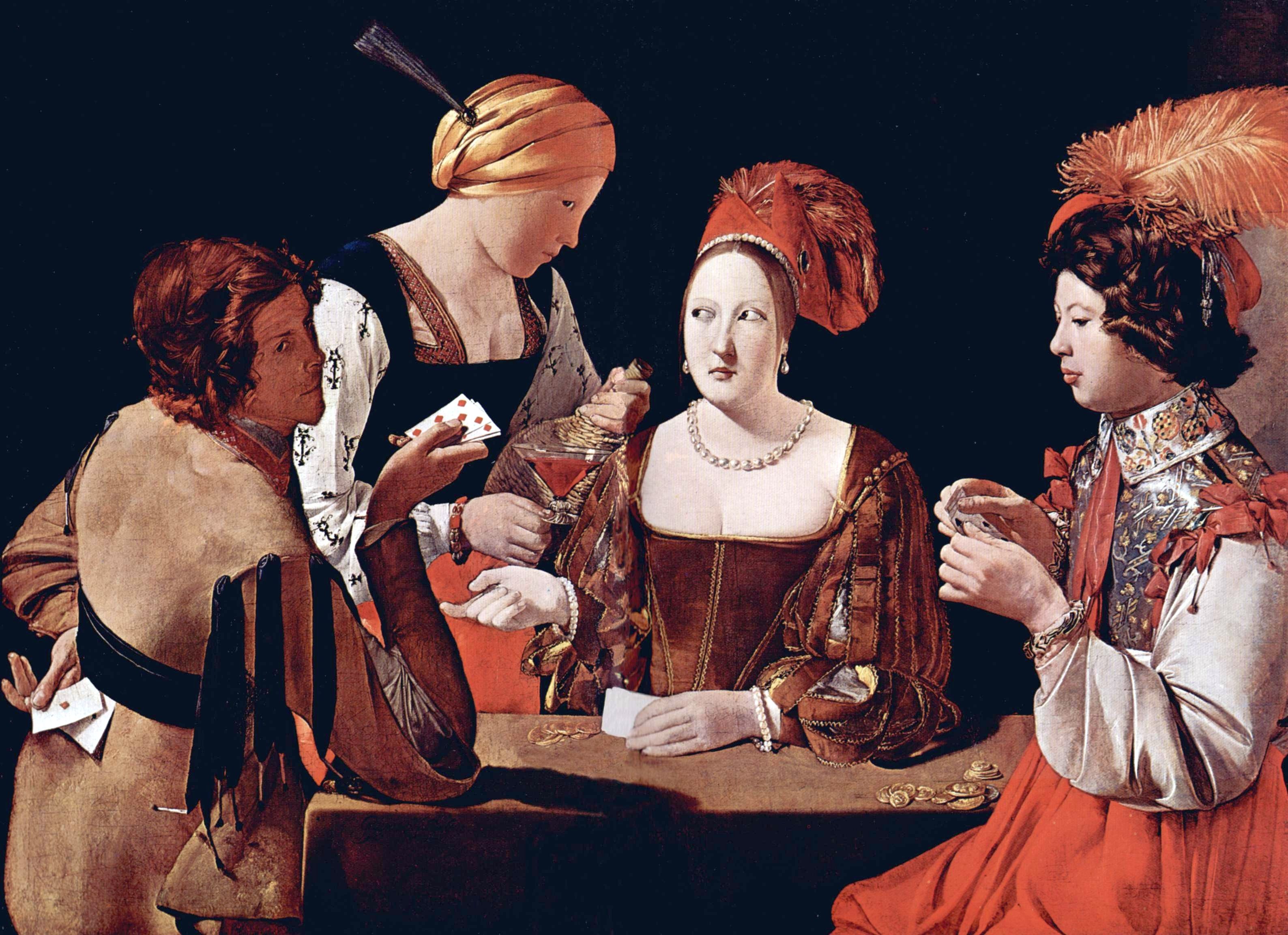
Georges de La Tour Oszust z asem karo
Jean-Antoine Watteau Odjazd na Cyterę
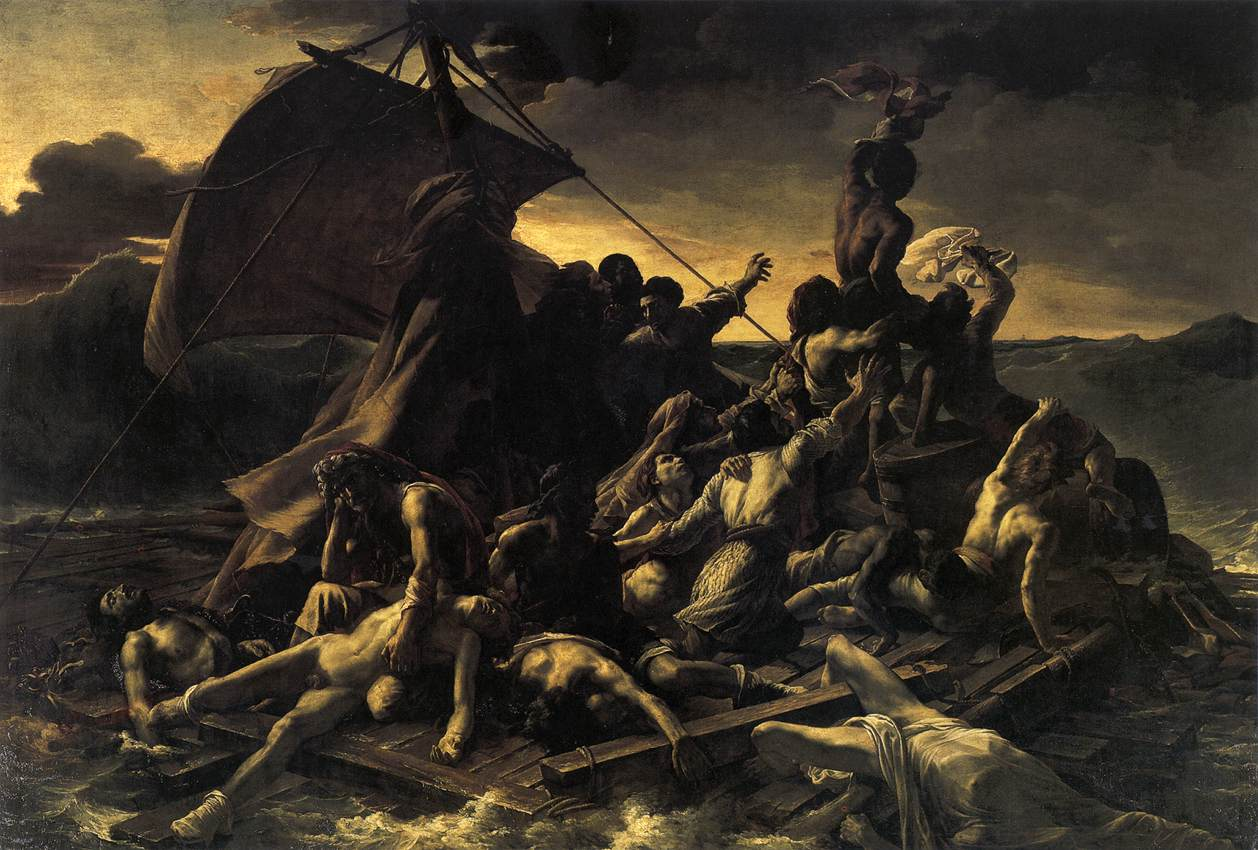
Théodore Géricault Tratwa Meduzy
Eugène Delacroix Wolność wiodąca lud na barykady
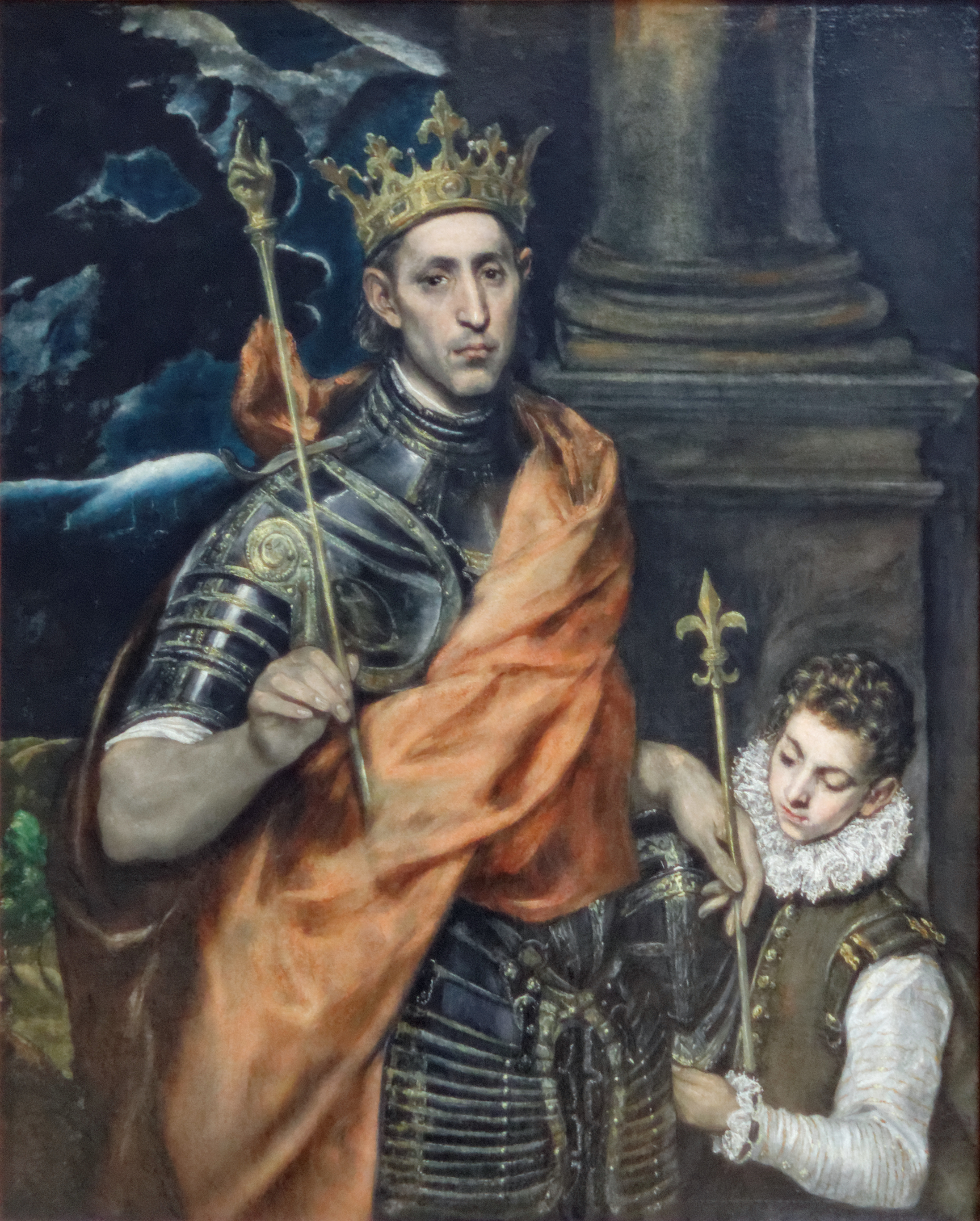
El Greco Święty Ludwik
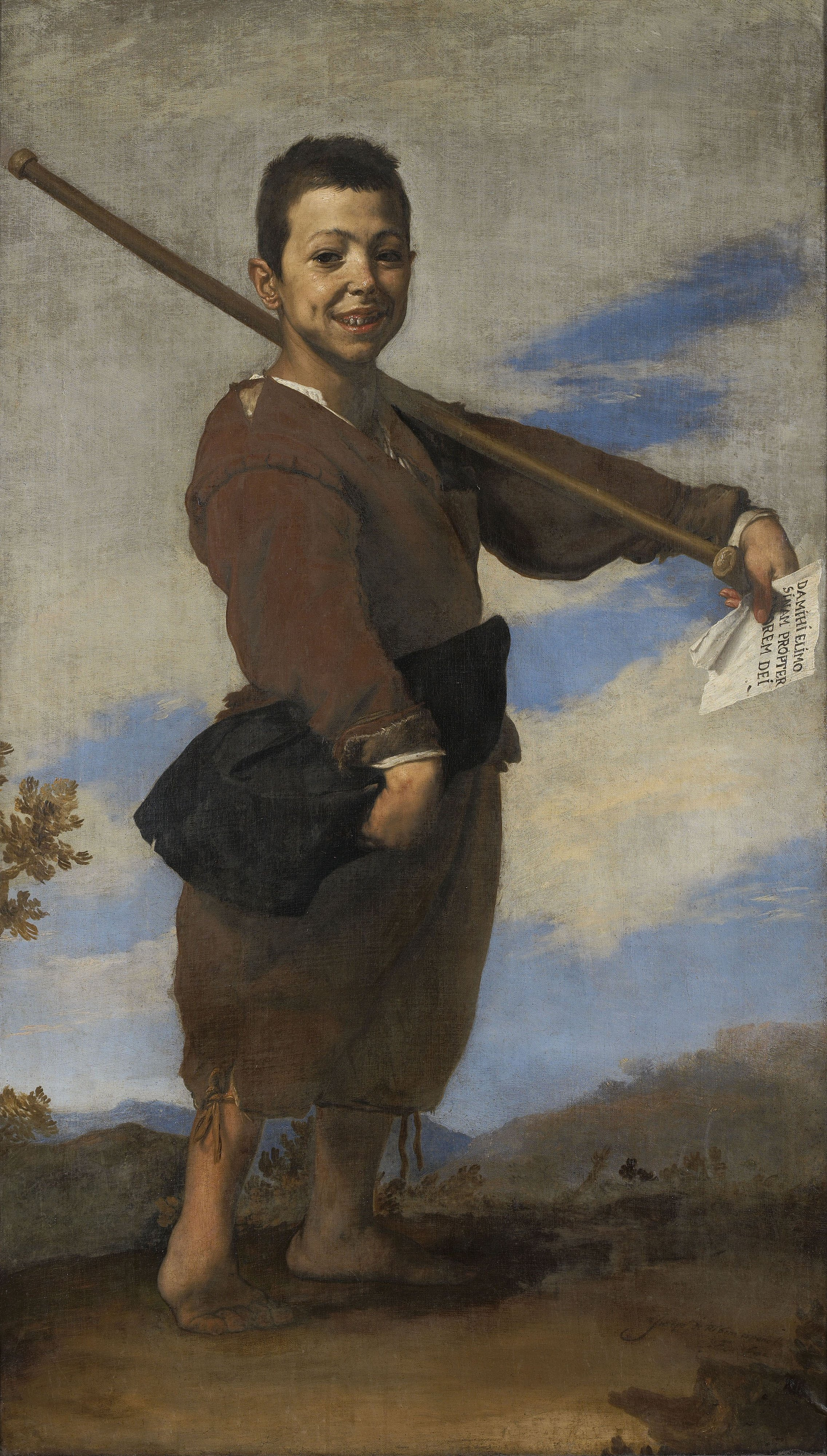
José de Ribera Kaleka
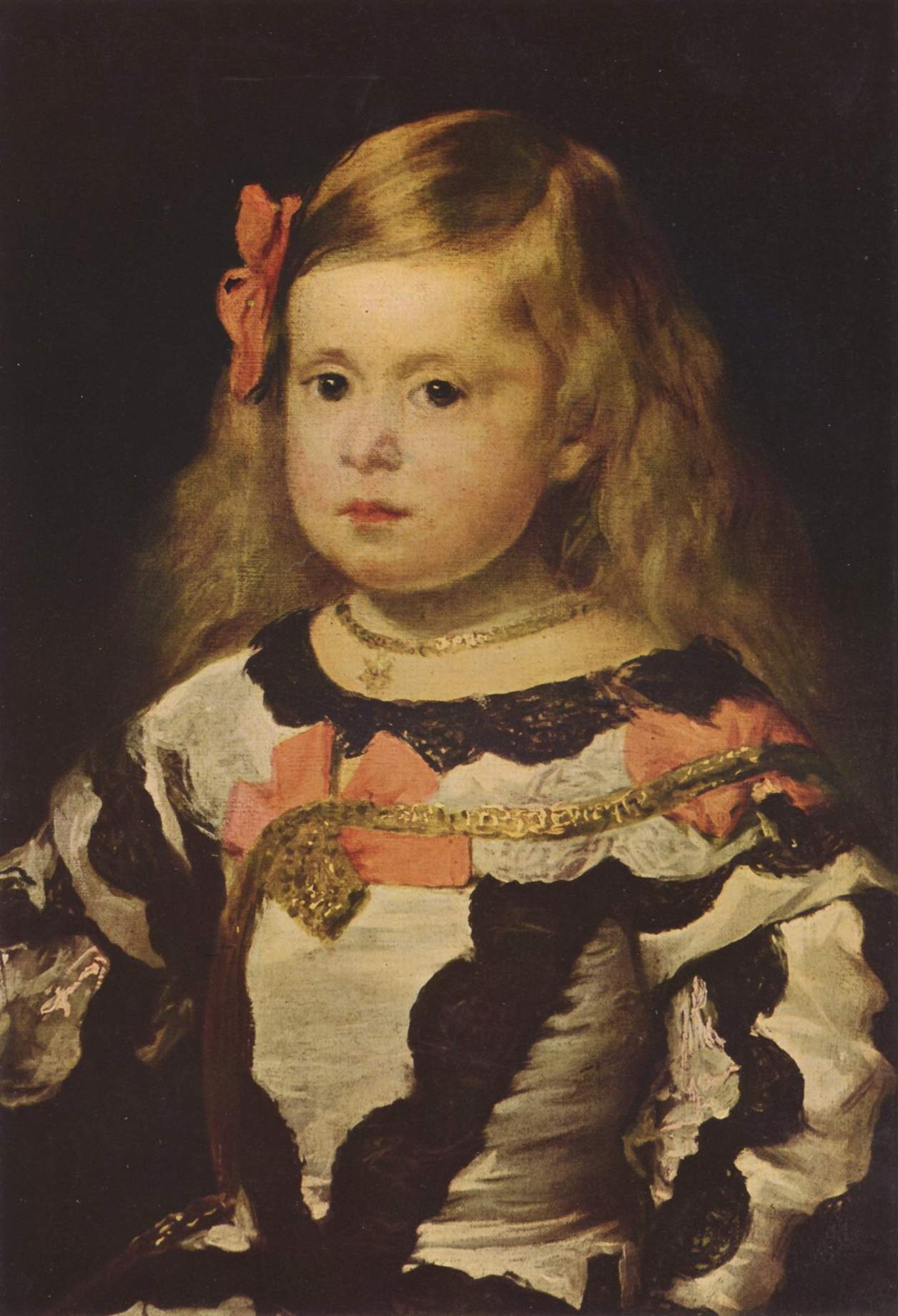
Diego Velázquez Portret infantki Małgorzaty

### Dział Rzeźby

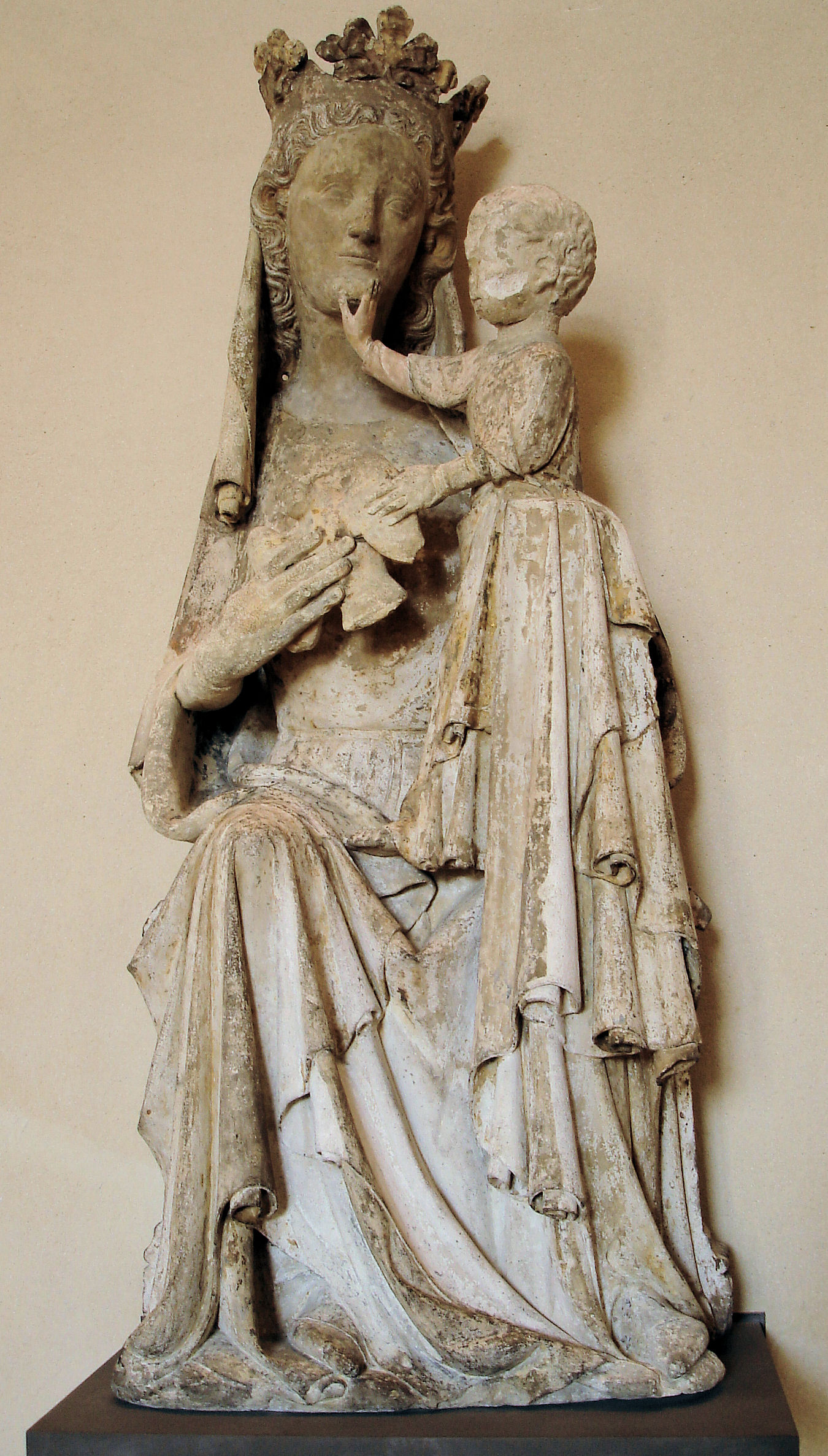
Gotycka Madonna z Dzieciątkiem z Joigny
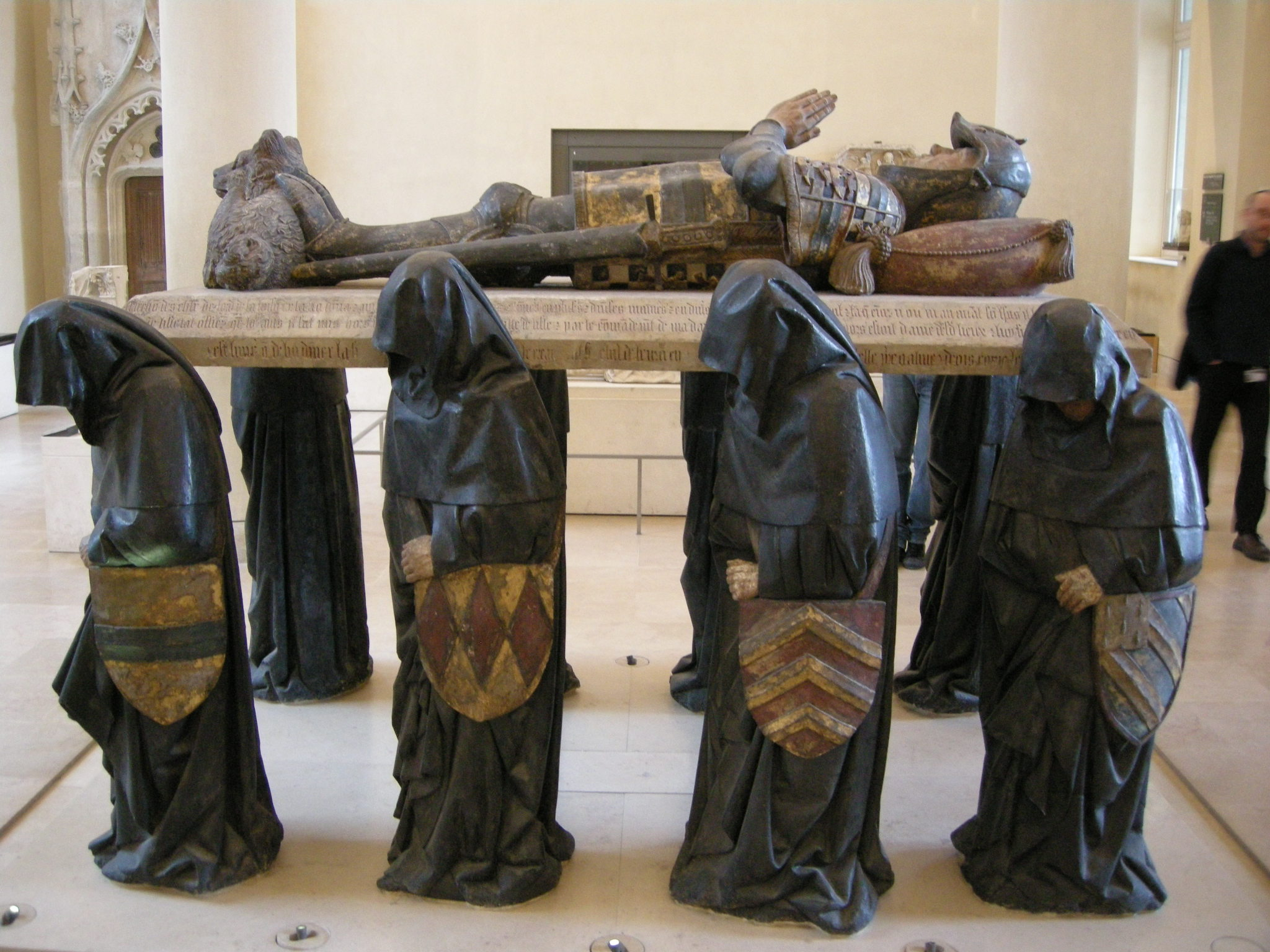
Nagrobek Philippe’a Pota
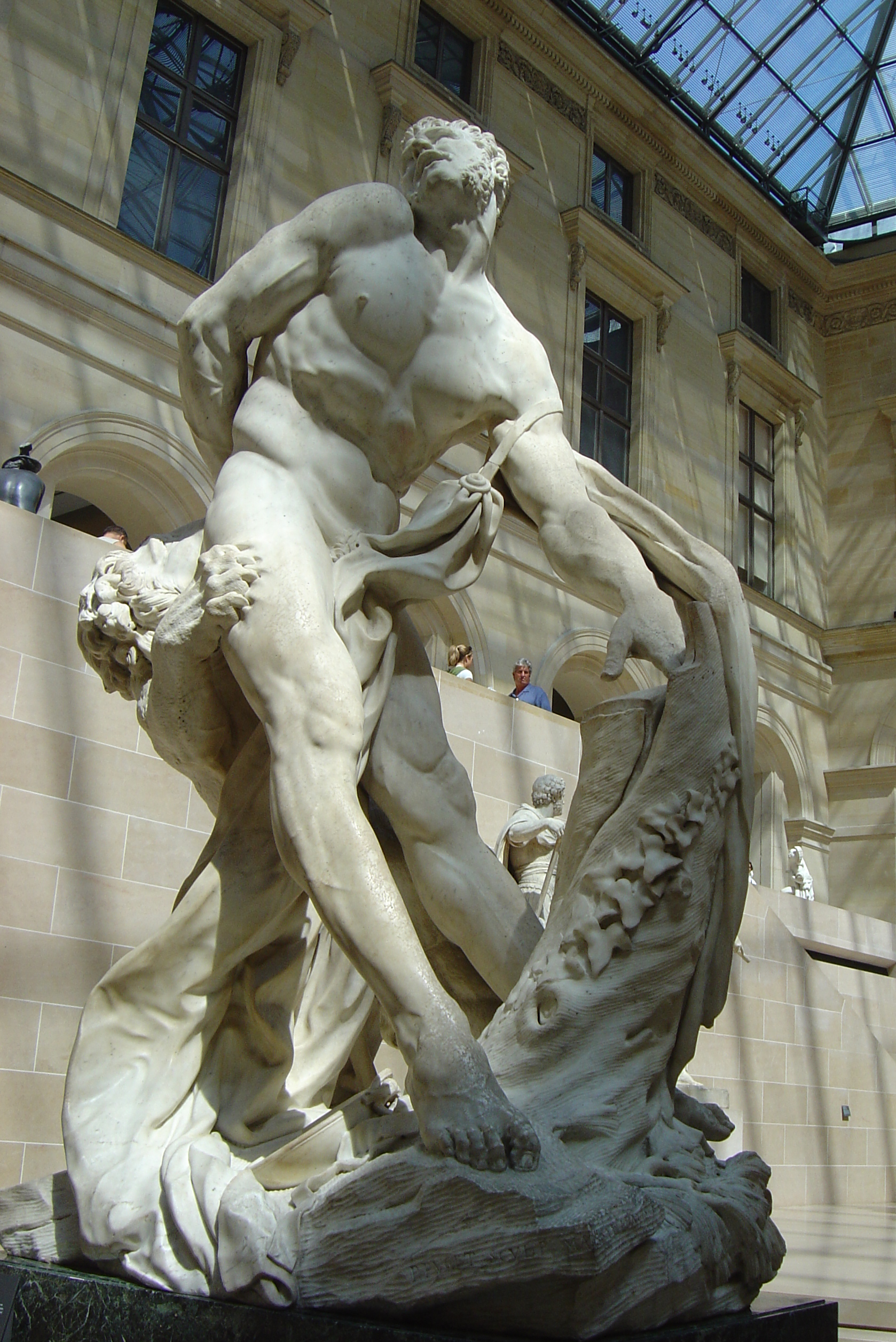
Pierre Puget Milon z Krotonu
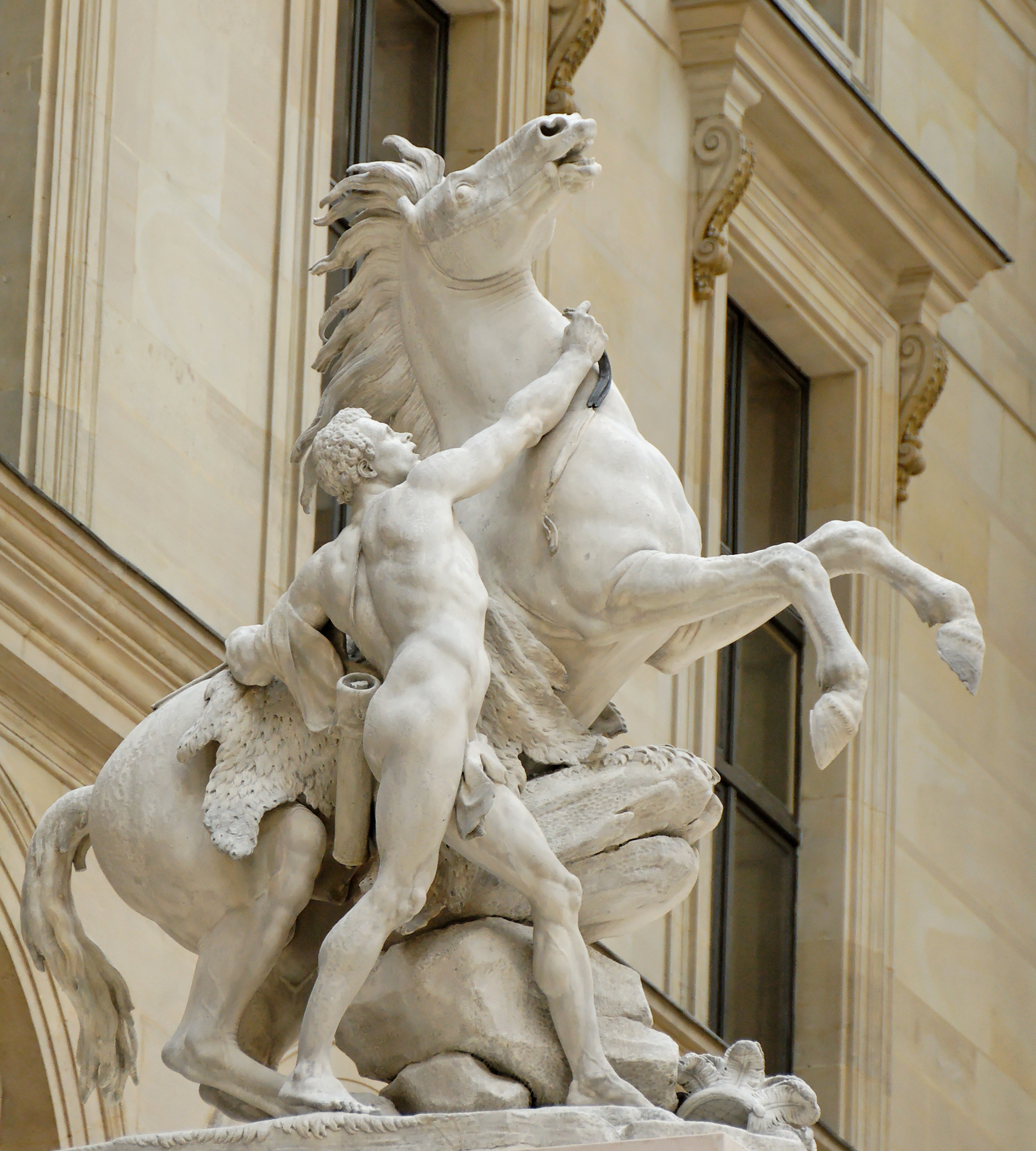
Guillaume Coustou Jeździec z Marly
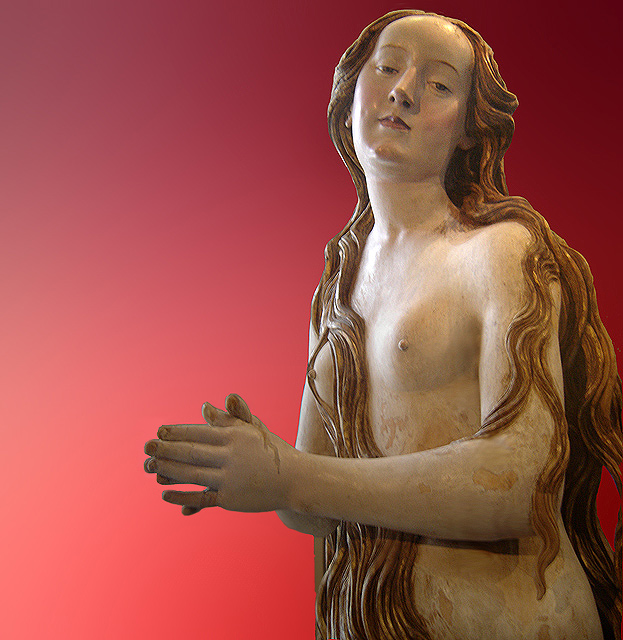
Gregor Erhart Maria Magdalena
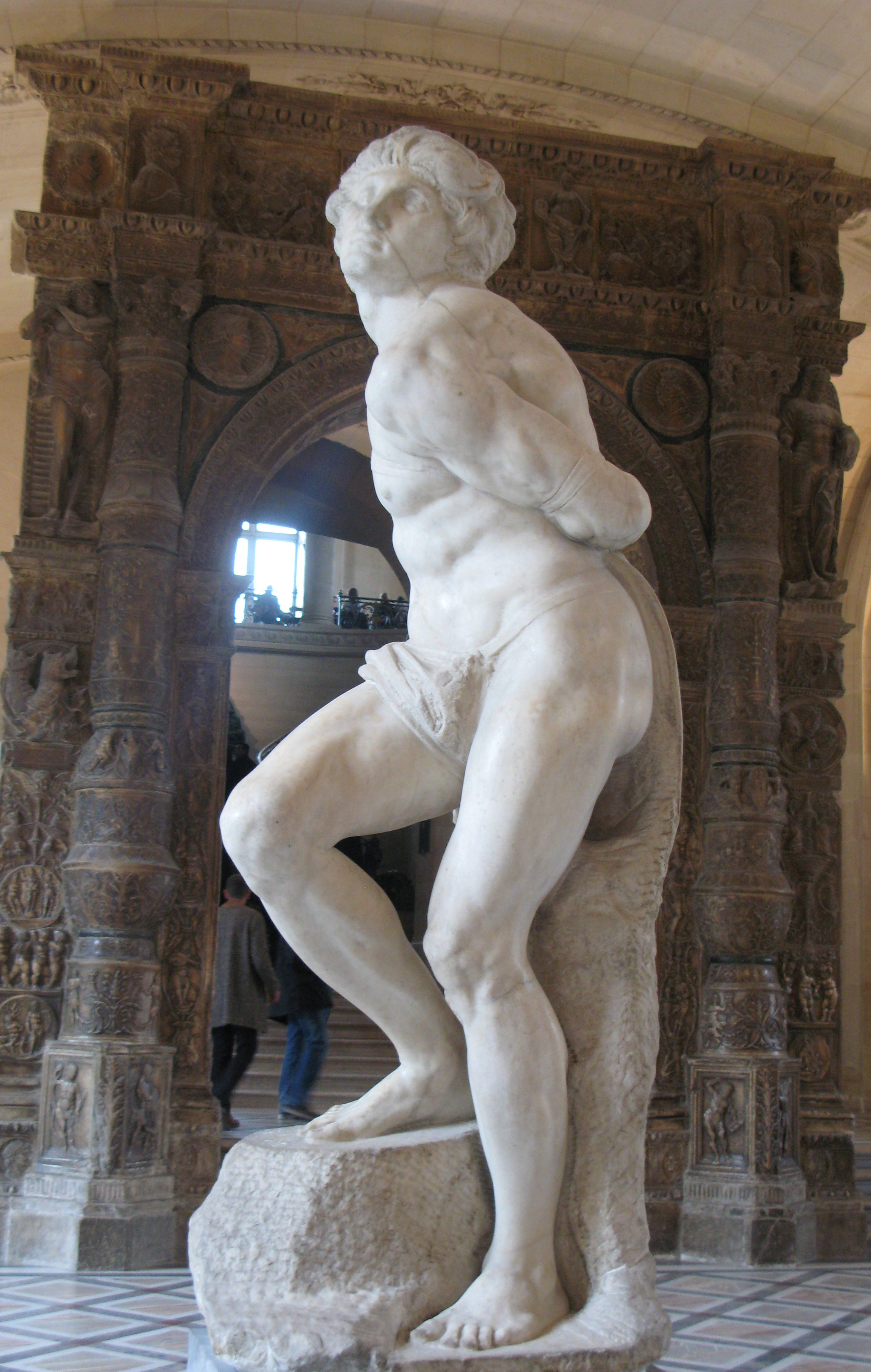
Michał Anioł Zbuntowany jeniec
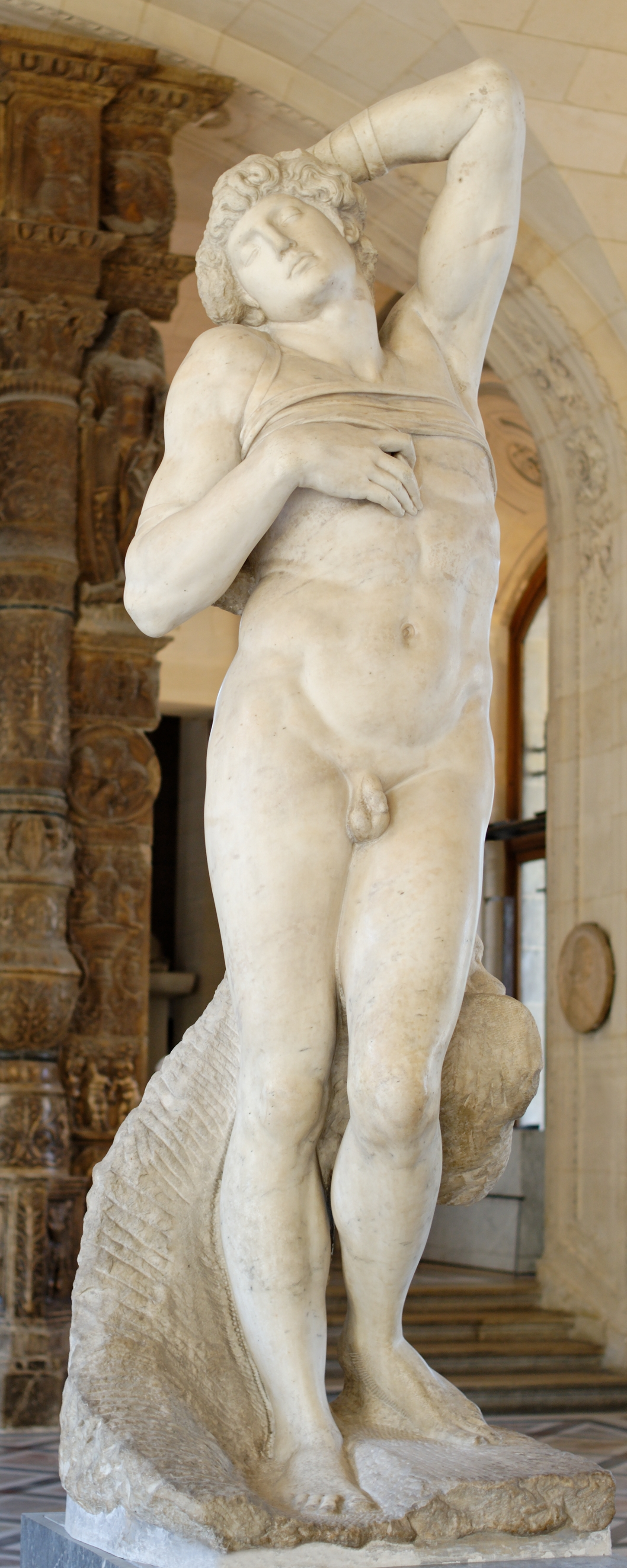
Michał Anioł Umierający jeniec
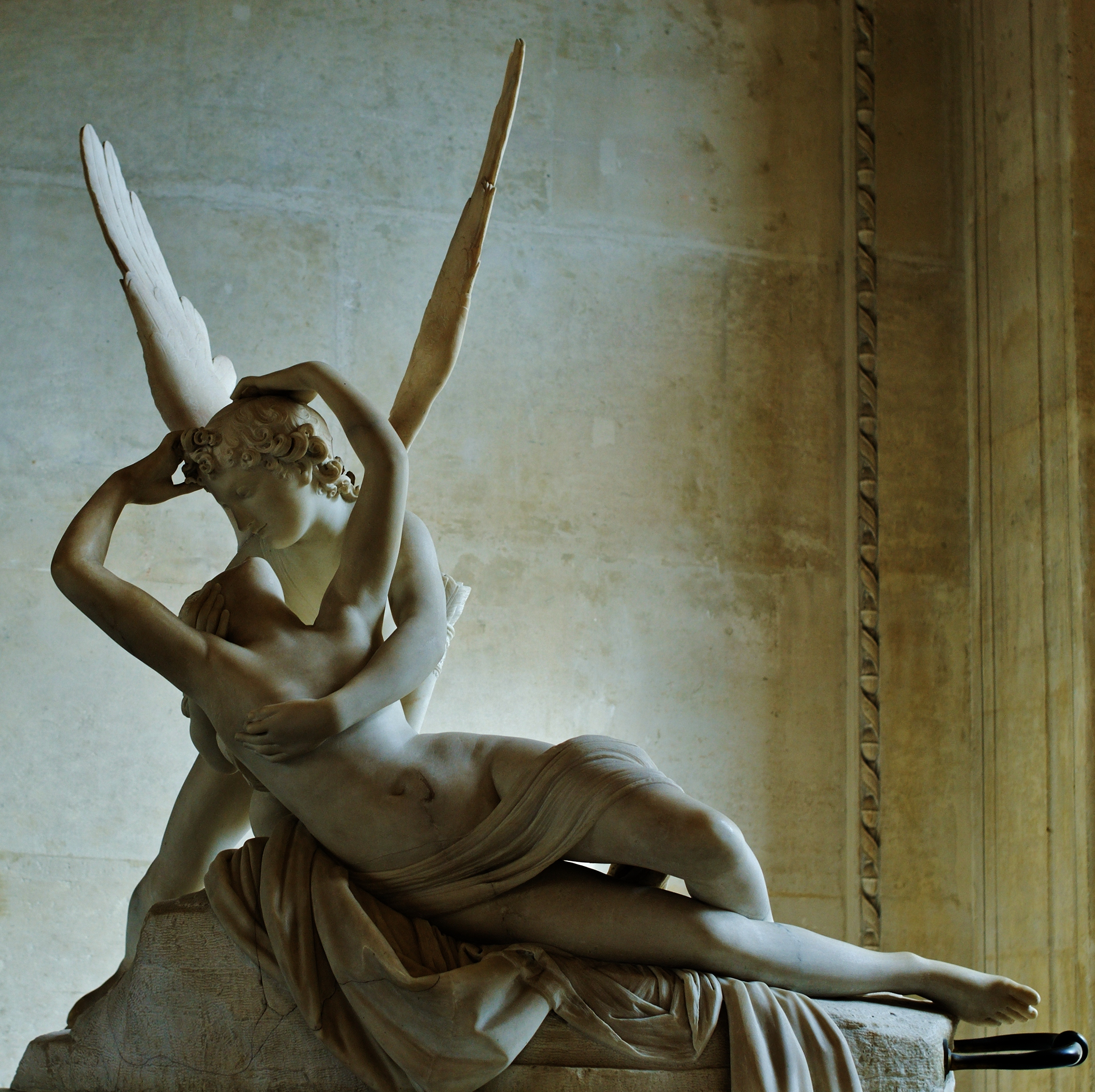
Antonio Canova Psyche budzona pocałunkiem Kupidyna

### Dział Rzemiosła Artystycznego

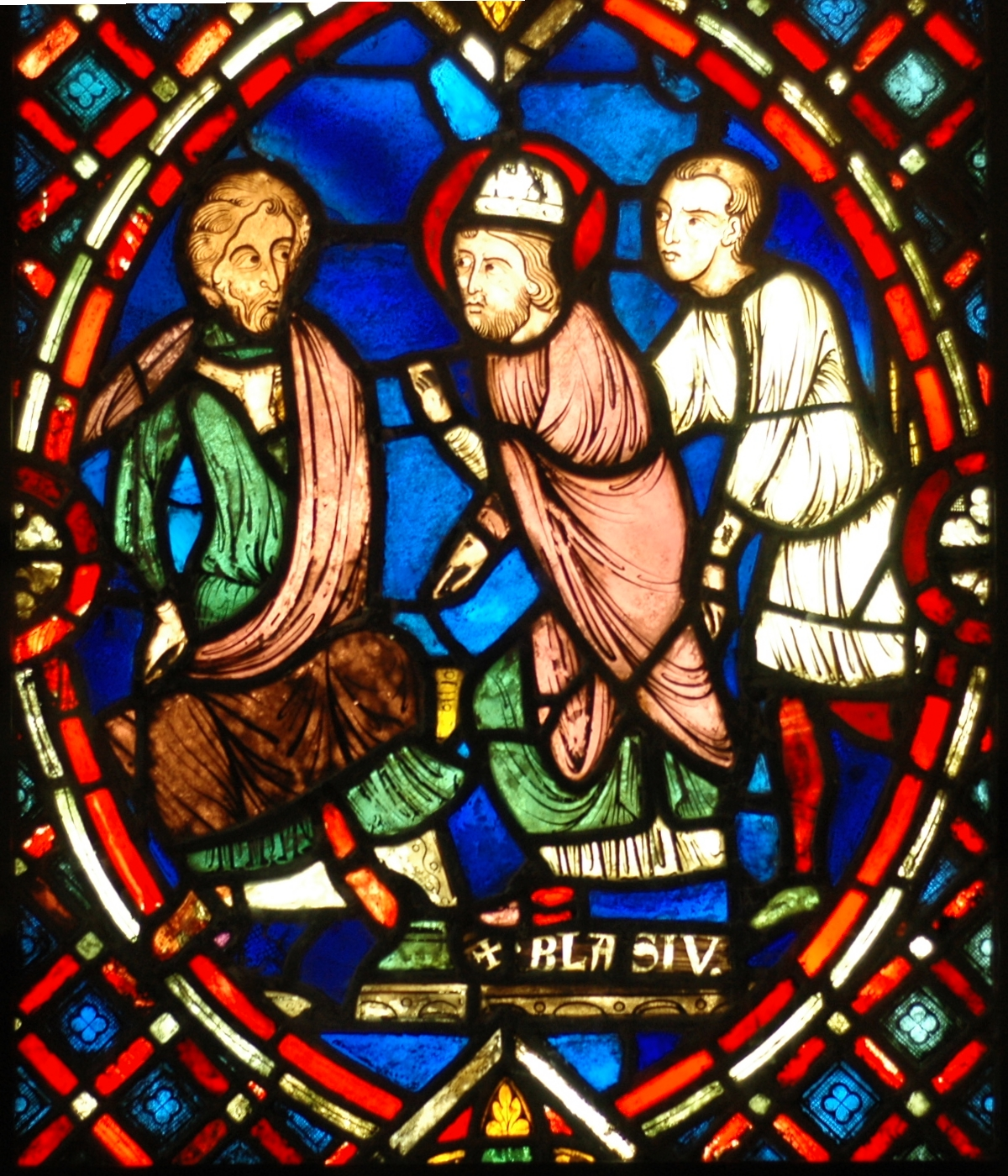
XIII-wieczny francuski witraż, przedstawiający św. Błażeja
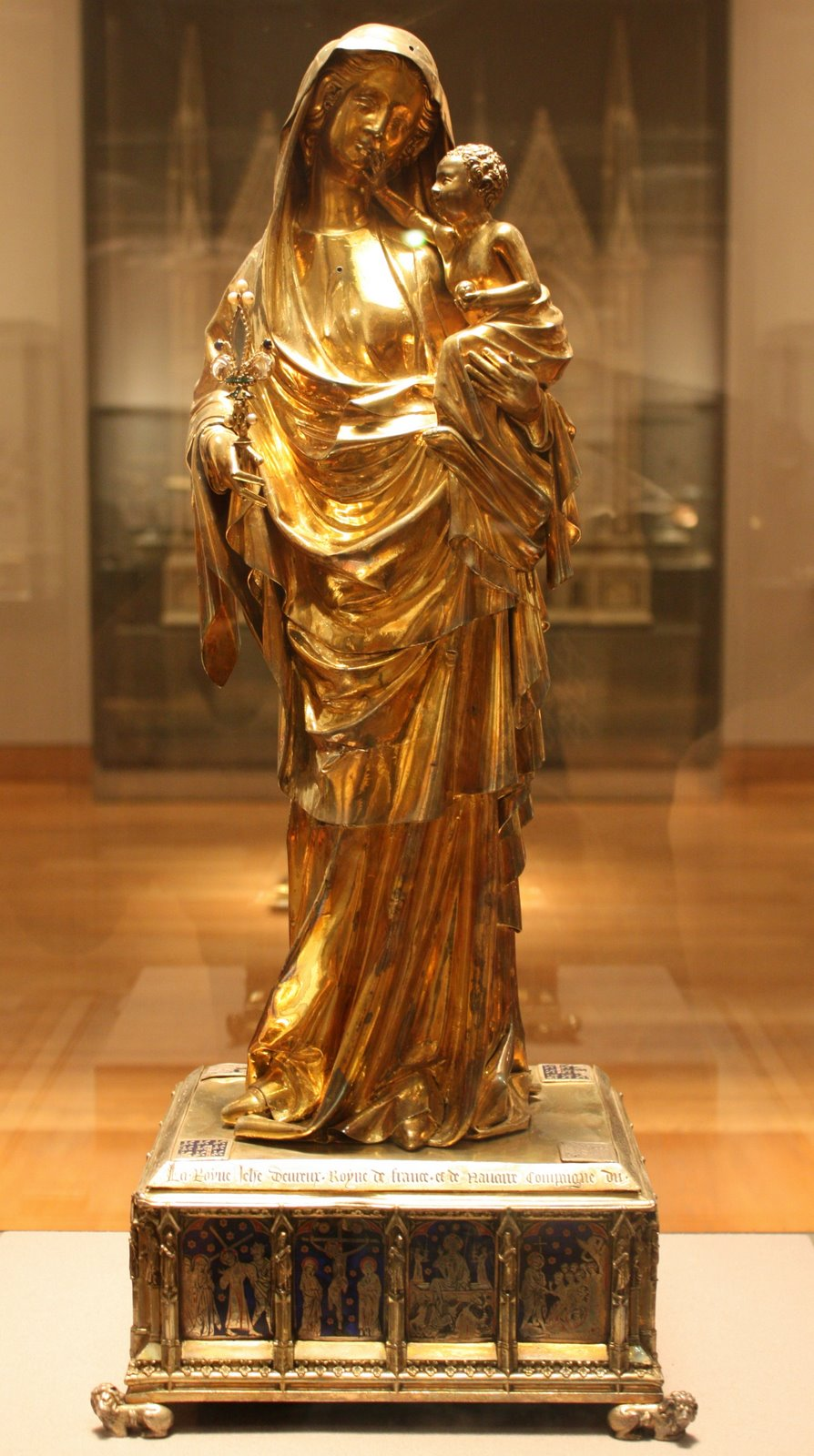
Madonna z Dzieciątkiem Joanny d’Évreux
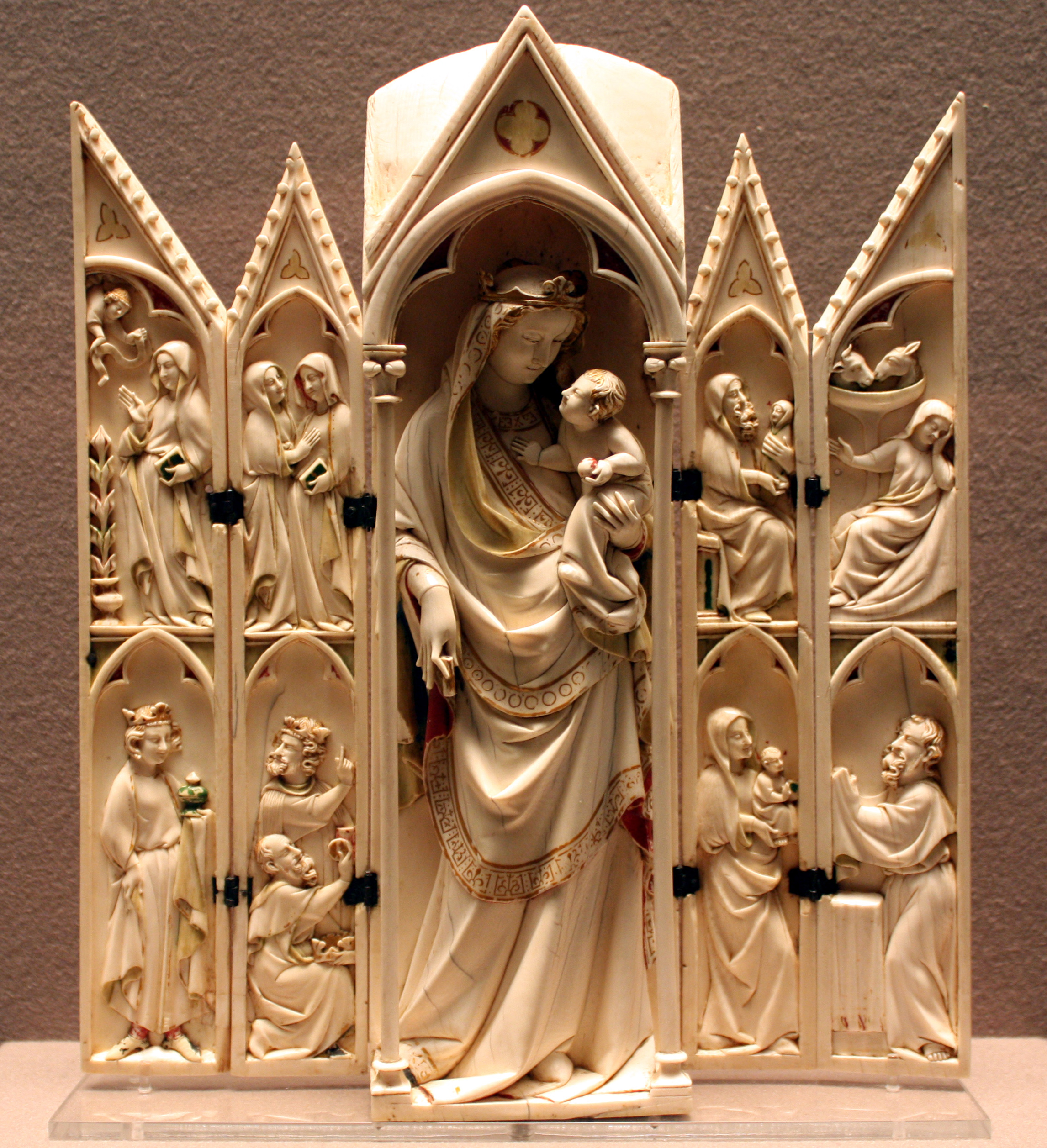
Poliptyk z Marią i Dzieciątkiem Jezus
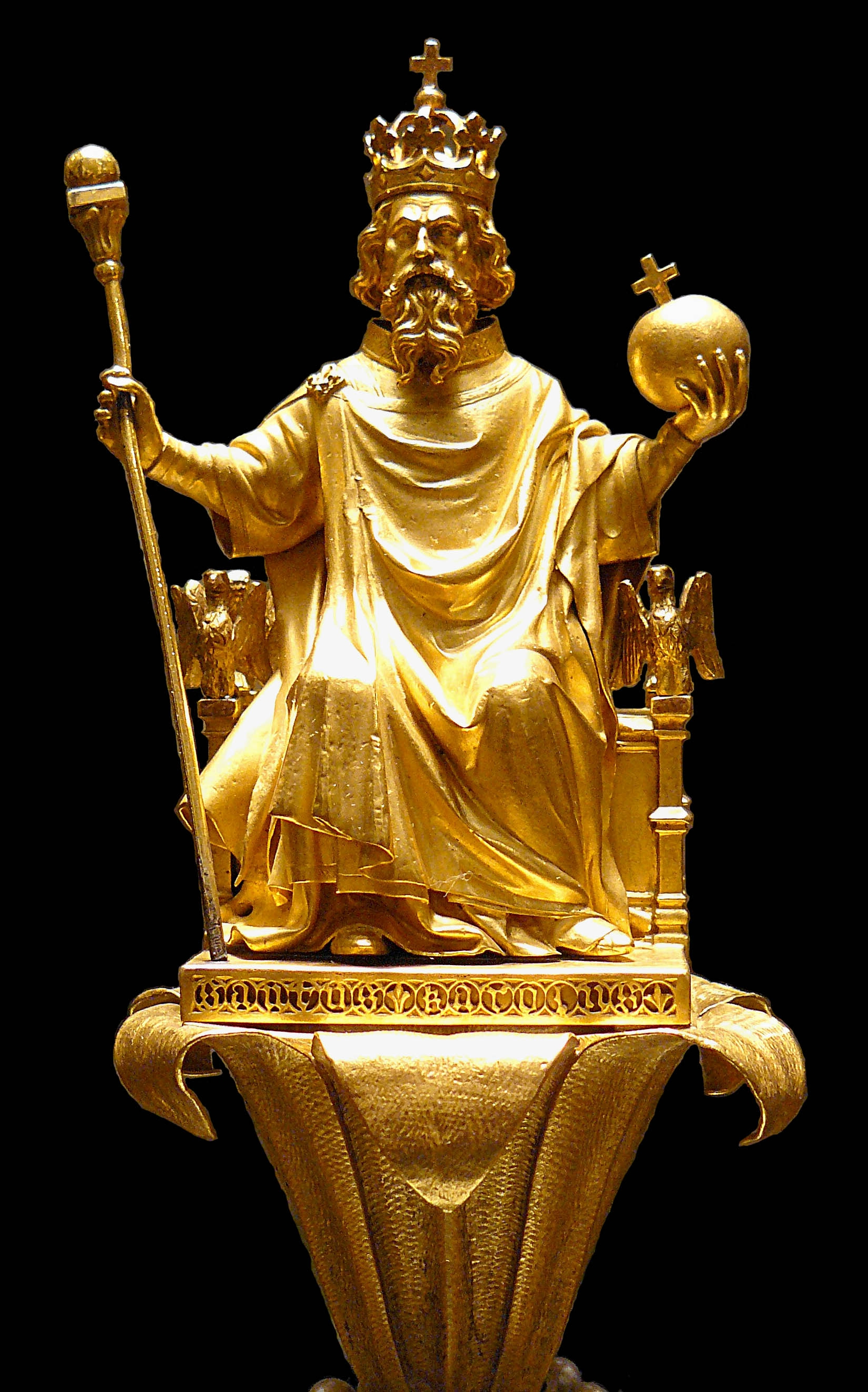
Berło Karola V
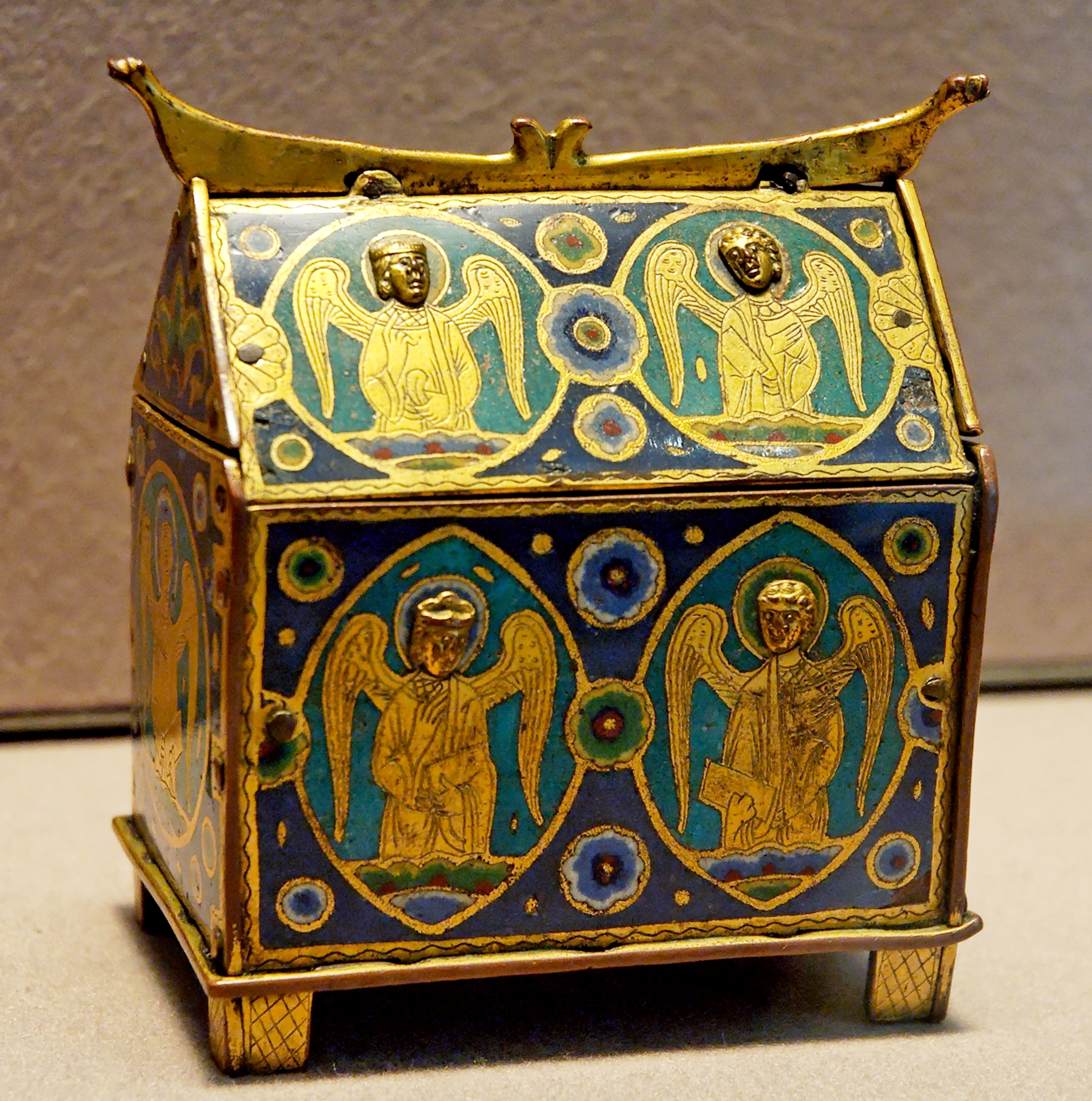
Późnoromańska emalia limuzyjska. XIII-wieczna puszka na oleje święte
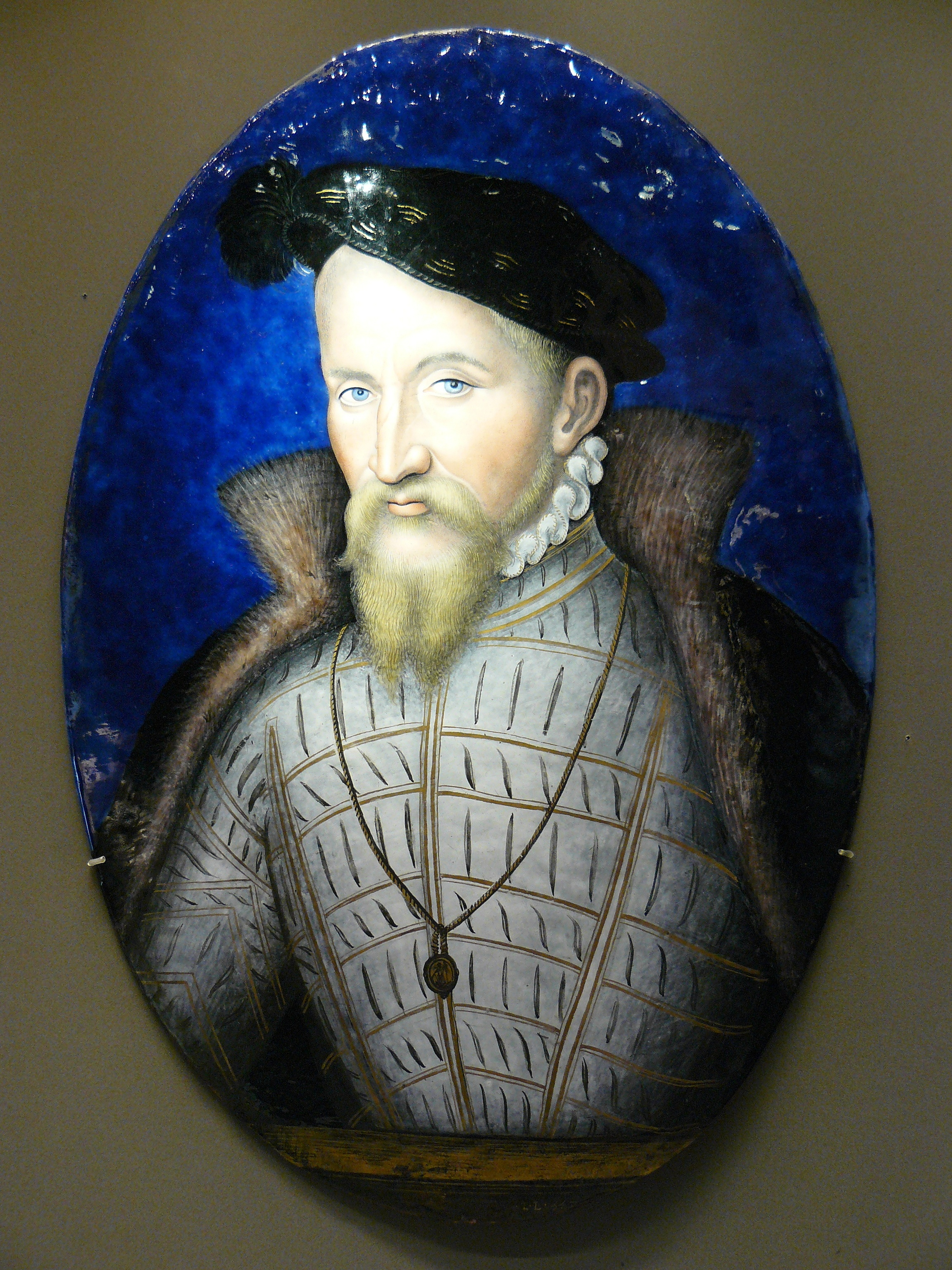
Renesansowa emalia limuzyjska. Plakietka z wizerunkiem Henryka II
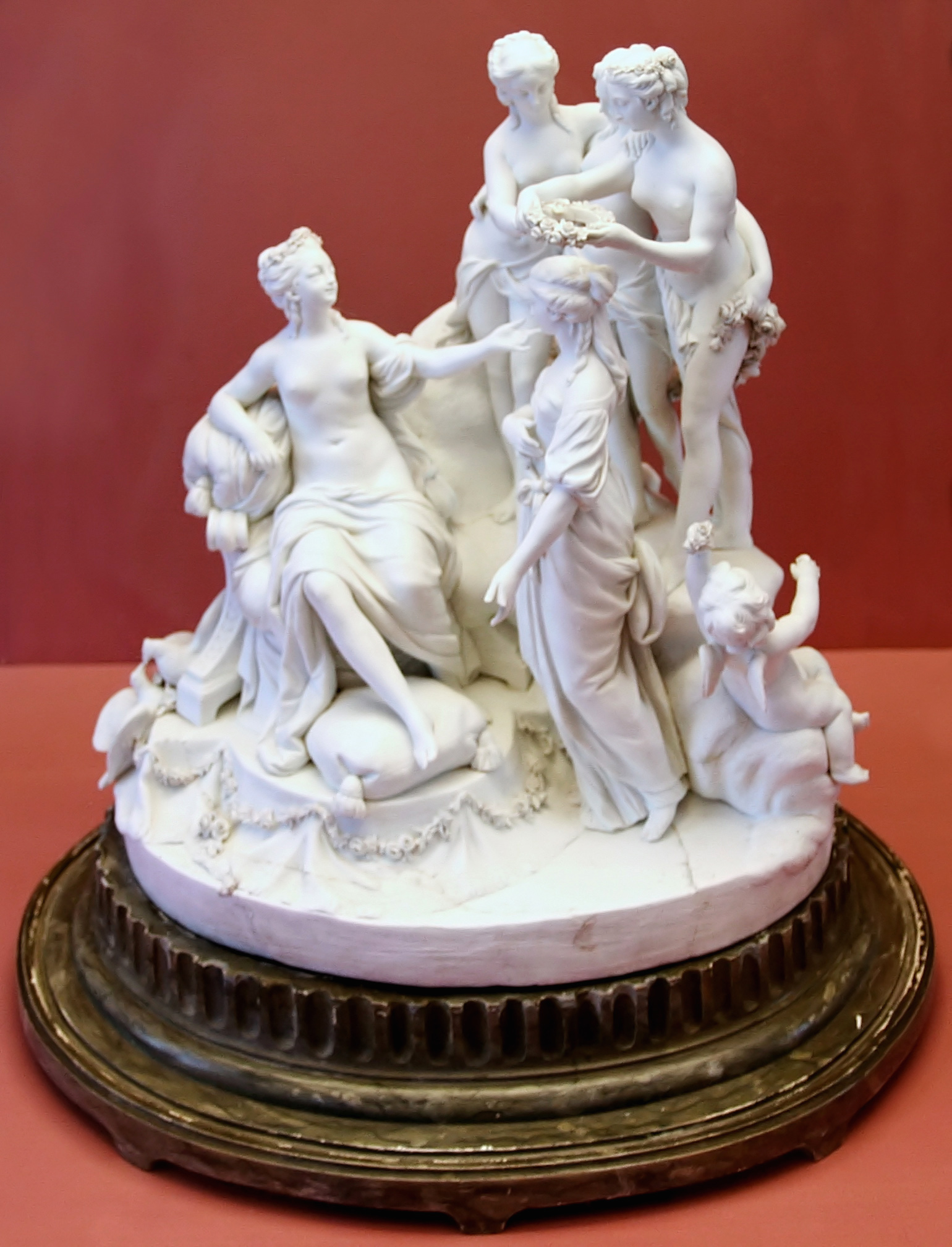
Porcelana z Sèvres. Wenus koronująca alegorię piękna
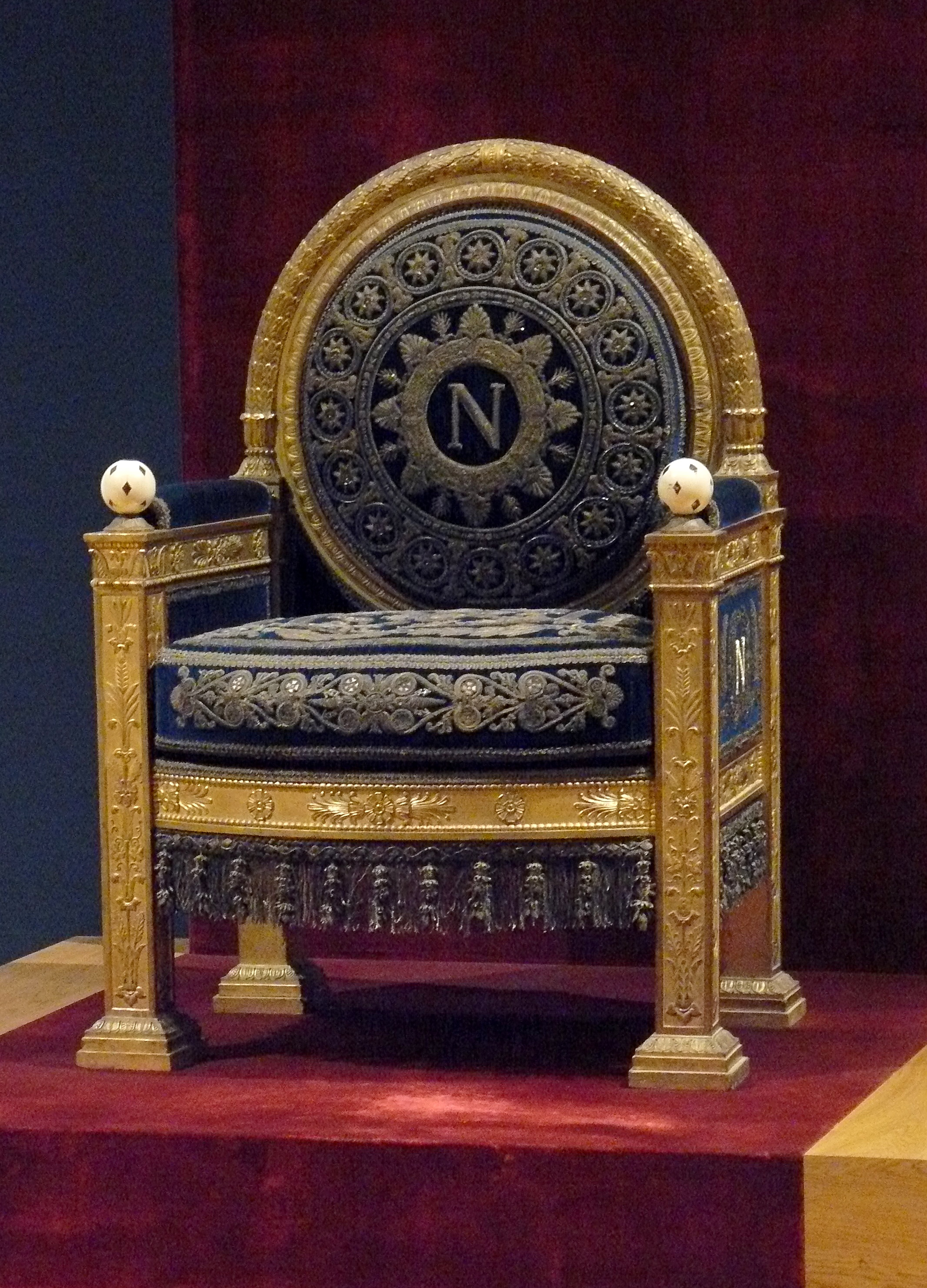
Tron Napoleona I

### Dział Rysunku i Grafiki

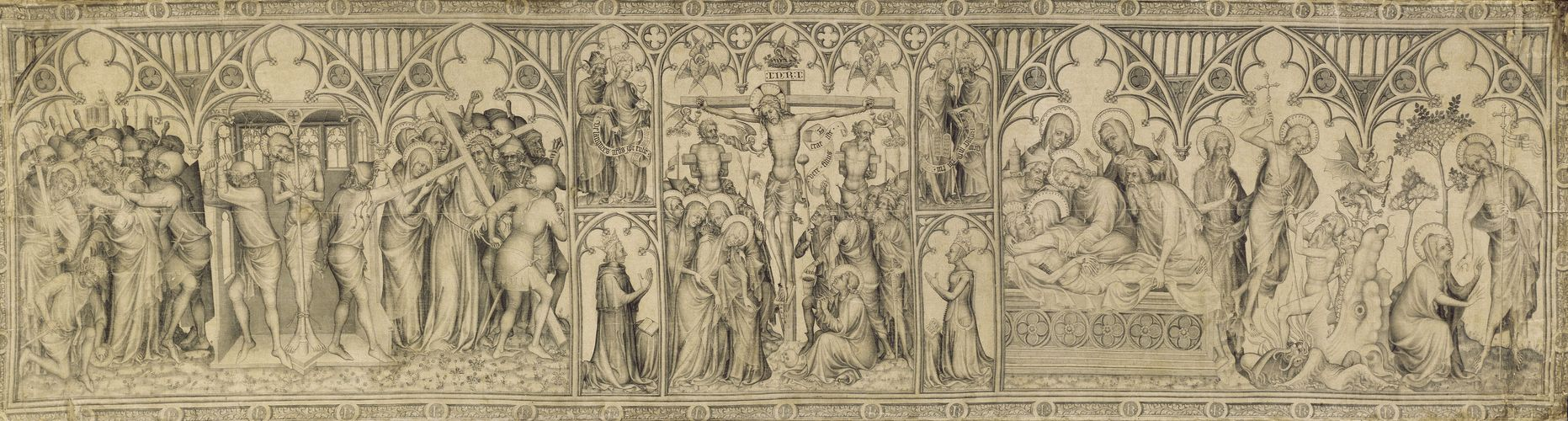
Antependium z Narbonny, XIV w.
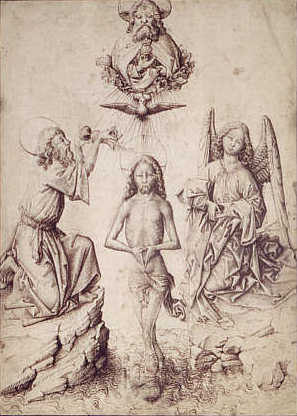
Mistrz E.S. Chrzest Chrystusa
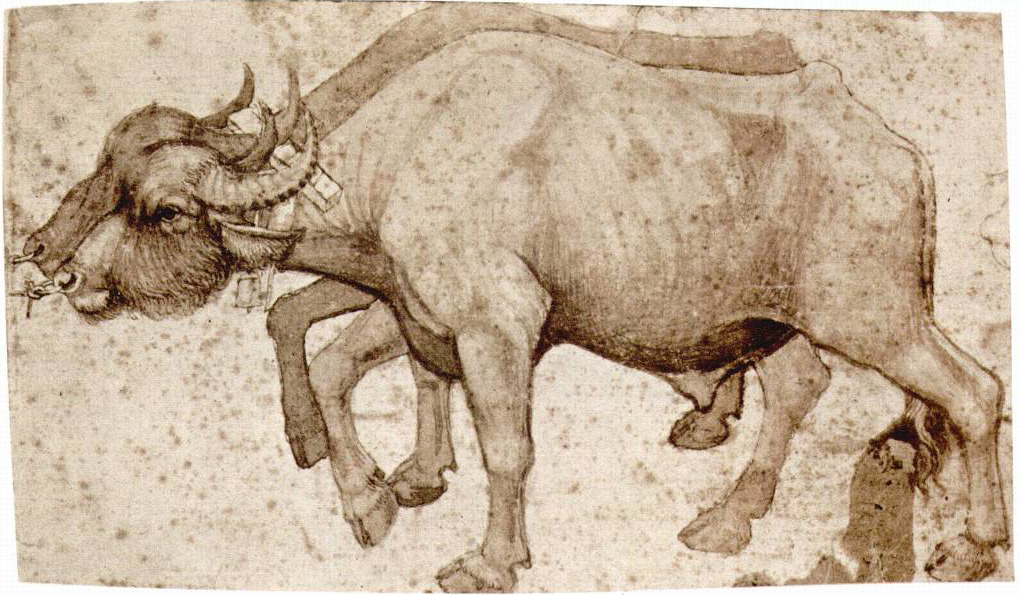
Pisanello Dwa byki
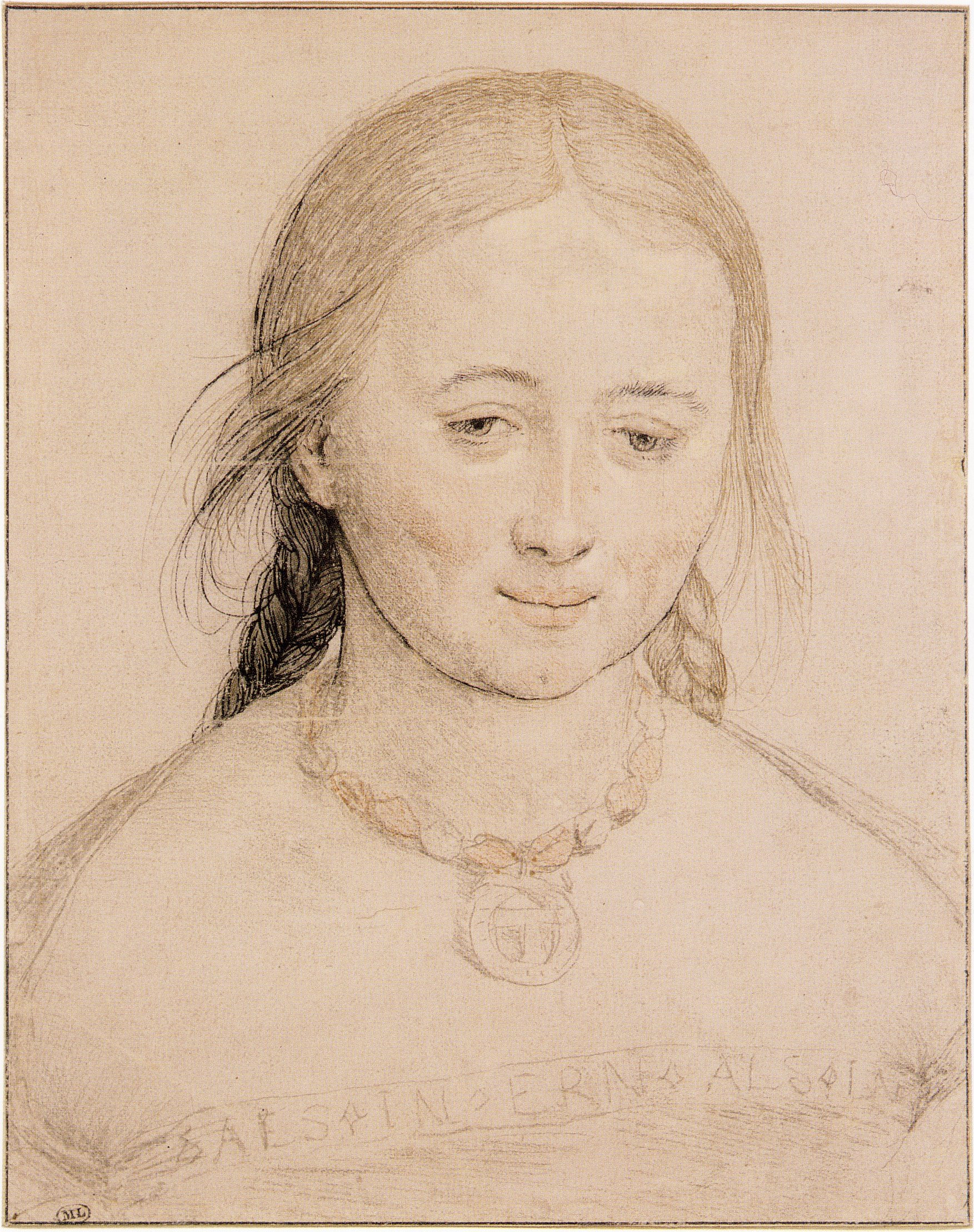
Hans Holbein Młodszy Portret młodej kobiety
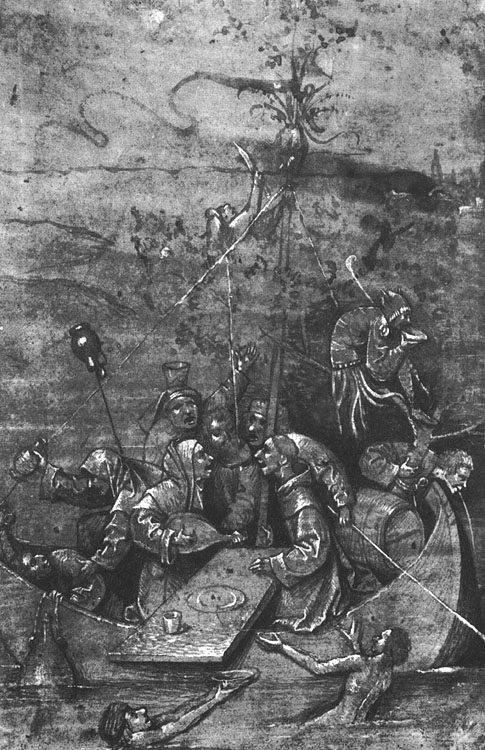
Hieronim Bosch Statek szaleńców
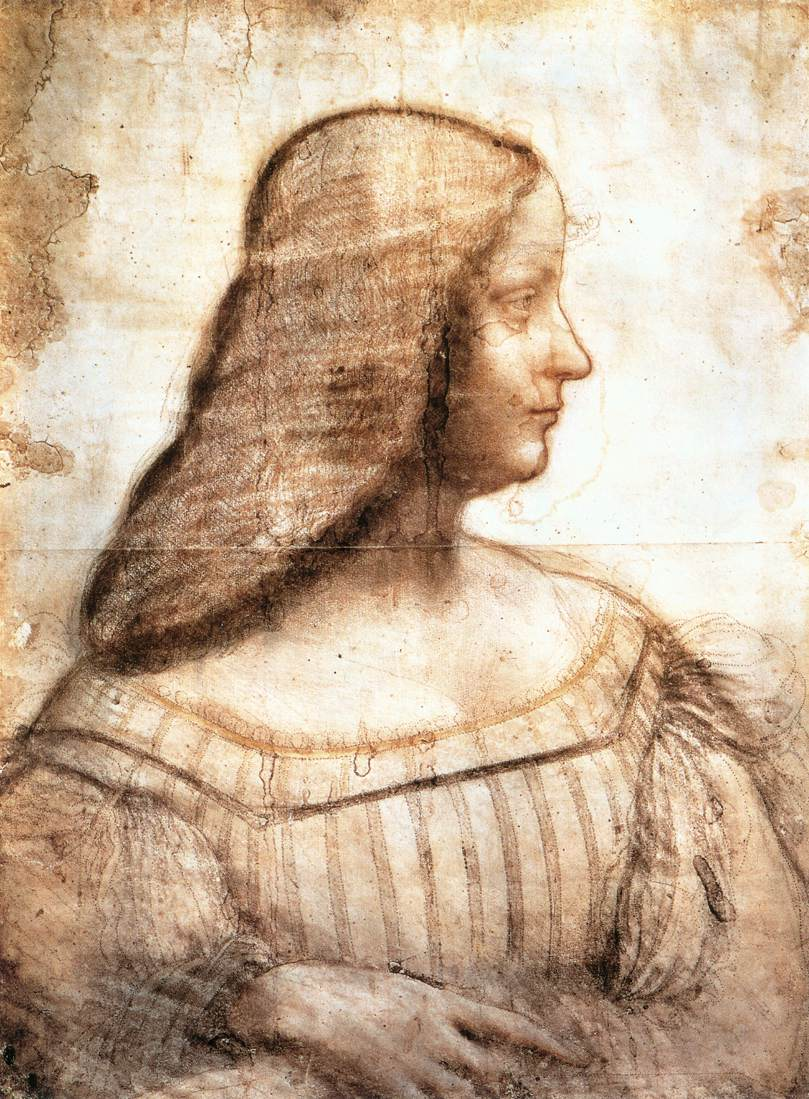
Leonardo da Vinci Portret Isabelli d’Este
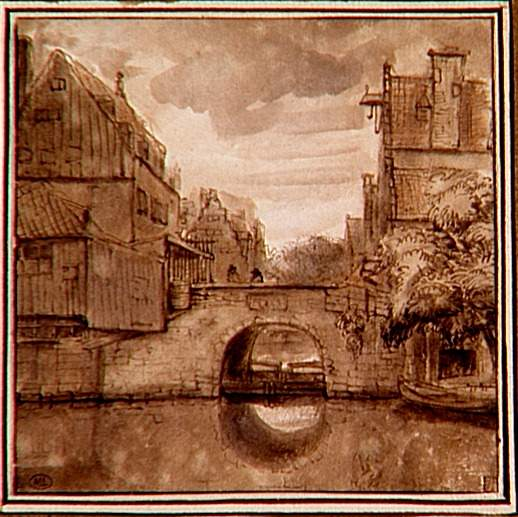
Rembrandt van Rijn Widok na most Grimnessesluis, w Amsterdamie
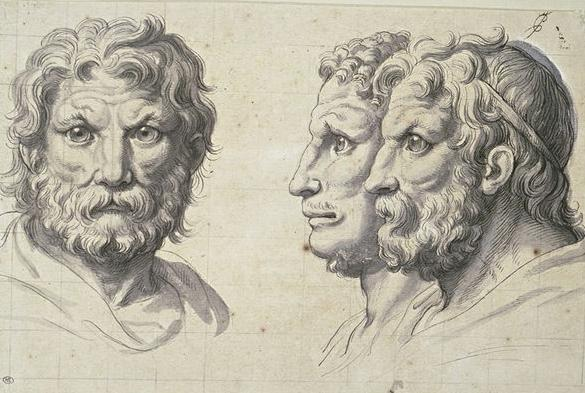
Charles le Brun, Trzy głowy

### Polskie akcenty

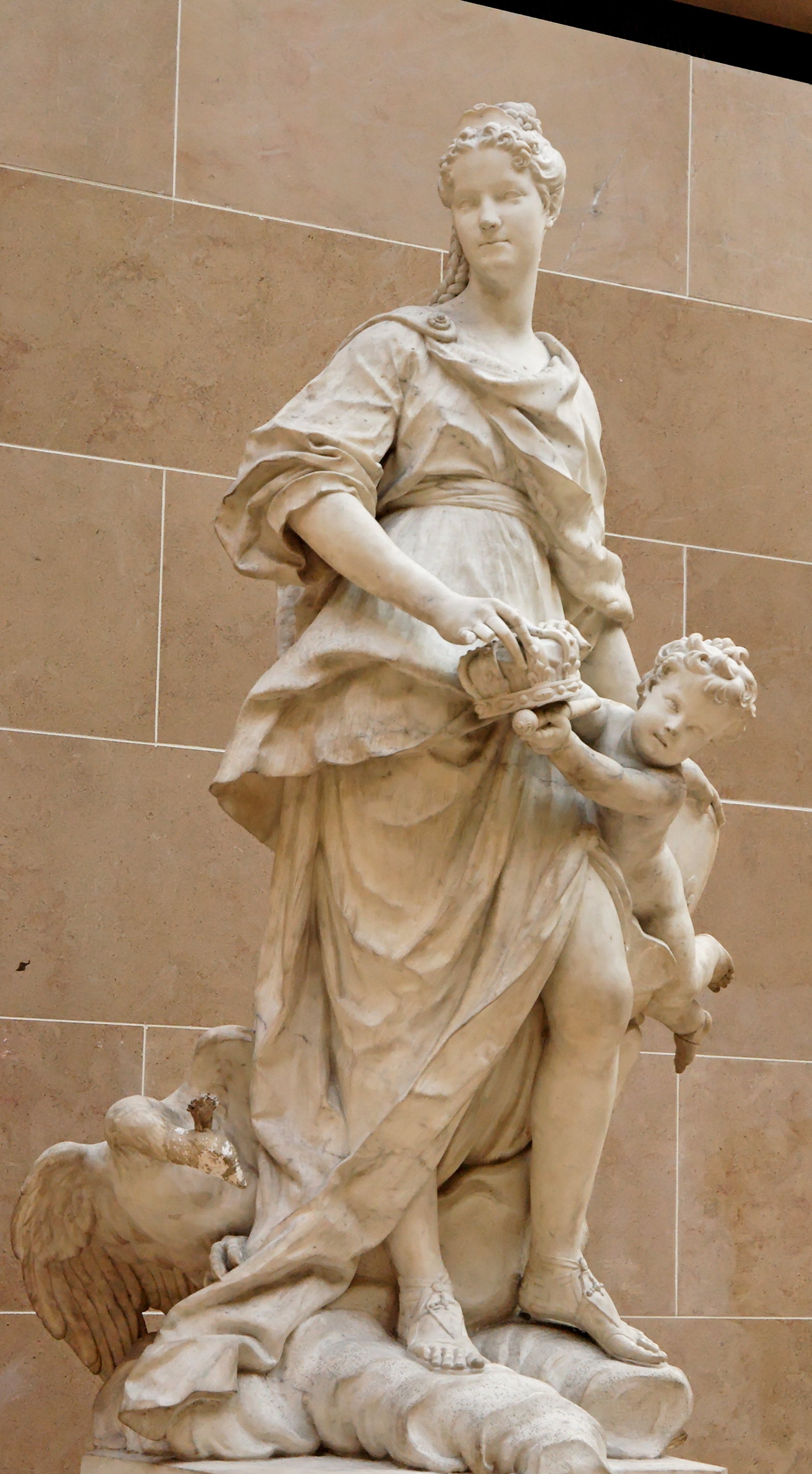
Rzeźba Marii Leszczyńskiej przedstawionej jako Junona
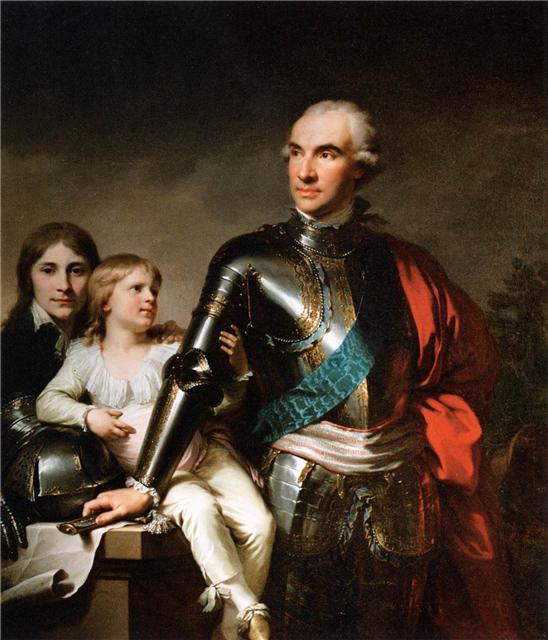
Giovanni Battista Lampi (starszy), Stanisław Szczęsny Potocki z synami Stanisławem i Szczęsnym Jerzym
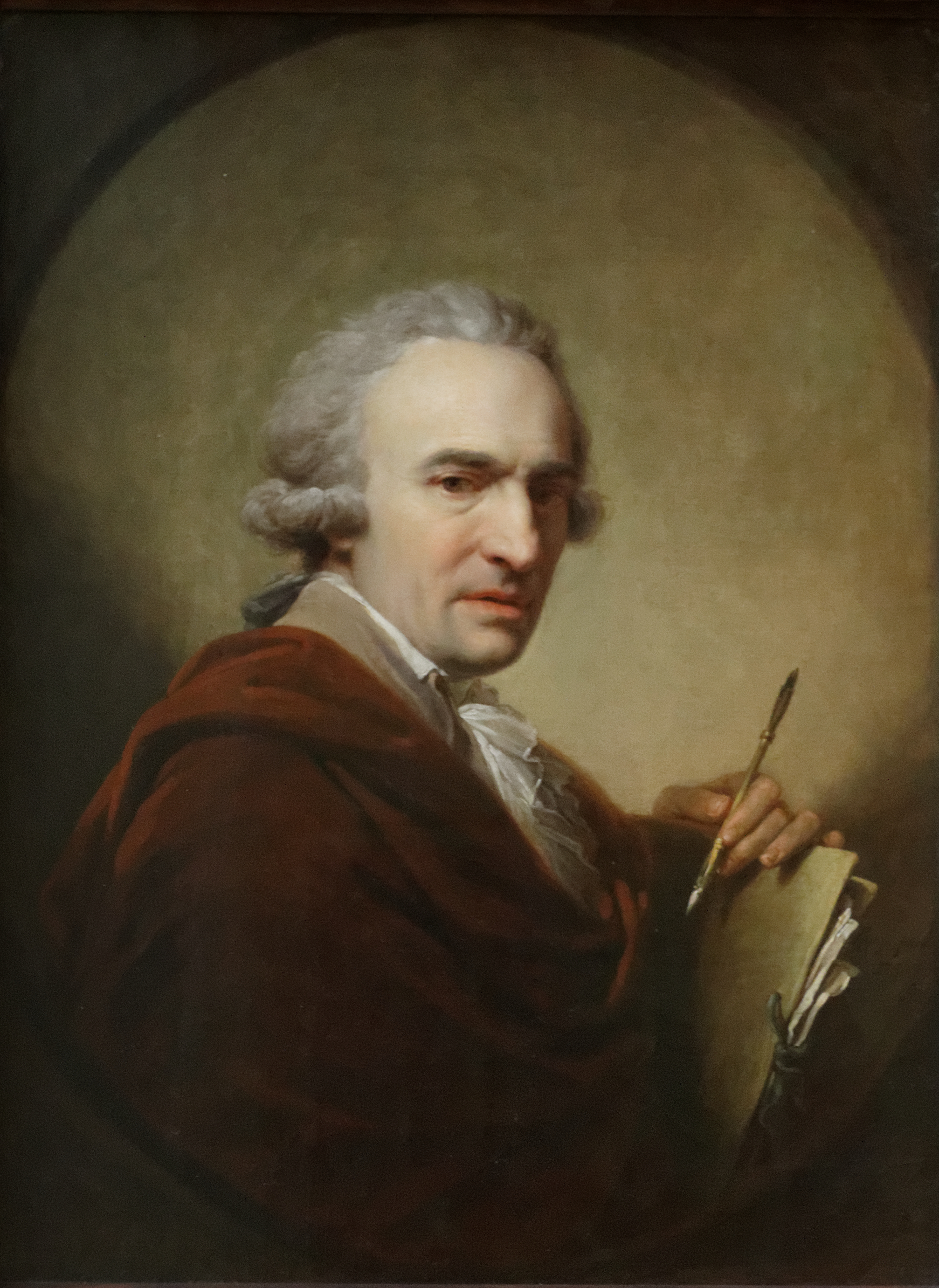
Giovanni Battista Lampi (starszy), La Tour, architekt pałacu w Tulczynie
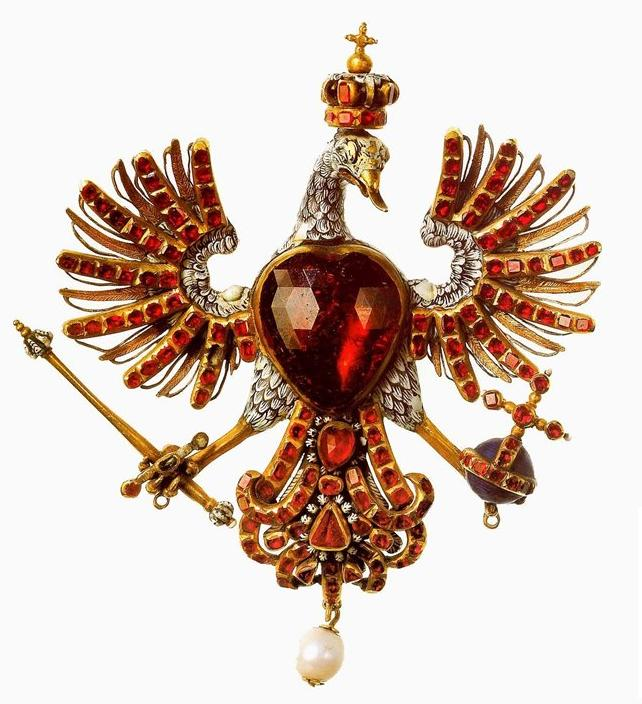
Pirop w oprawie w kształcie orła polskiego

- Perski dywan zdobyty przez wojska króla Jana III Sobieskiego w bitwie z Turkami